# Bourg-en-Bresse
Pour les articles homonymes, voir Bourg (homonymie) et Bresse (homonymie).
Bourg-en-Bresse (prononcé : /buʁ.k‿ɑ̃.bʁɛs/,) est une commune française, préfecture du département de l'Ain en région Auvergne-Rhône-Alpes ainsi que la capitale historique de la région naturelle de la Bresse.
Ville moyenne de 42 065 habitants dont l'aire d'attraction réunit 143 864 habitants en 2022, Bourg-en-Bresse bénéficie de sa proximité avec Lyon et Genève pour être au cœur de réseaux de communication à différents rayonnements.
Les habitants sont appelés les Burgiens,. On trouve également les formes Burgésiens ou Bressans. L'adjectif bressan, utilisé autrefois, ne se réfère plus aujourd'hui qu'à la Bresse.

## Géographie

### Localisation
Par orthodromie, la ville de Bourg-en-Bresse se trouve à 62 km au nord-est de Lyon, à 32 km à l'est de Mâcon, à 58 km au sud de Lons-le-Saunier, ainsi qu'à 101 km à l'ouest de Genève.
Bourg-en-Bresse est situé à l'ouest du massif du Jura (en bordure du Revermont qui en est le premier contrefort) et au nord-est de la Dombes. La ville est installée sur l'extrémité sud-est de la plaine bocagère de Bresse.
Les communes limitrophes sont Jasseron, Montagnat, Péronnas, Saint-Denis-lès-Bourg, Saint-Just et Viriat.
|                       | Viriat          | Jasseron   |
| Saint-Denis-lès-Bourg | Bourg-en-Bresse | Saint-Just |
| Péronnas              |                 | Montagnat  |

### Relief et géologie
La commune connaît un relief assez peu marqué, son altitude varie de 220 à 273 m, la mairie se situant à 227 m. Elle est située à l'est du fossé de la Bresse résultant d'un effondrement du rift ouest-européen à l'ère tertiaire qui a été rempli par des dépôts provenant de l'érosion des reliefs environnants.
À l'oligocène et au miocène, se forment les Alpes, phénomène géologique qui arc-boute le massif du Jura vers le lac bressan et plisse le fond du réservoir, donnant ce relief vallonné avec des dénivellations très faibles. Une ouverture se créant au sud, le lac s'assèche puis disparaît pour laisser place à un sol humide et marécageuxdate[réf. nécessaire].
À l'est, le Revermont et ses monts montrent le début du massif jurassien et marquent une rupture avec la plaine bressane.

### Hydrographie

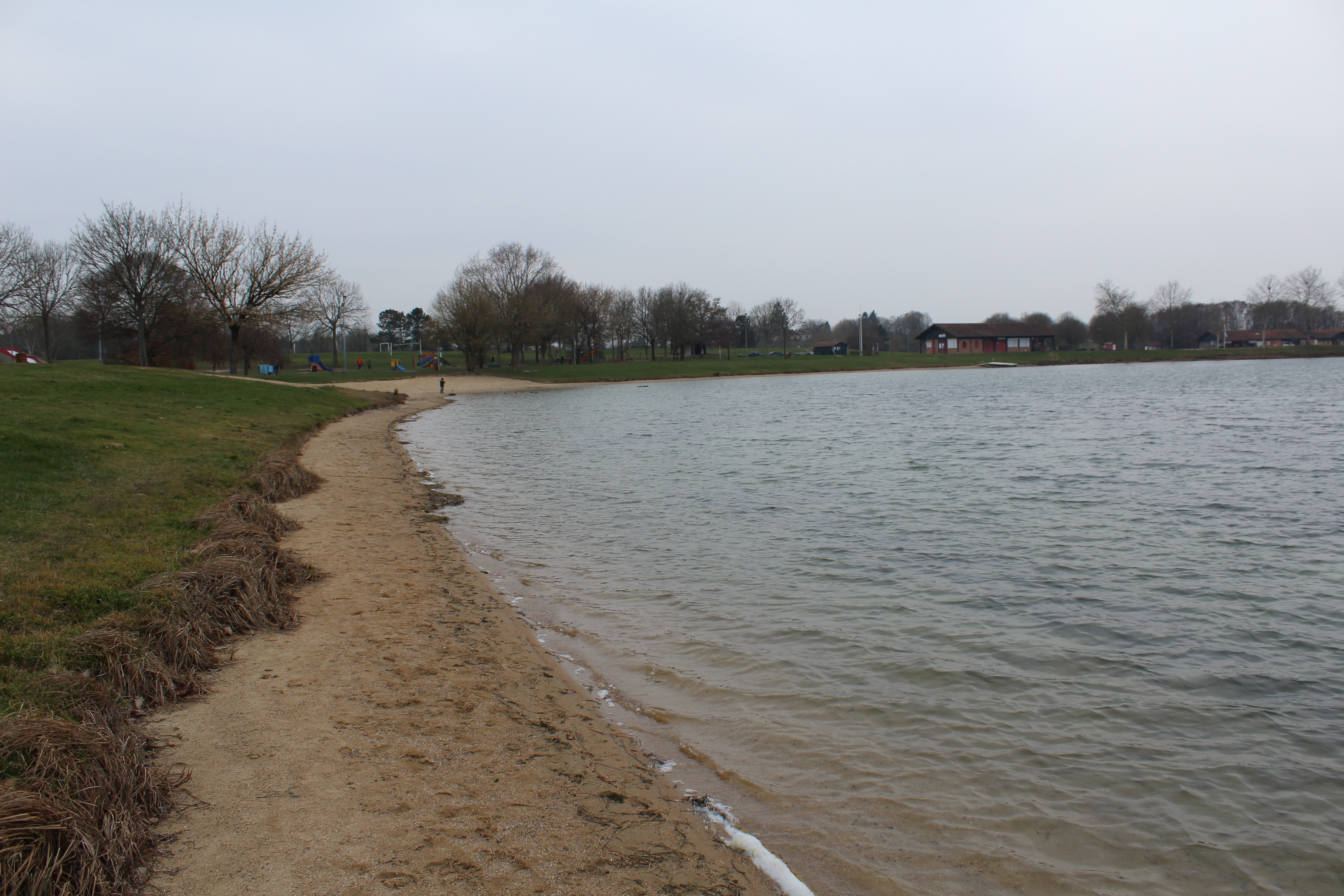
Plage du plan d'eau de Bouvent.

Contrairement à beaucoup de grandes villes ou de villes moyennes, Bourg n'est traversée par aucune rivière importante. Toutefois, on trouve des petits cours d'eau la traversant.
En premier lieu, la Reyssouze traverse Bourg du sud-est au nord-ouest, elle se jette dans la Saône à hauteur de Pont-de-Vaux. Vers Bouvent, le cours d'eau se sépare en deux, le bras le plus au sud est la Basse Reyssouze qui rejoint la rivière vers le stade Marcel-Verchère[réf. nécessaire]. La Reyssouze, par le canal de Loëze, est en partie renaturalisée en 2024. Le lit est débétonné et de petits méandres afin de s'adapter aux évolutions climatiques et réguler davantage le débit. Une allée végétalisée et piétonne le long de la Reyssouze ouvre en 2025 à l'emplacement de l'allée de Challes.
Venant de Jasseron, le Jugnon fait un bref passage dans le nord-est de la commune puis se dirige à Viriat avant de se jeter dans la Reyssouze à Attignat.
Le Dévorah est un autre ruisseau qui se jette dans la Reyssouze vers le stade Marcel-Verchère. Sa source se trouve près de la frontière avec Saint-Just. Autre ruisseau de Bourg, le Fief Porcheret se jette dans le Dévorah au quartier de la Croix Blanche après avoir pris sa source à Saint-Just.
Le Cône, qui prend sa source dans la forêt de Seillon est un ruisseau historique dérivé et canalisé en 1956 et 1974. 300m sont encore visibles au Sud-Est de la ville, dans le quartier des Vennes. Le Cône est responsable d'inondation en 1777 et 1781 après l'arrêt de l'exploitation des étangs de la forêt de Seillon par les Chartreux.
Au parc de loisirs de Bouvent, on trouve un plan d'eau de 21 hectares.

### Climat
Pour des articles plus généraux, voir Climat d'Auvergne-Rhône-Alpes et Climat de l'Ain.
En 2010, le climat de la commune est de type climat océanique dégradé des plaines du Centre et du Nord, selon une étude du Centre national de la recherche scientifique s'appuyant sur une série de données couvrant la période 1971-2000. En 2020, Météo-France publie une typologie des climats de la France métropolitaine dans laquelle la commune est dans une zone de transition entre le climat semi-continental et le climat de montagne et est dans la région climatique Bourgogne, vallée de la Saône, caractérisée par un bon ensoleillement (1 900 h/an), un été chaud (18,5 °C), un air sec au printemps et en été et des vents faibles.
Pour la période 1971-2000, la température annuelle moyenne est de 11,7 °C, avec une amplitude thermique annuelle de 18,1 °C. Le cumul annuel moyen de précipitations est de 1 085 mm, avec 11,3 jours de précipitations en janvier et 8 jours en juillet. Pour la période 1991-2020, la température moyenne annuelle observée sur la station météorologique de Météo-France la plus proche, « Ceyzériat_sapc », dans la commune de Ceyzériat à 8 km à vol d'oiseau, est de 11,7 °C et le cumul annuel moyen de précipitations est de 1 032,6 mm,. Pour l'avenir, les paramètres climatiques de la commune estimés pour 2050 selon différents scénarios d'émission de gaz à effet de serre sont consultables sur un site dédié publié par Météo-France en novembre 2022.
| Mois                                  | jan.           | fév.          | mars           | avril         | mai             | juin          | jui.          | août           | sep.            | oct.            | nov.             | déc.           | année      |
| ------------------------------------- | -------------- | ------------- | -------------- | ------------- | --------------- | ------------- | ------------- | -------------- | --------------- | --------------- | ---------------- | -------------- | ---------- |
| Température minimale moyenne (°C)     | 0,1            | 0,2           | 2,3            | 5,4           | 9,3             | 12,7          | 14,2          | 13,9           | 10,6            | 8,2             | 3,6              | 0,9            | 6,8        |
| Température moyenne (°C)              | 3,1            | 4,1           | 7,6            | 11,2          | 15,1            | 18,7          | 20,4          | 20,1           | 16,2            | 12,6            | 7                | 3,8            | 11,7       |
| Température maximale moyenne (°C)     | 6,1            | 8,1           | 12,9           | 16,9          | 20,8            | 24,7          | 26,6          | 26,4           | 21,9            | 17              | 10,5             | 6,7            | 16,5       |
| Record de froid (°C) date du record   | −15,3 13.01.03 | −17 06.02.12  | −13,2 01.03.05 | −5,5 08.04.21 | −1,3 15.05.1995 | 2,1 04.06.01  | 5,3 17.07.00  | 3,3 30.08.1998 | −0,7 30.09.1995 | −7,1 31.10.1997 | −11,4 23.11.1998 | −17,6 20.12.09 | −17,6 2009 |
| Record de chaleur (°C) date du record | 18,4 10.01.15  | 20,5 24.02.21 | 25,4 31.03.21  | 28,4 30.04.05 | 32,9 24.05.09   | 36,7 22.06.03 | 38,5 31.07.20 | 39,7 24.08.23  | 34,1 10.09.23   | 28,7 09.10.23   | 22,5 08.11.15    | 17,4 08.12.10  | 39,7 2023  |
| Précipitations (mm)                   | 81,1           | 69,1          | 74,5           | 85,8          | 101,3           | 75,5          | 80,9          | 86,5           | 79,5            | 103,9           | 108              | 86,5           | 1 032,6    |

| Diagramme climatique                                  |            |             |             |              |              |              |              |              |            |            |            |
| J                                                     | F          | M           | A           | M            | J            | J            | A            | S            | O          | N          | D          |
| 6,10,181,1                                            | 8,10,269,1 | 12,92,374,5 | 16,95,485,8 | 20,89,3101,3 | 24,712,775,5 | 26,614,280,9 | 26,413,986,5 | 21,910,679,5 | 178,2103,9 | 10,53,6108 | 6,70,986,5 |
| Moyennes : • Temp. maxi et mini °C • Précipitation mm |            |             |             |              |              |              |              |              |            |            |            |

## Urbanisme

### Typologie
Au 1er janvier 2024, Bourg-en-Bresse est catégorisée centre urbain intermédiaire, selon la nouvelle grille communale de densité à 7 niveaux définie par l'Insee en 2022.
Elle appartient à l'unité urbaine de Bourg-en-Bresse, une agglomération intra-départementale dont elle est ville-centre,. Par ailleurs la commune fait partie de l'aire d'attraction de Bourg-en-Bresse, dont elle est la commune-centre,. Cette aire, qui regroupe 80 communes, est catégorisée dans les aires de 50 000 à moins de 200 000 habitants,.

### Occupation des sols
L'occupation des sols de la commune, telle qu'elle ressort de la base de données européenne d’occupation biophysique des sols Corine Land Cover (CLC), est marquée par l'importance des territoires artificialisés (63,5 % en 2018), en augmentation par rapport à 1990 (55,1 %). La répartition détaillée en 2018 est la suivante : zones urbanisées (40,5 %), zones industrielles ou commerciales et réseaux de communication (17,9 %), forêts (15,3 %), terres arables (9,8 %), prairies (8,4 %), espaces verts artificialisés, non agricoles (4,7 %), zones agricoles hétérogènes (3 %), mines, décharges et chantiers (0,4 %).
L'évolution de l’occupation des sols de la commune et de ses infrastructures peut être observée sur les différentes représentations cartographiques du territoire : la carte de Cassini (XVIIIe siècle), la carte d'état-major (1820-1866) et les cartes ou photos aériennes de l'IGN pour la période actuelle (1950 à aujourd'hui).

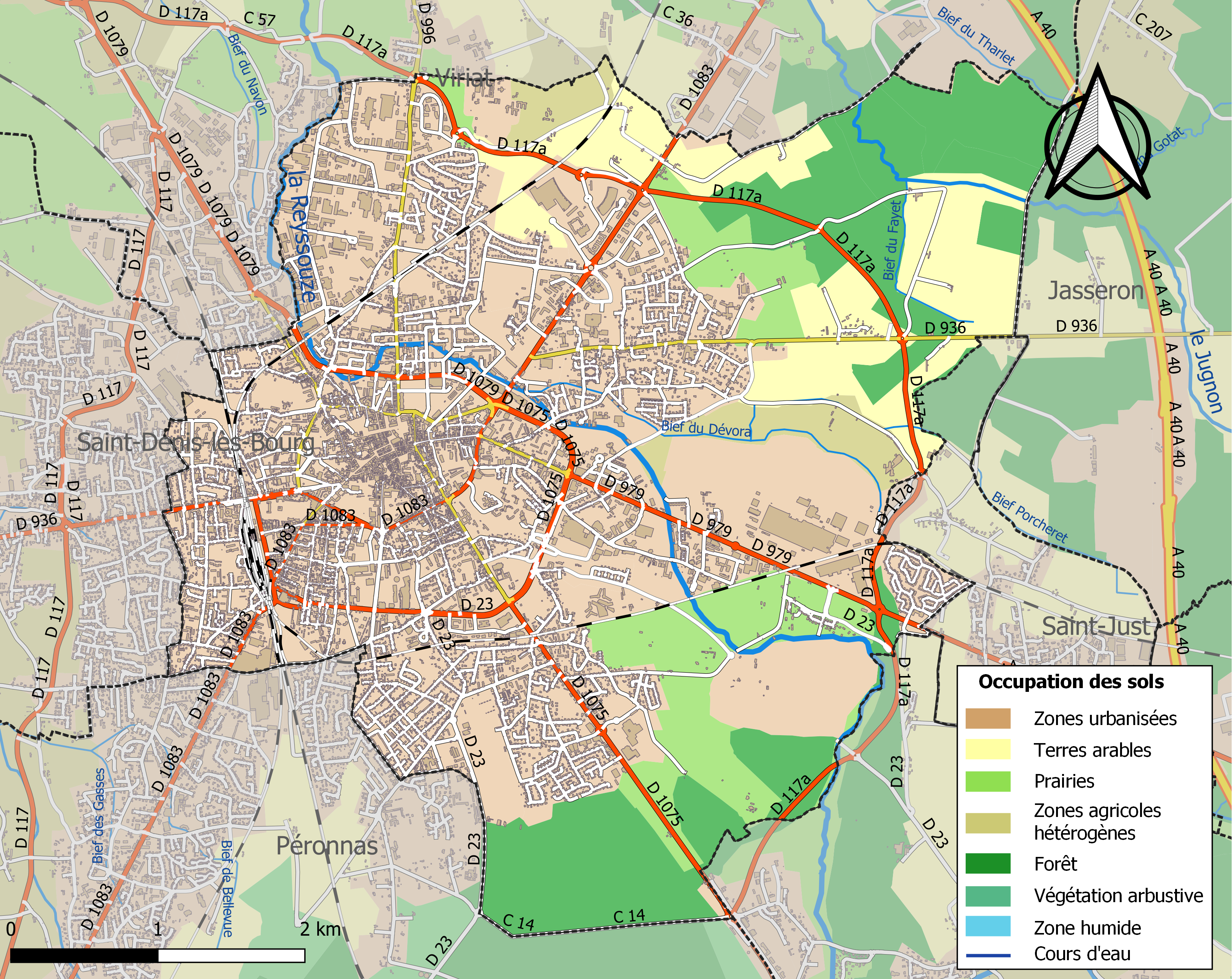
Carte des infrastructures et de l'occupation des sols de la commune en 2018 (CLC).

### Morphologie urbaine

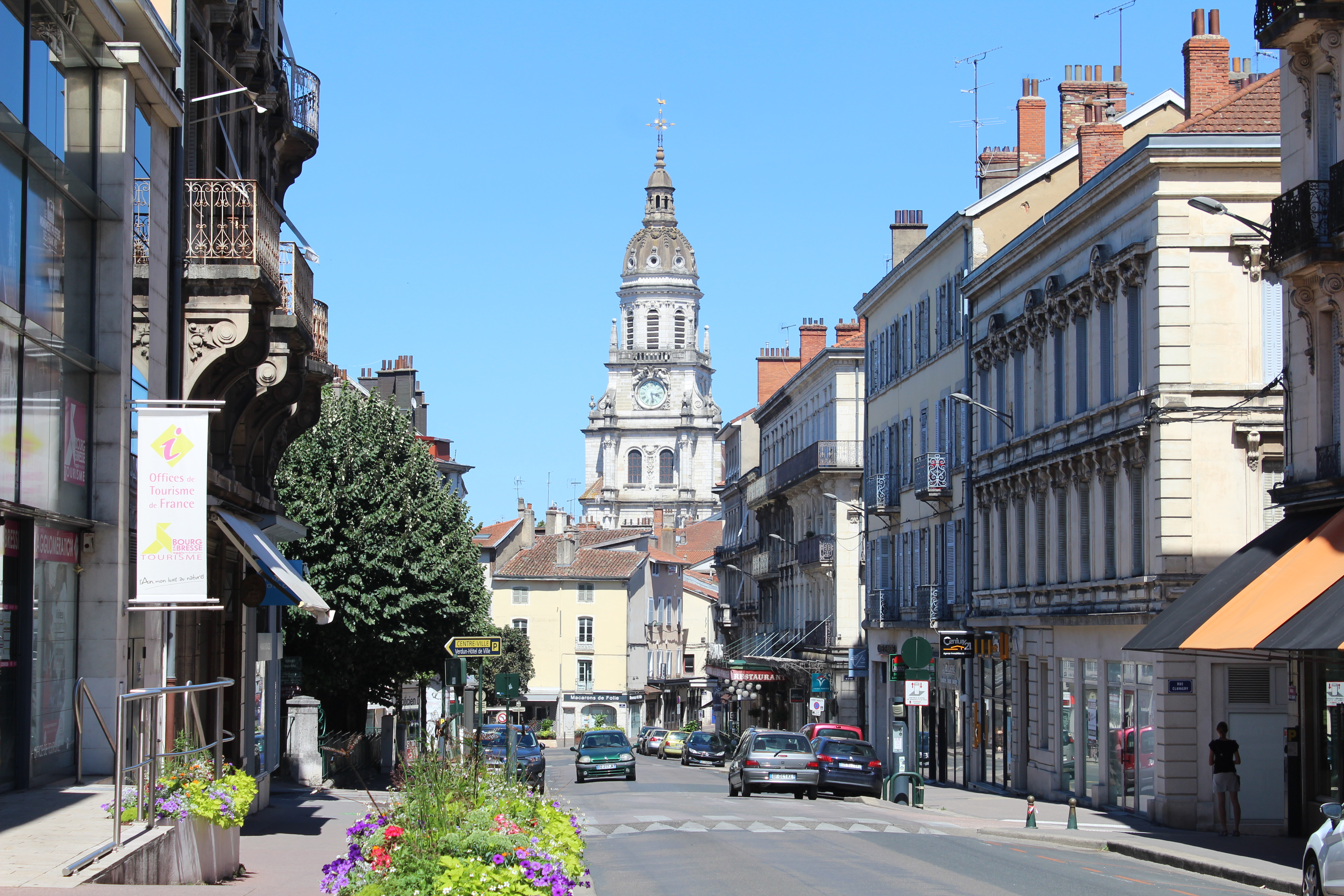
Avenue Alsace-Lorraine.

La ville de Bourg-en-Bresse est formée principalement de deux ceintures routières. La plus éloignée du centre est composée du boulevard Charles-De-Gaulle qui se situe au sud-est ; ce boulevard rejoint le boulevard Paul-Valéry qui se trouve au sud, ce dernier touche à son tour l'avenue Jean-Jaurès qui se place à l'ouest. Cette ceinture est complétée au nord par l'avenue de Paris. La seconde ceinture se place au centre de la première et est constituée du boulevard Victor-Hugo suivi du boulevard Paul-Bert, de la rue des casernes et de la rue Gabriel-Vicaire.
En dehors de la ville qui constitue le bourg principal de la commune on trouve en périphérie des lieux-dits et des hameaux.

### Quartiers
Hors les quartiers de l'agglomération, au nombre de vingt-trois, la ville municipale de Bourg-en-Bresse compte dix-huit quartiers : le Cenor Grand Challes, les Sardières, la Citadelle, Mail, Peloux, la Gare, Brou, Baudières, la Préfecture, le Champ-de-Foire, le Centre-Ville, les Vennes-Ouest, les Vennes-Est, la Croix-Blanche, la Reyssouze-Est, la Reyssouze-Ouest, l'Alagnier et le Pont-des-Chèvres.
La ville comprend également un quartier prioritaire dénommé « Grande Reyssouze-Terre des Fleurs », comprenant 6 490 habitants en 2018.

### Logement

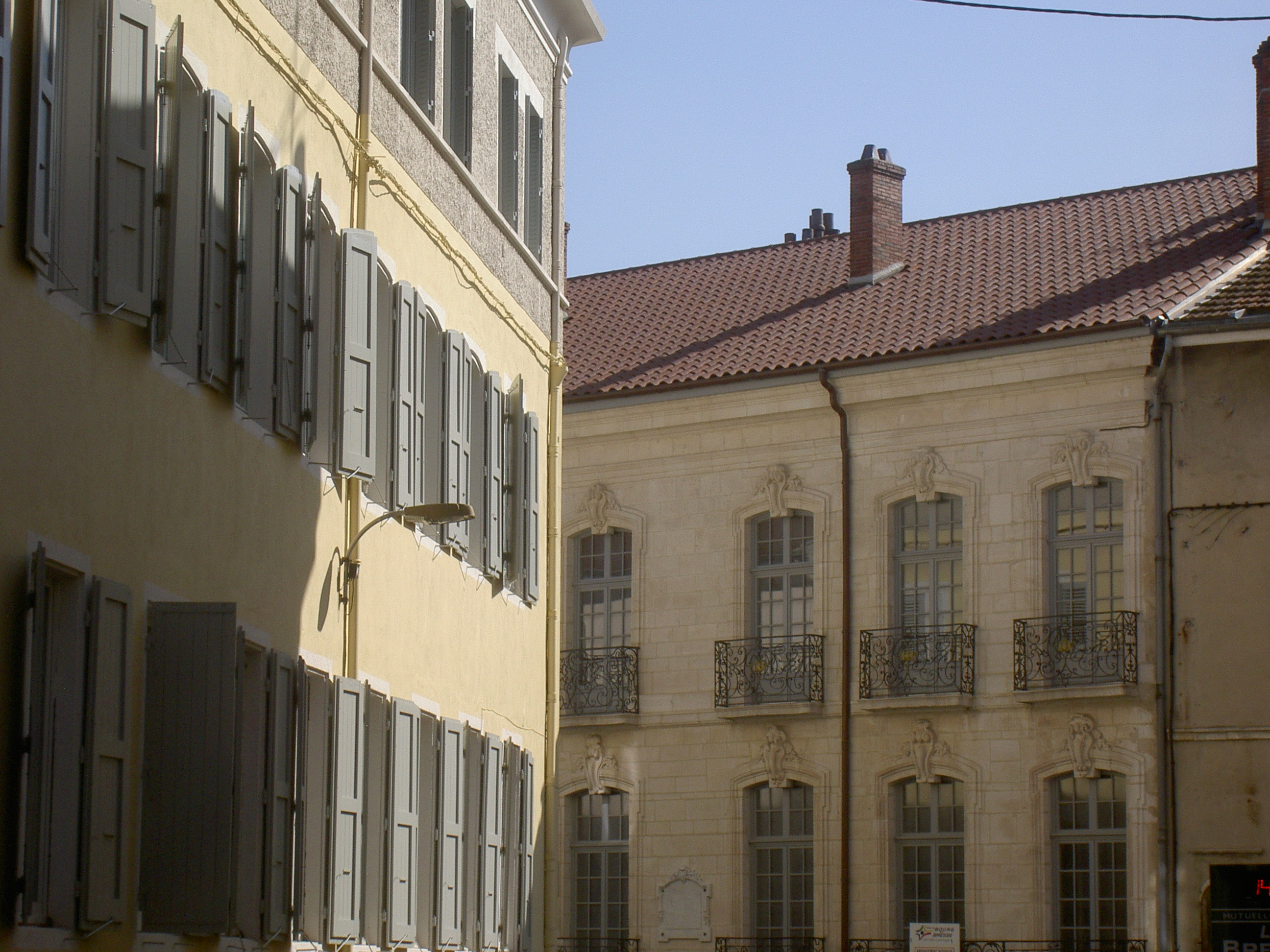
Rue Burgienne.

Le nombre total de logements dans la commune est de 20 119. Parmi ces logements, 90,7 % sont des résidences principales, 2,1 % sont des résidences secondaires et 7,2 % sont des logements vacants. Ces logements sont pour une part de 23,8 % des maisons individuelles, 73,5 % sont d'autre part des appartements et enfin seulement 2,7 % sont des logements d'un autre type. Le nombre d'habitants propriétaires de leur logement est de 32,7 %. Ce qui est inférieur à la moyenne nationale qui se monte à près de 55,3 %. En conséquence, le nombre de locataires est de 64,3 % sur l'ensemble des logements qui est inversement supérieur à la moyenne nationale qui est de 39,8 %. On peut noter également que 3,1 % des habitants de la commune sont des personnes logées gratuitement alors qu'au niveau de l'ensemble de la France le pourcentage est de 4,9 %. Toujours sur l'ensemble des logements de la commune, 9,5 % sont des studios, 15,8 % sont des logements de deux pièces, 26,4 % en ont trois, 27,8 % des logements disposent de quatre pièces, et 20,5 % des logements ont cinq pièces ou plus.

### Voies de communication et transports

Axes de communication de la ville.

#### Voies routières
La ville est desservie par deux autoroutes qui la contournent. Trois sorties jalonnent l'A40 reliant Mâcon à Genève, ce qui rend la ville facilement accessible. L'A39 reliant Dijon à Bourg-en-Bresse se connecte à l'A40 à Viriat.
Du fait du rôle commercial et administratif (préfecture de l'Ain) de la ville, de nombreuses voies départementales y convergent. La route départementale D 1079, ancien tronçon de la route nationale N79 en 2006, lie la ville à la préfecture de Saône-et-Loire : Mâcon, et, via la RD 1075, Châlon-sur-Saône. La route départementale D 979 est elle aussi un ancien tronçon de la RN 79, elle permet de rejoindre Nantua, une des sous-préfectures de l'Ain et Oyonnax, seconde commune du département en termes de population.
La route départementale D 1083 relie la ville, au sud, à Villars-les-Dombes et Lyon, et au nord, à Lons-le-Saunier et Besançon. La RD 1075 traverse le centre et le sud de la ville pour rejoindre Ambérieu-en-Bugey[réf. nécessaire].
La ville possède une rocade. Afin de désengorger le trafic urbain, une rocade-ouest est construite sur les communes de Péronnas, Saint-Denis-lès-Bourg et Viriat en 1995. Au début des années 2000, c'est au tour de la rocade nord d'être bâtie avant que la rocade nord-ouest ne soit réalisée au début des années 2010. La rocade sud-est est réalisée en 2019.
Tous les ménages burgiens ne possèdent pas une voiture. On sait que 23 % en sont dépourvus, alors que 55,7 % en possèdent une et 21,3 % ont deux voitures ou plus.

#### Vélo
En 2014, le réseau urbain comprend 64 kilomètres de pistes cyclables et 680 bornes de stationnement vélo. De nombreuses rues à sens unique pour les véhicules à moteurs sont à double sens pour les cyclistes, ce qui permet une plus grande mobilité de ces derniers.
Pour ceux qui n'ont pas l'équipement nécessaire pour se déplacer, la Station qui est un espace de l'agglomération située à la gare de la ville propose la location de vélos classiques ou électriques pour une durée limitée.
Par ailleurs depuis le 15 juillet 2019, un système de vélos en libre service baptisé Rubis'Vélo a été mis en place. Il compte 19 stations sur le territoire communal Bourg-en-Bresse, ainsi que dans les communes de proche banlieue : Péronnas, Saint-Denis-lès-Bourg et Viriat.

#### Transport ferroviaire

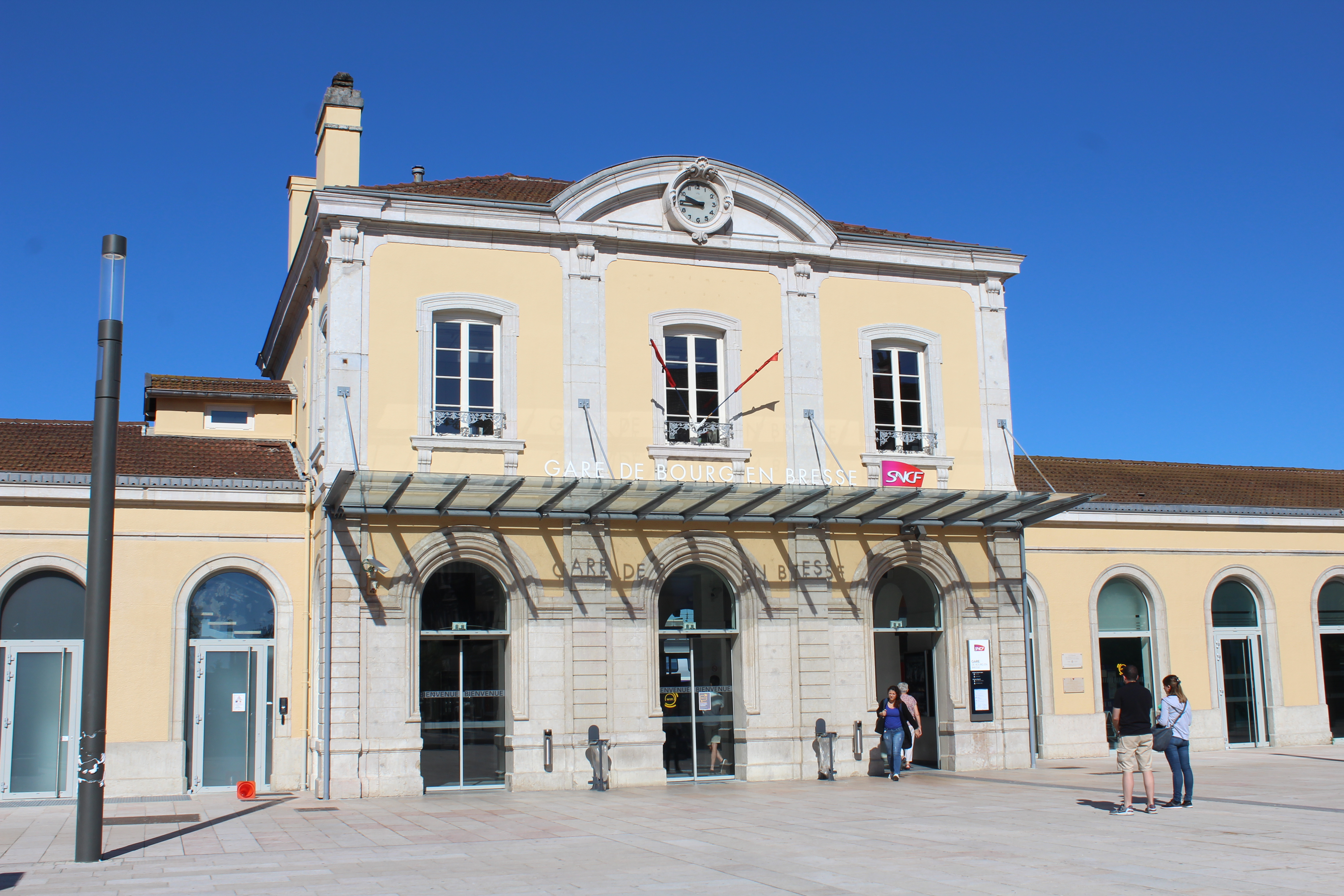
Gare de Bourg-en-Bresse.

La ville est un carrefour ferroviaire, quatre voies traversent ou débutent à Bourg-en-Bresse : la ligne de Mâcon à Ambérieu, la ligne de Bourg-en-Bresse à Bellegarde, la ligne de Mouchard à Bourg-en-Bresse, la ligne de Lyon-Saint-Clair à Bourg-en-Bresse.
Le TGV passe par la ville dans la gare ferroviaire en plein centre-ville. Les liaisons en train TER Auvergne-Rhône-Alpes se font en 45 minutes pour aller de Bourg-en-Bresse à Lyon en passant par Ambérieu-en-Bugey et Meximieux. La liaison traversant la Dombes dure 1 h 15. La commune se situe sur la liaison TGV Paris-Genève, qui emprunte la ligne du Haut-Bugey, réhabilitée pour l'occasion.
Auparavant, d'autres lignes faisaient partie du réseau ferroviaire de la commune, l'une d'entre elles fut la ligne de Chalon-sur-Saône à Bourg-en-Bresse. Reliant les deux villes en passant par Saint-Germain-du-Plain, la ligne fut mise en service entre 1871 et 1878. Néanmoins, elle sera fermée au voyageurs le 15 mai 1939 puis aux marchandises le 1er juillet 1951 entre Bourg et Ouroux. L'autre partie sera fermée le 22 novembre 1956[réf. nécessaire].

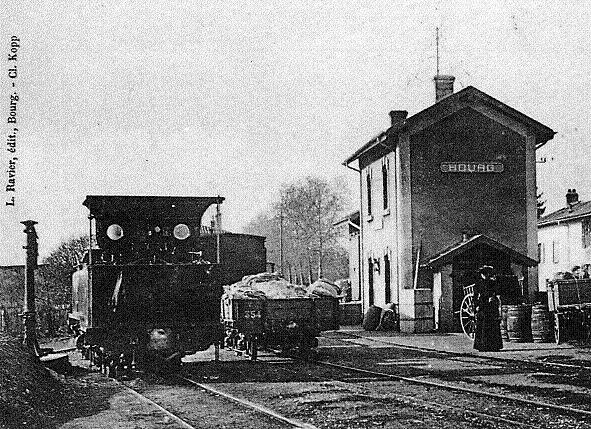
Gare de Bourg-Mail.

À la fin du XIXe siècle a été mis en place un réseau ferroviaire départemental communément appelé Tramways de l'Ain. Bourg, avec son statut de préfecture était au cœur de ce réseau, deux lignes avaient pour départ le centre-ville. Ouverte totalement en 1898, la ligne de Villefranche à Bourg avait une longueur de 51 km, passait par Châtillon-sur-Chalaronne. Les trains partaient de Bourg à la gare de Bourg-Mail jusqu'au 1er janvier 1938, date à laquelle la ligne fut fermée à cause de l'essor de l'automobile et du coût important des infrastructures. L'autre ligne fut la ligne de la Madeleine à Bourg qui permettait de rejoindre Mâcon en passant par Treffort, Marboz, Montrevel-en-Bresse et Bâgé-le-Châtel. Longue de 73 km, elle a été mise en service en 1914 mais a été fermée en totalité le 17 mars 1938. La seule gare de la commune desservie par la ligne était la gare de Bourg-Central[réf. nécessaire].
Afin d'assurer des liaisons entre les deux gares du réseau, une ligne longue de 3 km a été ouverte le 29 novembre 1920 puis fermée en même temps que la dernière ligne citée. Deux haltes étaient installées sur la ligne, une était à la gare PLM et l'autre était la halte de Bourg-Carriat.
La commune serait concernée par la LGV Rhin-Rhône. La branche sud en est aujourd'hui au stade des études préliminaires. Le 16 juin 2008 a été proposé un projet de fuseau en jumelage avec les A39, 40 et 42. La ligne nouvelle proposée serait parcourue à 270 km/h au nord de Bourg-en-Bresse et 220 km/h au sud, et aurait une utilisation mixte fret et voyageurs. Se raccordant au nord à la branche est, et au sud au CFAL (contournement ferroviaire de l'agglomération lyonnaise), elle permettrait de réduire le temps de parcours Lyon-Strasbourg à 2 h 16.

#### Transports en commun

Réseau urbain.

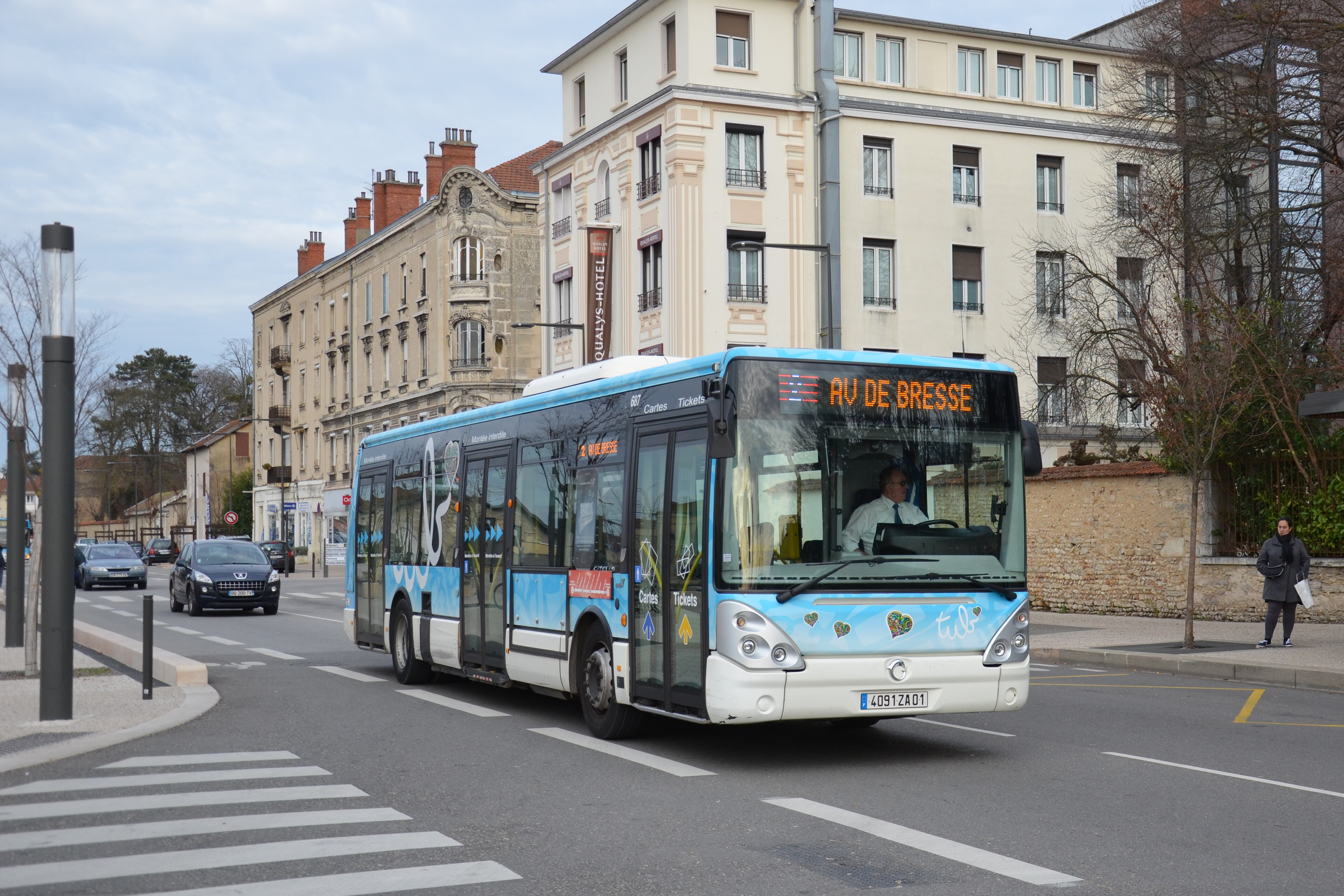
Un bus du réseau TUB, près de la gare.

Sept lignes de bus régulières sillonnent la ville de Bourg-en-Bresse et ses environs du lundi au samedi de 6 h à 20 h, complétées par des lignes à vocation scolaire et des services de transport à la demande, ces derniers assurant notamment la desserte en soirée et les dimanches et jours fériés.
Beaucoup de jeunes prennent le bus pour se rendre au collège, lycée ou travail. Le réseau Rubis, en remplacement du réseau TUB en mai 2019 qui fut exploité par CarPostal France, est lui exploité par Keolis Grand Bassin de Bourg-en-Bresse depuis le début de l'année 2019.
En plus de ce réseau urbain, Bourg est reliée au réseau départemental des bus car.ain.fr. Étant donné son importance départementale, la ville est le point de départ de dix lignes du réseau (115, 118, 119, 120, 122, 127, 132, 148, 150) qui la relie à Mâcon, Lyon, Gex, Villefranche-sur-Saône, Belleville ou Ambérieu-en-Bugey. De plus, la gare SNCF est le point de départ de cars du réseau TER Rhône-Alpes en parallèle avec les trains[réf. nécessaire].

#### Transports aériens
Une plateforme aérienne est à disposition non loin de la ville : l'aérodrome de Bourg - Ceyzériat, appelé plus communément Terre des Hommes en hommage à Antoine de Saint-Exupéry est situé principalement à Jasseron à côté de l'aire de Bourg Teyssonge (de l'autoroute A40) et de Saint-Just. L'aérodrome permet de pratiquer de nombreuses activités aériennes (aviation légère et hélicoptère, vol à voile, ULM et aéromodélisme).
Pour les vols à l'international, les aéroports les plus proches sont celui de Lyon-Saint-Exupéry distant de 70 kilomètres ou bien celui de Genève distant de 110 kilomètres.

## Toponymie

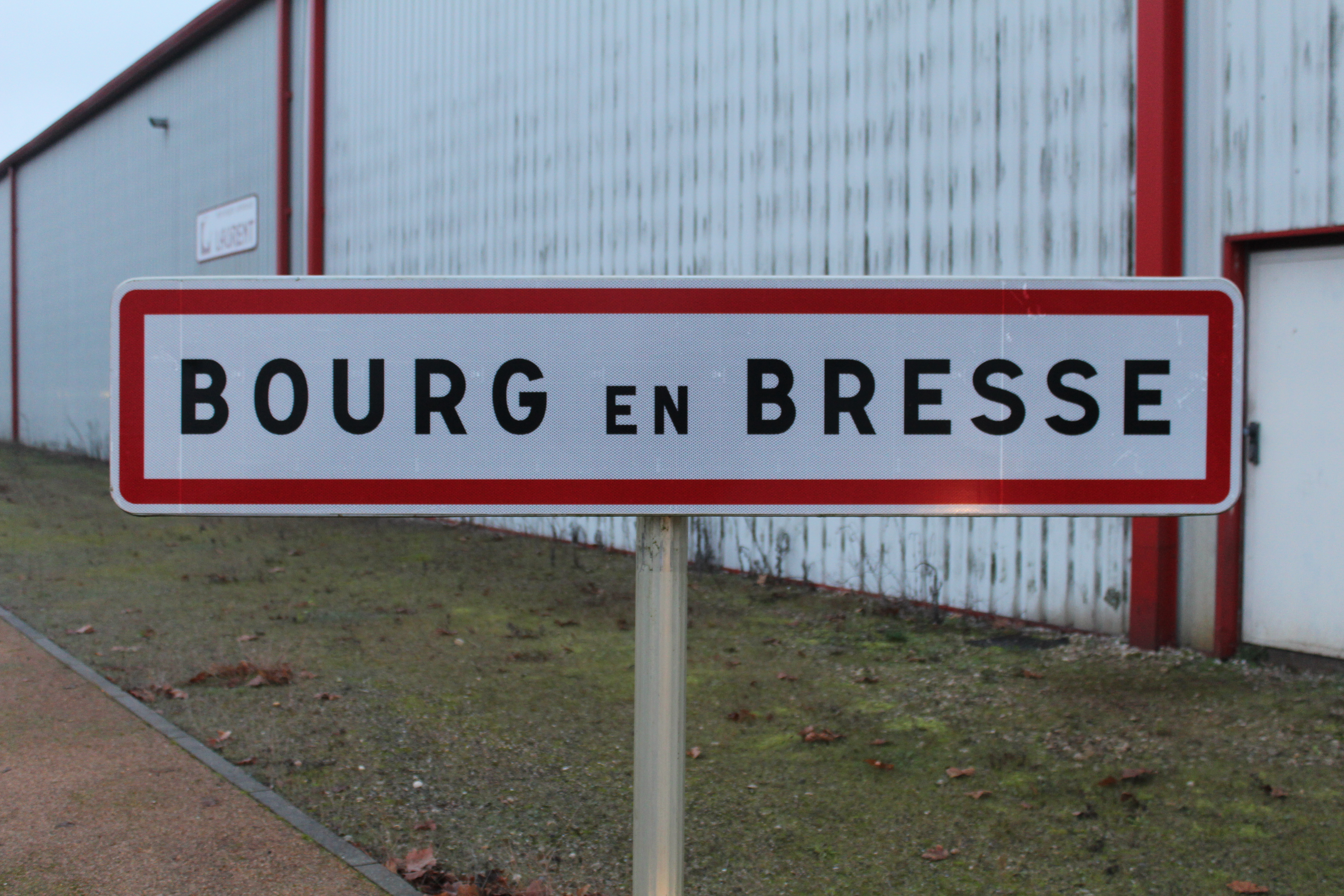
Panneau d'entrée dans la ville.

Le nom de la localité est mentionné sous les formes latinisées de Burgo en 1187. Puis, Burgo in Bressia d'être évoqué en 1272 selon Samuel Guichenon dans son Histoire de la Bresse et du Bugey. À la fin du siècle est cité Bore en 1285 dans les archives nationales.
En 1398, Bourg en Breysse aurait été utilisé pour se référer à la ville. De plus, Guichenon mentionne une nouvelle fois Bourg sous Communitas Burgi en 1418, Civitas Burgi en 1515 et Oppidum Burgi Bressiae en 1534. Pendant la Révolution, afin d'enlever toute référence à l'Ancien régime, la commune porte différents surnoms dont Bourg-Régénéré, Épi-d'Or (ou Épidor) et Épi-d'Ain (ou Épy-d'Ain).
Bourg s'explique par le francoprovençal bressan bôrg « bourg », francisé par la suite. Le 31 mars 1955, un décret lui adjoint le déterminant complémentaire en-Bresse bien qu'on trouvât parfois des références à ce déterminant bien avant ce décret.
Le [g] suivi d'une voyelle s'est irrégulièrement[citation nécessaire] assourdi en [k] et l'on doit donc prononcer [buʁkɑ̃bʁɛs] « Bourkanbress » (abrégé en [buʁk]).
En bressan, dialecte du francoprovençal, son nom est Bôrg.

## Histoire

### Époque gallo-romaine

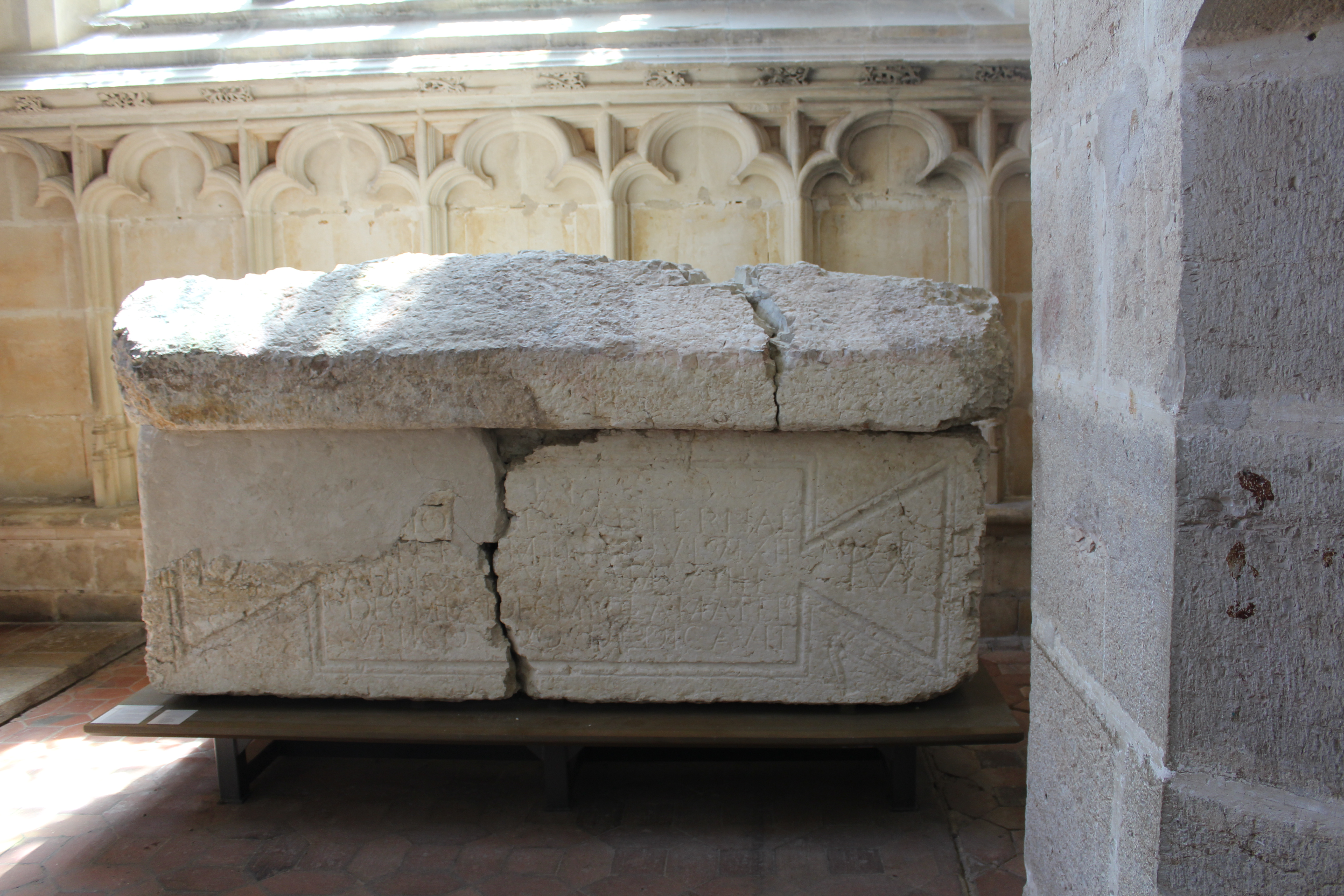
Sarcophage datant de l'époque gallo-romaine retrouvé au monastère royal de Brou.

Des traces montrent l'occupation du territoire à l'époque gauloise mais peu d'information nous remonte à cette époque. Les découvertes[Lesquelles ?] supposent que Brou était le premier lieu colonisé de la ville.
Des fragments d'inscriptions, des monnaies et des débris antiques recueillis en divers temps ont été découvertes à Bourg et ont permis de mettre au jour deux zones d'habitats : un village à Brou autour d'un fanum ainsi qu'un fortin transformé en château féodal localisé sur l'actuelle Place des Lices ; néanmoins le nom de Bourg n'apparaît qu'au XIe siècle, et au XIe siècle, ce nom ne s'appliquait encore qu'à un village sans aucun rang dans la hiérarchie ecclésiastique.

### Moyen Âge
La période médiévale est mieux connue. Le village dépendait de la paroisse de Saint-Pierre-de-Brou et possédait une chapelle rurale, sous le vocable de Notre-Dame. Au commencement du XIIIe siècle, les sires de Bâgé le firent enceindre de murailles et protéger par un château. Compris, de 1230 à 1242, dans le douaire d'Alexandrine de Vienne, femme d'Ulric III, sire de Bâgé, et doté, en mars 1250, d'une charte de franchises. Le Moyen Âge voit Bourg s'étendre sur les pentes du plateau. En 1266, Philippe Ier de Savoie hérite de Renaud V de Bagé et notamment de la ville de Bourg et les terres environnantes. Le destin de la ville sera lié à celui de la maison de Savoie dès 1272, lui procurant une expansion nouvelle.
En 1283, le duc de Bourgogne y rejoint le prince Amédée V de Savoie. Elle fut choisie par les ducs de Savoie comme capitale de la Bresse à la place de Bâgé et à partir de 1321, elle devient le centre du bailliage de Bresse. En 1300, sa première enceinte de remparts et de fossés était déjà devenue trop étroite. Amédée IV de Savoie autorisa et encouragea son extension. Des remparts plus grands et plus puissants entourent ainsi la ville à partir de la seconde moitié du XVe siècle. À cette période, on dénombre environ 3 700 habitants.

#### Les Hospitaliers
Les Hospitaliers de l'ordre de Saint-Jean de Jérusalem, possédaient aussi, près de Bourg, une petite chapelle, dédiée à saint Jean-Baptiste. Cette chapelle, qui existait déjà en 1080, sous le nom « d'oratoire de Saint-Jean, » était encore en bon état en 1790. Ses dotations consistaient en une petite dîme, une forêt, des rentes et des fondations pieuses. Elle était le but d'un pèlerinage très fréquenté ; on s'y rendait « à cause d'une fontaine qui estoit au dessoubs du coeur… par le dehors ; la dite dévotion pour guérir de la fièvre ».

### Renaissance

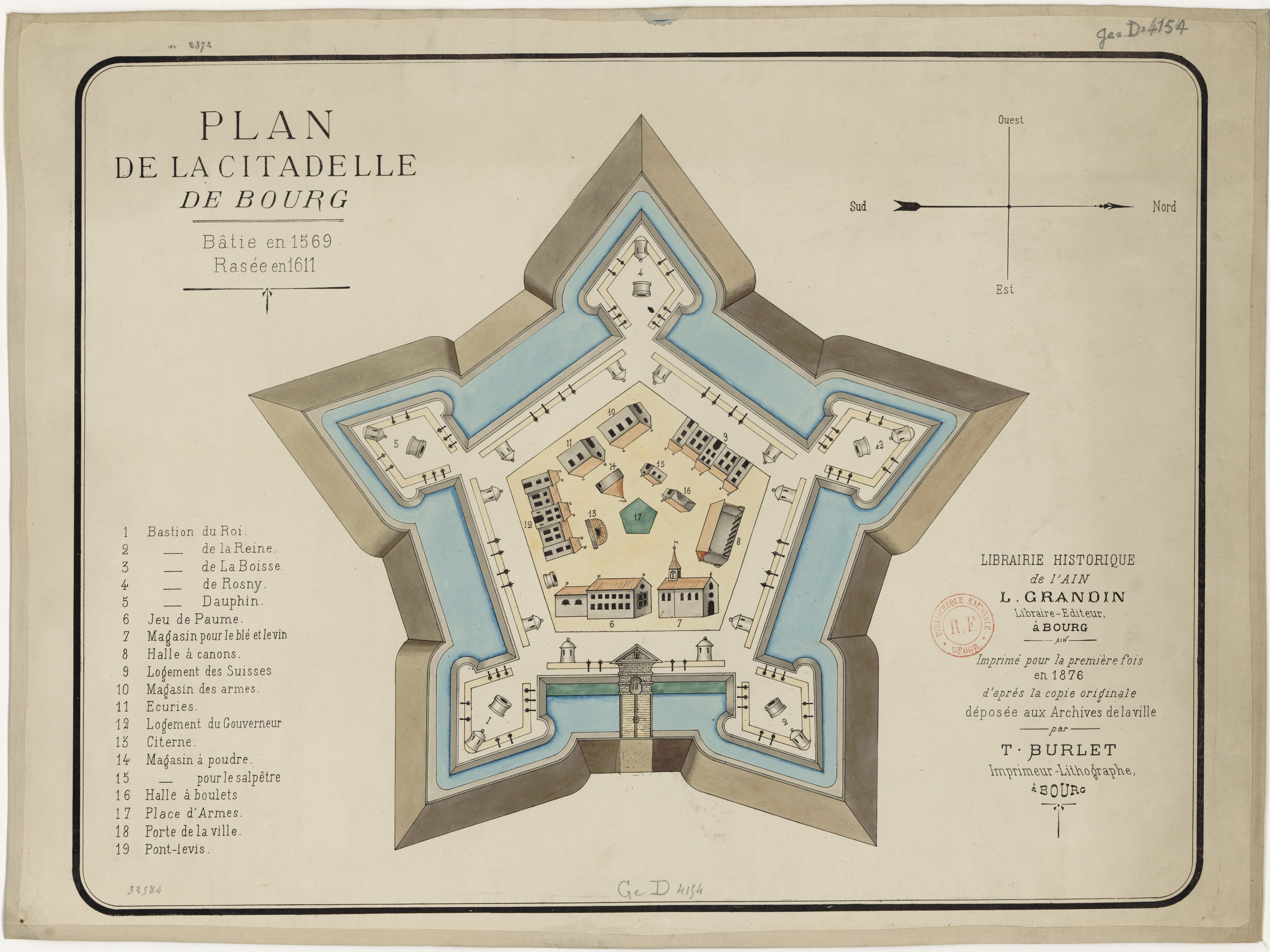
Plan de la citadelle.

Au début du XVIe siècle, Marguerite d'Autriche demande la construction du monastère royal de Brou. En 1536, la ville est prise par les Français. François Ier y fait construire une enceinte moderne avec bastions et fossés protégeant les 6 000 habitants de Bourg. En 1559, avec la reprise de la ville par le duc Emmanuel-Philibert de Savoie, Bourg est transformée en place-forte. Il fait bâtir la citadelle dite Fort Saint-Maurice qui fut l'une des plus imposantes de l'époque si bien qu'en 1600, la ville résista six mois au siège des troupes d'Henri IV. Ce fort servit de modèle à ceux de Turin et d'Amiens. Le traité franco-savoyard signé à Lyon en 1601 signe le retour de la Bresse à la France, la citadelle devenu inutile est démolie en 1644.
Bourg resta simple chapellenie de Brou jusqu'en 1505, qu'une bulle du pape Jules II y autorisa le transfert de la cure. La chapelle de Notre-Dame, trop modeste pour son titre de paroissiale, fut alors transformée en l'église que nous voyons aujourd'hui. Une société de vingt-huit prêtres, tous enfants de Bourg, lui resta attachée comme elle l'avait été depuis longtemps à la vieille chapelle et forma le chapitre de l'évêché éphémère. Cet évêché, qui comprenait la Bresse, la Dombes, partie du Bugey et de la Franche-Comté, fut créé par le pape Léon X, au mois de juin 1515, révoqué au mois de septembre 1516, rétabli le 13 novembre 1521, puis définitivement supprimé par le pape Paul III, en janvier 1534.
Deux évêques en occupèrent le siège : Louis de Gorrevod et Jean-Philibert de Challes. Le chapitre survécut à l'évêché. Il se composait de trois dignitaires, le prévôt, le chantre et le sacristain, et de treize chanoines.
Le règne de Louis XV transforme la capitale bressane. Les marécages sont asséchés, les rues sont pavées et éclairées, les remparts sont détruits et de nombreux bâtiments sont édifiés dont l'hôtel de ville.
On compta à Bourg jusqu'à cinq monastères d'hommes et quatre de femmes :
- celui des Cordeliers, fondé le 18 mai 1356, par Amédée VI de Savoie, comte de Savoie, et Bonne de Bourbon, sa femme. Thomas Guillod y fit élever la chapelle du Saint-Sépulcre, qui passait pour une œuvre d'art de haute valeur. Par son testament du 30 janvier 1460, il demanda à être enterré dans ce monastère, « en la chapelle Notre-Dame qu'il avait aussi fondée. » Le monastère des Cordeliers fut transféré dans la rue de la Juiverie, en 1604 ;
- celui des Dominicains, projeté par le comte Aymon de Savoie, en 1334, et construit, en 1415, par Amédée VII de Savoie ;
- celui des Capucins ;
- celui des Augustins ;
- celui des missionnaires de Saint-Lazare.

Les monastères de femmes appartenaient aux visitandines, aux ursulines, aux augustines et aux claristes. Ces dernières, appelées, dès 1412, par le comte Amédée VIII de Savoie, qui leur donna la chapelle Saint-Georges de son château de Bourg, des revenus et des fonds, ne furent installées qu'en 1484.
Des deux hôpitaux de Bourg, l'Hôtel-Dieu est le plus ancien. Fondé à une époque qu'on ne peut préciser, on lui réunit, en 1518, les dotations des autres établissements de charité et l'on en confia l'administration aux syndics de la ville. Son principal bienfaiteur fut un marchand de Bourg, nommé Pierre Chappon, qui lui fit une donation considérable, en 1533, ainsi que le constatait une inscription placée jadis sur la porte de la maison.
Dès le XIIIe siècle l'ordre de Saint-Antoine-de-Viennois possédait un hôpital à Bourg, dont on fit une commanderie. L'église en fut reconstruite en 1385 et ruinée complètement lors de la prise de la ville par Biron.
Le collège, fondé par les jésuites, fut confié, après leur expulsion de France, à des prêtres séculiers. Le personnel enseignant se composait d'un principal, de deux professeurs de philosophie, d'un professeur de rhétorique, d'un de seconde, de quatre autres pour les basses classes et d'un préfet pour les pensionnaires.
Bourg a toujours été une ville très lettrée. Elle posséda deux sociétés savantes : la Société d'Émulation, qui fut fondée au mois de février 1783 et la Société littéraire, historique et archéologique créée en 1872.
Bourg était avant 1790 le siège d'un bailliage et d'une élection.

### Époque contemporaine

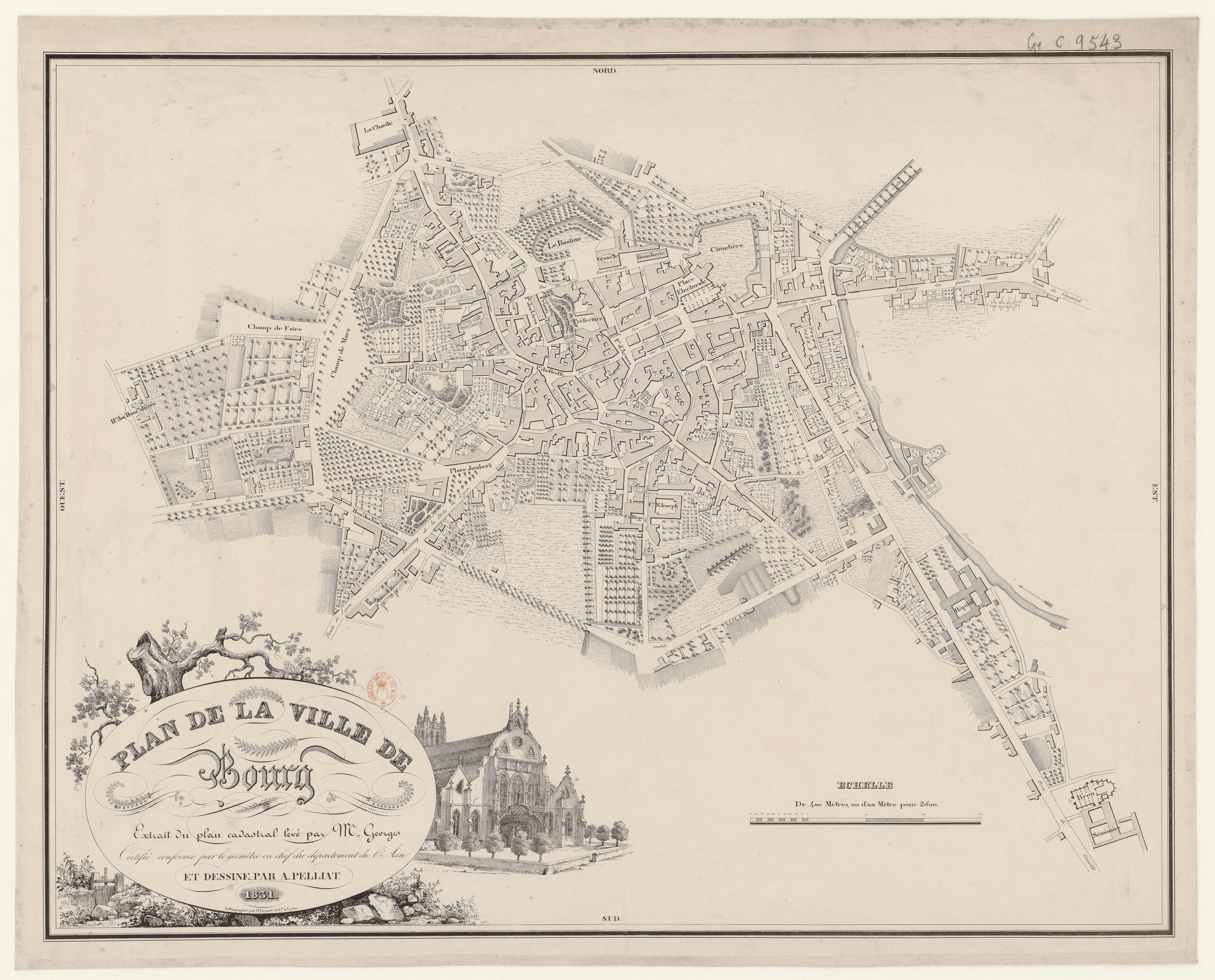
Plan de la ville en 1831.

En 1790, la ville devint chef-lieu de district et du département.
En 1814, la ville fut pillée par les troupes autrichiennes en représailles de sa résistance.
Le 28 octobre 1839, Sébastien-Benoît Peytel, critique littéraire devenu notaire dans l'Ain en 1838, fut guillotiné sur le champ de foire malgré le soutien d'Honoré de Balzac, de Paul Gavarni et d'Alphonse de Lamartine.
La ville fut reliée au chemin de fer en 1856 avec la mise en service de la ligne de Lyon-Saint-Clair à Bourg-en-Bresse. Les quartiers de la gare et de Bel Air s'urbanisent, la ville double alors de superficie et atteint les 10 000 habitants.
Durant la Seconde Guerre mondiale, Bourg était située en zone libre. En novembre 1942, dans le cadre de l'Opération Anton, la ville a été occupée par les troupes allemandes. Après 684 jours d'occupation, elle est libérée par les Américains le 4 septembre 1944.

### Brou et son prieuré
Brou est une très ancienne paroisse (Brovii saltus, coenobium Broviense, prioratus et ecclesia S. Petri de Brou, Brous) sous le vocable de saint Pierre transférée à Bourg, en 1505, par bulle du pape Jules II.
L'abbé d'Ambronay nommait à la cure. Dès l'époque gallo-romaine et même aux temps préhistoriques, ainsi que l'attestent les objets qu'on y recueille, Brou était déjà un petit centre de population. Son nom cependant n'apparaît qu'au commencement du Xe siècle.
Vers 927, saint Gérard, évêque de Mâcon, s'y retira et y fonda un ermitage dans lequel il mourut et fut inhumé, en 958. Les disciples, qui étaient venus se grouper autour de lui, suivirent ses traditions, sous la direction d'un prieur. Parmi les prieurs de Brou on connaît : [J. Gilli (1084), Clément (1164), Jean de Saint-Alban (1283), Étienne de Rigneu (1298), le cardinal de la Tour, (1371), Jean de Loges (1384), Pierre, cardinal de Thurey (1394-1411), Philibert de Chilley (1415-1435), Antoine Fornier (1447), Bertrand de Loras (1455-1491), Bernardin Oudin (1492), et Jean de Loriol, qui en fut le dernier (1505).
Le prieuré de Brou dépendait aussi de l'abbaye d'Ambronay. Les limites de sa dîmerie furent réglées, en 1084, par ordre de Hugues, archevêques de Lyon. Dépeuplé, dans les premières années du XIVe siècle, à la suite on ne sait de quel accident, il fut remis, en 1319, par Jean de Clermont, au comte Amédée V de Savoie, à la condition d'y entretenir un religieux pour le desservir.
En 1506, Marguerite d'Autriche, veuve de Philibert le Beau, duc de Savoie, tant pour accomplir un vœu de Marguerite de Bourbon, sa belle-mère, que pour laisser à la postérité un témoignage de son immense douleur, acheta le prieuré de Brou et obtint du pape l'autorisation de fonder, sur son emplacement, une église dédiée à saint Nicolas de Tolentin, et un monastère propre à recevoir douze religieux augustins.
Le 27 août de la même année, elle posa la première pierre de l'église, qui fut consacrée, le 22 mars 1532, par Jean Joly de Fleury, évêque in partibus d'Ebron. Cette église, splendide tombeau conçu par l'amour malheureux, exécuté par la piété conjugale, écrin de marbre et de pierre où l'art ruisselle à flots, chef-d'œuvre de l'architecte Van-Boghen, du sculpteur Conrard Meyt, du peintre Jean Perréal et de nombreux artistes de talent, est un de ces monuments à juste titre célèbres par les souvenirs qu'ils évoquent, les émotions qu'ils font naître et les sentiments qu'ils inspirent.
Les Augustins de la congrégation de Lombardie restèrent les gardiens des tombes de Marguerite de Bourbon, de Philibert-le-Beau et de Marguerite d'Autriche, jusqu'au 4 mars 1658, qu'ils furent remplacés par les augustins de la congrégation de France. La Révolution chassa ces derniers. Les mutilations qu'elle fit subir à l'église sont heureusement réparées aujourd'hui en grande partie. Brou est occupée actuellement par le séminaire diocésain.

## Politique et administration

### Tendances politiques et résultats
La politique locale à Bourg-en-Bresse se caractérise par l'alternance. En effet, si de 1935 à 1944, le maire Alphonse Dupont fut élu sous l'étiquette Alliance démocratique (AD), un parti de centre droit, il fut remplacé par le socialiste Amédée Mercier membre de la SFIO. De 1944 à 1965, la commune se place à gauche politiquement. Ensuite avec l'arrivée de Paul Barberot, la commune renoue avec le centrisme durant douze ans. De 1977 à 1989, la gauche prend place grâce aux maires socialistes successifs que sont Louis Robin et Jean Moreteau. En 1989, le centriste Paul Morin remporte les élections et effectue un mandat, de même que le socialiste André Godin à partir de 1995. Lui succède Jean-Michel Bertrand (RPR puis UMP). En 2008, Bourg-en-Bresse voit l'élection de son actuel maire Jean-François Debat, membre du parti socialiste allié à la Nupes.

#### Récapitulatif de résultats électoraux récents
| Scrutin                       | 1er tour | 1er tour    | 1er tour | 1er tour | 1er tour   | 1er tour | 1er tour | 1er tour   | 1er tour | 1er tour | 1er tour | 1er tour | 2d tour        | 2d tour        | 2d tour        | 2d tour        | 2d tour        | 2d tour        | 2d tour        | 2d tour        | 2d tour        |
| Scrutin                       | 1er      | 1er         | %        | 2e       | 2e         | %        | 3e       | 3e         | %        | 4e       | 4e       | %        | 1er            | 1er            | %              | 2e             | 2e             | %              | 3e             | 3e             | %              |
| ----------------------------- | -------- | ----------- | -------- | -------- | ---------- | -------- | -------- | ---------- | -------- | -------- | -------- | -------- | -------------- | -------------- | -------------- | -------------- | -------------- | -------------- | -------------- | -------------- | -------------- |
| Législatives 2024 (1re circ.) |          | PS (NFP)    | 37,79    |          | RN         | 27,81    |          | LR         | 20,18    |          | RE (ENS) | 12,52    |                | LR             | 40,12          |                | RN             | 19,17          |                | PS (NFP)       | Retrait        |
| Législatives 2024 (4e circ.)  |          | LÉ (NFP)    | 24,60    |          | RN         | 18,17    |          | HOR (ENS)  | 14,23    |          | LR       | 4,78     |                | HOR (ENS)      | 40,12          |                | RN             | 20,05          |                | LÉ (NFP)       | Retrait        |
| Européennes 2024              |          | RN          | 25,28    |          | PP-PS      | 16,52    |          | LFI        | 6,75     |          | ENS-UDI  | 9,75     | Tour unique    | Tour unique    | Tour unique    | Tour unique    | Tour unique    | Tour unique    | Tour unique    | Tour unique    | Tour unique    |
| Législatives 2022 (1re circ.) |          | PS (NUPES)  | 32,75    |          | LR         | 22,80    |          | Agir (ENS) | 20,82    |          | RE (ENS) | 13,16    |                | LR             | 54,03          |                | PS (NUPES)     | 45,97          | Pas de 3e      | Pas de 3e      | Pas de 3e      |
| Législatives 2022 (4e circ.)  |          | LFI (NUPES) | 30,64    |          | LREM (ENS) | 17,89    |          | RN         | 13,34    |          | LR       | 11,29    |                | LFI (NUPES)    | 58,22          |                | RN             | 41,78          | Pas de 3e      | Pas de 3e      | Pas de 3e      |
| Présidentielle 2022           |          | LREM        | 27,96    |          | LFI        | 25,63    |          | RN         | 17,51    |          | REC      | 7,66     |                | LREM           | 66,10          |                | FN             | 33,90          | Pas de 3e      | Pas de 3e      | Pas de 3e      |
| Régionales 2021               |          | LR          | 31,65    |          | PS         | 25,83    |          | ECO        | 21,05    |          | RN-LDP   | 12,27    |                | ECO            | 46,80          |                | LR             | 43,11          |                | RN-LDP         | 16,99          |
| Municipales 2020              |          | PS          | 60,98    |          | LR         | 20,62    |          | RN         | 8,74     |          | LREM     | 7,40     | Pas de 2d tour | Pas de 2d tour | Pas de 2d tour | Pas de 2d tour | Pas de 2d tour | Pas de 2d tour | Pas de 2d tour | Pas de 2d tour | Pas de 2d tour |
| Européennes 2019              |          | LREM        | 23,60    |          | RN         | 18,36    |          | EELV       | 15,52    |          | LR       | 10,87    | Tour unique    | Tour unique    | Tour unique    | Tour unique    | Tour unique    | Tour unique    | Tour unique    | Tour unique    | Tour unique    |
| Présidentielle 2017           |          | EM          | 25,45    |          | LR         | 21,26    |          | LFI        | 20,75    |          | FN       | 16,50    |                | LREM           | 72,37          |                | FN             | 27,63          | Pas de 3e      | Pas de 3e      | Pas de 3e      |
| Régionales 2015               |          | PS          | 36,61    |          | UMP        | 27,70    |          | FN         | 21,05    |          | EELV     | 5,90     |                | PS-EELV        | 47,05          |                | UMP            | 35,96          |                | FN             | 16,99          |
| Européennes 2014              |          | UMP         | 21,69    |          | PS         | 19,96    |          | FN         | 19,58    |          | UDI      | 9,75     | Tour unique    | Tour unique    | Tour unique    | Tour unique    | Tour unique    | Tour unique    | Tour unique    | Tour unique    | Tour unique    |

### Administration municipale
Le conseil municipal élu en 2020 compte 43 membres.
Voici ci-dessous le partage des sièges au sein du Conseil municipal de Bourg-en-Bresse :
Bourg-en-Bresse est pourvue d'un conseil économique et social local dont les attributions sont identiques à celles du Conseil économique, social et environnemental (3e assemblée constitutionnelle française après l'Assemblée Nationale et le Sénat) c'est-à-dire un rôle consultatif.

### Liste des maires
| Période | Période                   | Identité                       | Étiquette    | Qualité |
| ------- | ------------------------- | ------------------------------ | ------------ | --- |
| 1900    | 1919                      | Jean Stanislas Georges Loiseau |              | Conseiller général de 1904 à 1919                                                                                     |
| 1922    | 1935                      | Jean Jules Belley              |              | Conseiller d'arrondissement en 1913 Conseiller général de 1919 à 1922                                                 |
| 1935    | 1944                      | Alphonse Dupont                | AD           | Député |
| 1944    | 1965                      | Amédée Mercier                 | SFIO         | Député |
| 1965    | 1977                      | Paul Barberot                  | MRP puis CDS | Député de 1962 à 1978                                                                                                 |
| 1977    | 1985                      | Louis Robin                    | PS           | Député de 1981 à 1986                                                                                                 |
| 1985    | 1989                      | Jean Moreteau                  | PS           | |
| 1989    | 1995                      | Paul Morin                     | UDF-RAD      | Premier vice-président du conseil général de l'Ain de 1988 à 2001 Ancien élève du lycée Lalande ; résistant français. |
| 1995    | 2001                      | André Godin                    | PS           | Député |
| 2001    | 2008                      | Jean-Michel Bertrand           | RPR puis UMP | Député |
| 2008    | En cours (au 23 mai 2020) | Jean-François Debat            | PS           | |

### Politique de développement durable
La ville a engagé une politique de développement durable en lançant une démarche d'Agenda 21 en 2009.

### Rattachements administratifs et électoraux

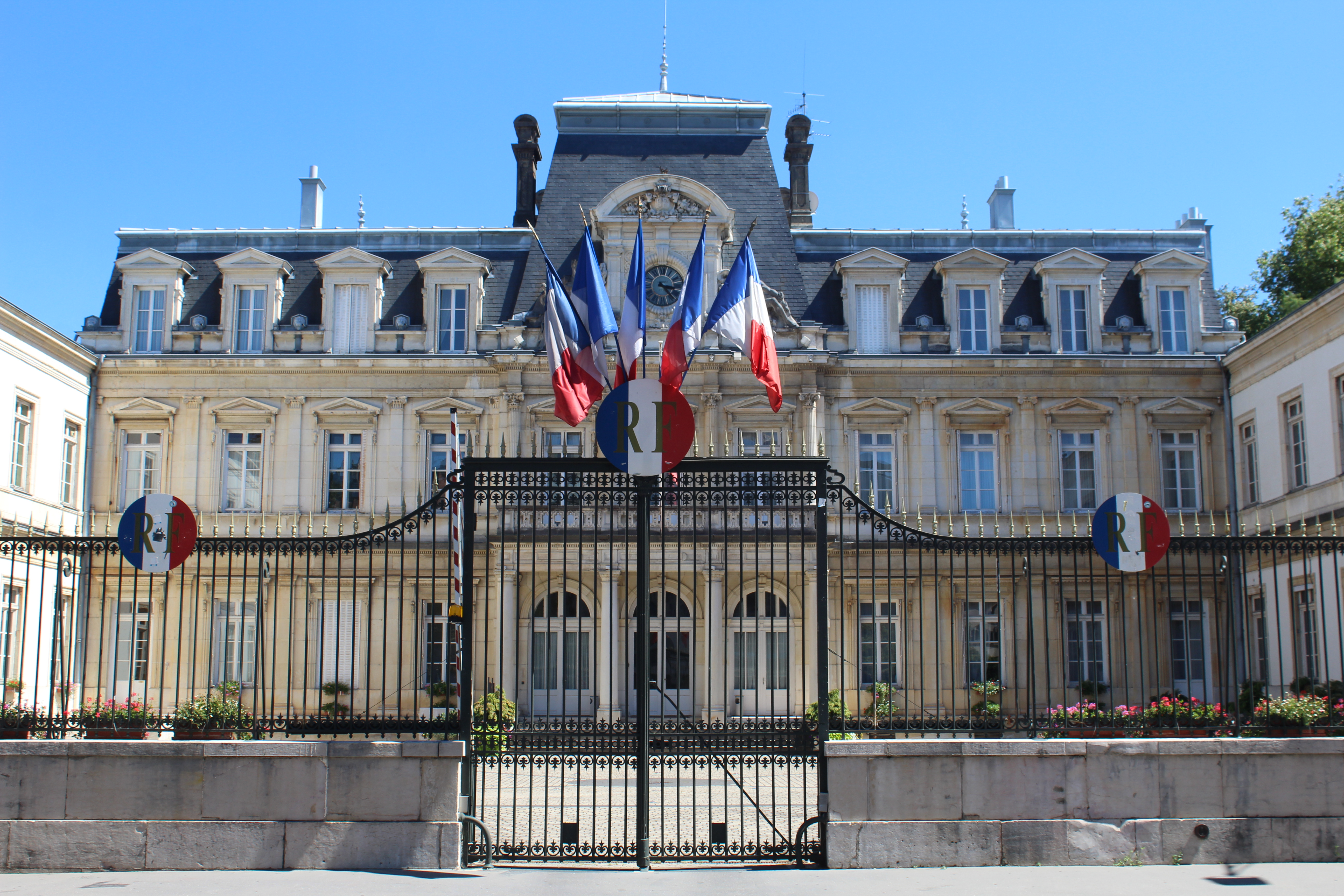
L'hôtel de préfecture de l'Ain.

Lors de la création des départements par la Révolution française, Bourg est intégrée au département de l'Ain et en devient le chef-lieu. La commune abrite la préfecture du département de l'Ain depuis sa création et le tribunal judiciaire. Autrefois installé dans l'hôtel de la province, le préfet et ses services sont depuis 1860 dans un nouveau bâtiment le long de l'avenue Alsace-Lorraine.
Entre 1790 et 1795, elle devient une municipalité du canton dont elle était le chef-lieu qui appartenait au district du même nom. Après la fin de cette période, Bourg reste dans le même canton mais devient le chef-lieu de l'arrondissement qui porte son nom.
Les limites de ce canton, devenu bien plus peuplé que nombre de cantons ruraux, n'évoluent qu'en 1973 avec la division du canton unique en trois (Bourg-en-Bresse I, Bourg-en-Bresse II et Bourg-en-Bresse III). Chacun de ces trois nouveaux cantons associait une fraction de Bourg à des communes périphériques.
Ces trois cantons sont eux-mêmes supprimés en 1982 pour former quatre nouveaux cantons, dont un formé d'une fraction de la ville (Bourg-Nord-Centre), deux associant une fraction de la ville et une ou deux communes de banlieues (Bourg-Est et Bourg-Sud) et un dernier formé uniquement de communes de banlieues (Bourg-Couronne). Un dernier redécoupage en décembre 1984 débarrasse les cantons de Bourg-Est et Sud des communes de banlieues qui leur étaient rattachées ; de 1985 à 2015, Bourg-en-Bresse est donc divisée en trois cantons composés uniquement de fractions de cette commune.
En mars 2015, à l'occasion des élections départementales, le décret du 13 février 2014 portant sur le redécoupage cantonal des cantons de l'Ain entre en vigueur. La commune se retrouve séparée dans deux cantons, dont l'un (Bourg-en-Bresse-1) contient une commune de banlieue, et l'autre (Bourg-en-Bresse-2) trois.
Depuis 1988, la commune se situe à cheval de deux circonscriptions législatives de l'Ain que sont la première et la quatrième.

### Instances judiciaires
En 2009 y est construit un centre pénitentiaire d'une capacité d'accueil de 690 places.
En 2016, les organisations de justice sont regroupées sur le seul site dit de la Madeleine le long de l'avenue Alsace-Lorraine. La cité judiciaire est inaugurée par le président de la République François Hollande le 11 juillet 2016.

### Intercommunalité
Bourg appartenait jusqu'au 31 décembre 2016 à la communauté d'agglomération de Bourg-en-Bresse qui avait été fondée le 23 novembre 2000. Avant cette date, le territoire formait la communauté de Communes du Bassin de Vie de Bourg-en-Bresse créée en 1994 et succédant à un syndicat intercommunal fondé en 1984. Depuis le 1er janvier 2017, la commune est intégrée à la nouvelle communauté d'agglomération du Bassin de Bourg-en-Bresse qui regroupe l'ancienne intercommunalité à six communautés de communes de l'Ain.
De plus, comme la totalité des communes du département de l'Ain, la préfecture appartient au syndicat intercommunal d'énergie et de e-communication de l'Ain, organisation fondée le 11 mars 1950. Le syndicat est compétent dans la gestion des réseaux d'électrification, de gaz, de l'éclairage public, de la communication électronique. En plus de ces compétences, la structure accompagne les communes pour qu'elles puissent maîtriser leur consommation d'énergie, gère un système d'information géographique et a mis en place dans le département, par l'intermédiaire de sa régie Réso-Liain, un réseau de fibre optique pour avoir accès à Internet à très haut débit.

### Jumelages
| Ville | Ville         | Pays | Pays        | Période                    |
| ----- | ------------- | ---- | ----------- | -------------------------- |
|       | Aylesbury     |      | Royaume-Uni | depuis le 18 novembre 2000 |
|       | Bad Kreuznach |      | Allemagne   | depuis le 29 juin 1963     |
|       | Brzeg         |      | Pologne     | depuis le 5 octobre 2006   |
|       | Le Kef        |      | Tunisie     | depuis novembre 2000       |
|       | Meknès        |      | Maroc       | depuis le 8 novembre 2019  |
|       | Namur         |      | Belgique    | depuis 1996                |
|       | Parme         |      | Italie      | depuis le 26 octobre 1990  |
|       | San Severo    |      | Italie      | depuis le 27 février 2004  |
|       | Yinchuan      |      | Chine       | depuis le 24 août 2018     |

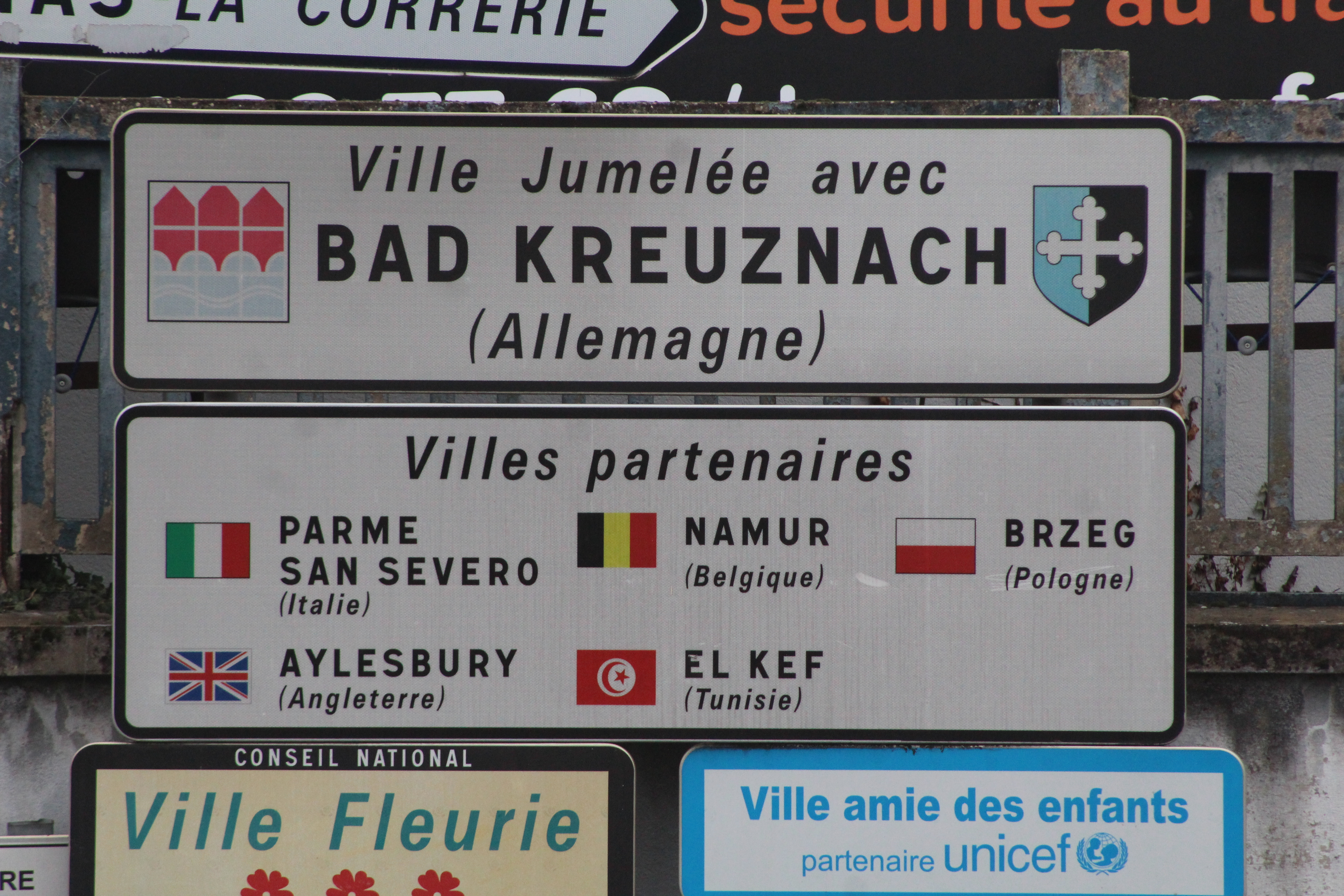
Panneau indiquant le jumelage et les partenariats, en 2016.

La ville de Bourg-en-Bresse est jumelée avec Bad Kreuznach depuis 1963, année de la signature de l'acte de jumelage. Ce jumelage se place dans un contexte de naissance de l'Europe et de réconciliation entre les peuples. En 1962, une délégation burgienne dont fait partie Marius Roche, adjoint d'Amédée Mercier et Charles Hincker, est invitée à Mayence par Gerhard Schröder. Cette délégation entama alors une visite dans trois villes allemandes souhaitant se jumeler à Bourg. La première des trois fut Bad Kreuznach, l'accueil fut si chaleureux que les burgiens la choisirent de suite. Cette amitié a été entérinée par le conseil municipal de Bourg le 8 avril 1963 et celui de Bad Kreuznach le 10 avril. Amédée Mercier, maire de l'époque et Gerhard Muhs, Oberbürgermeister de Bad Kreuznach signèrent l'acte de jumelage le 29 juin 1963 dans la ville allemande.
En plus de ce jumelage, la ville de Bourg a lié des partenariats avec des villes européennes et une ville africaine. Le plus ancien date de 1990, ce partenariat de type économique a été signé avec la ville italienne de Parme. Quatorze années plus tard, c'est avec San Severo, une autre ville d'Italie, qu'a été signé un partenariat. Contrairement au partenariat signé avec la ville d'Émilie-Romagne, la relation que Bourg partage avec la ville de la région des Pouilles est culturel et institutionnel. Ces échanges entre les deux communes sont nés grâce à la population italienne de la ville qui vient en grande partie de San Severo.
En 1996, la municipalité signe un partenariat avec Namur, une ville belge, puis noue officiellement des relations avec la ville britannique d'Aylesbury en décembre 2000. À la même époque, la signature d'un protocole d'échanges et d'amitié a lieu avec la ville d'El Kef située en Tunisie. Toutefois, des échanges existaient depuis 1992, année où des jeunes de Bourg ont traversé la Méditerranée pour des échanges interculturels avec les collégiens d'El Kef.
Enfin, la municipalité voulant développer des relations à l'international, elle a décidé d'un rapprochement avec une ville polonaise. Une première rencontre impulsée par l'association Prélude France-Pologne entame les relations entre Bourg et Brzeg. Désirant de renforcer ces liens, les deux villes signent un partenariat économique, culturel et associatif le 5 octobre 2006.
Le 24 août 2018, un partenariat est signé entre la ville chinoise de Yinchuan et la capitale de la Bresse. Cette signature intervient après de nombreux voyages et des contacts noués depuis plusieurs années.
Pour renforcer les liens avec la ville marocaine de Meknès, d'où sont originaires de nombreux Burgiens, un pacte d'amitié a été signé, le Modèle:Date8 novembre 2019 dans les salons de l'hôtel de ville. En effet, deux bataillons de tirailleurs marocains, aujourd'hui démantelés, sont à l'origine de la présence, depuis presque cinquante ans, de la plus importante communauté étrangère de Bourg-en-Bresse.

## Équipements et services publics

### Espaces publics
Bourg-en-Bresse compte de nombreux espaces de verdure. La ville accueille 170 hectares d'espaces verts avec 89,5 hectares de squares et parcs urbains, 52,5 hectares de terrains de golf, de sports et abords et 28 hectares de zones naturelles et de sous-bois. Ces aménagements ne datent pas du siècle dernier puisqu'au Moyen Âge, on dénombrait déjà quelques essences majestueuses.

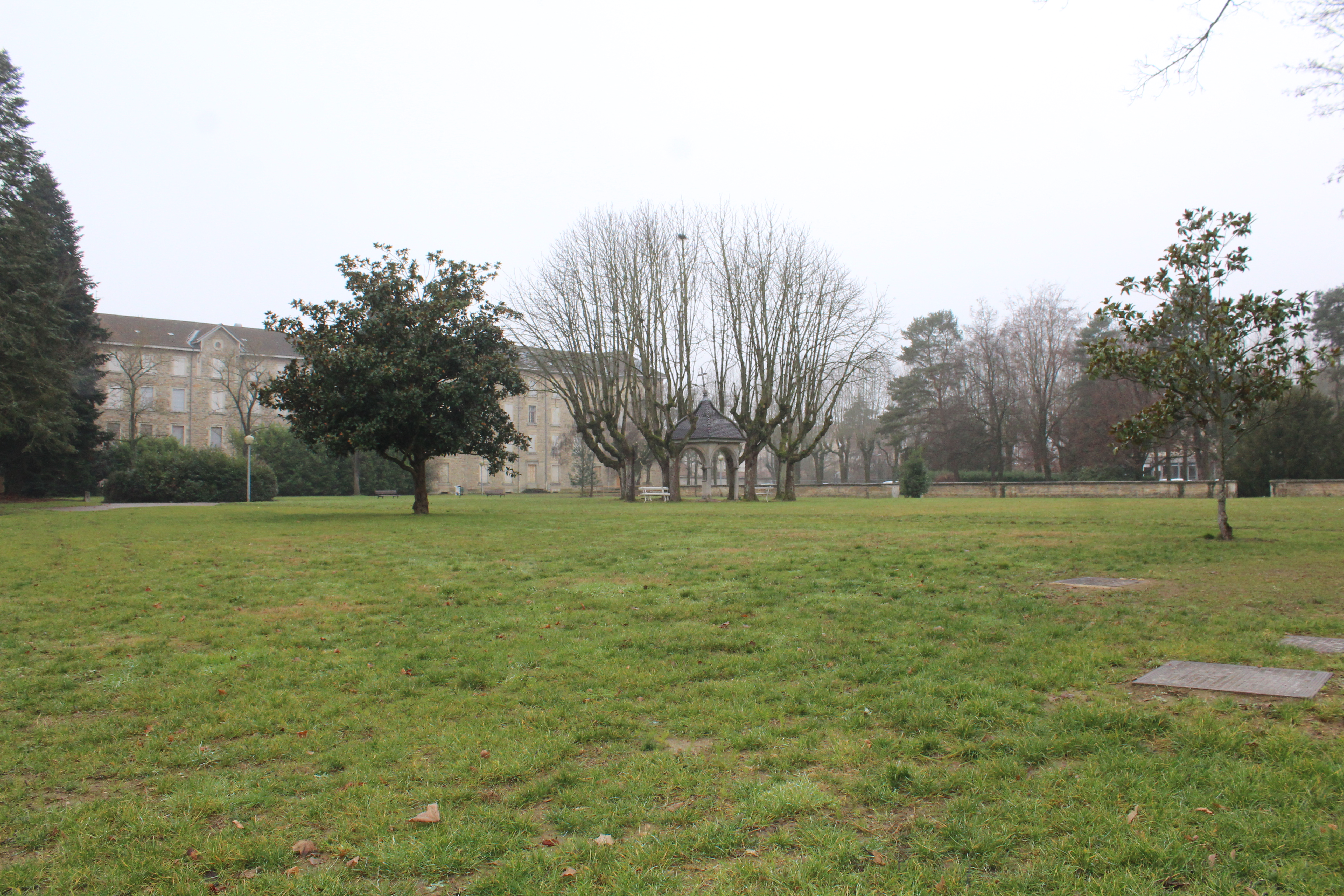
Parc de la Madeleine.
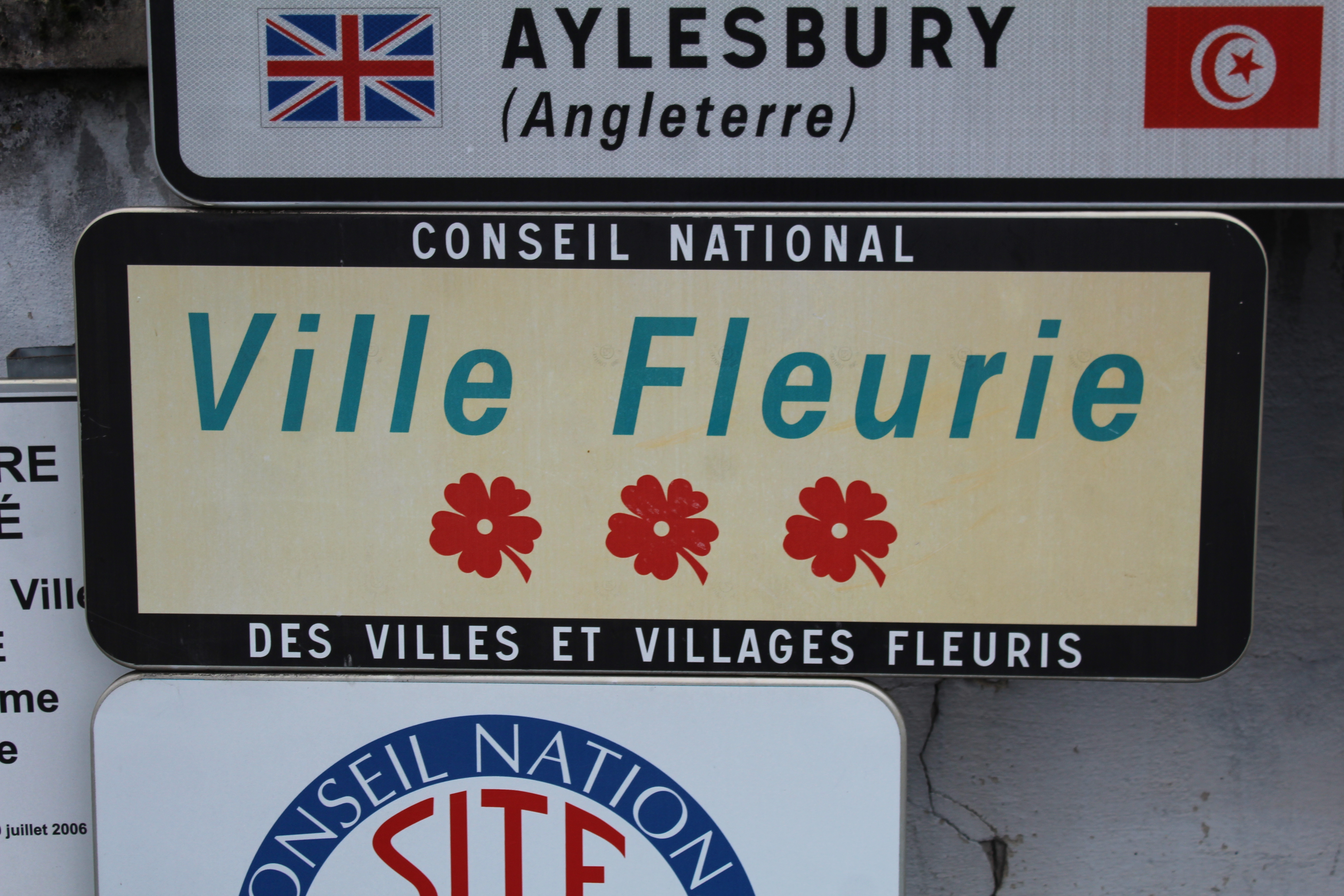
Panneau Ville fleurie avec les trois fleurs.

En plus de ces espaces, cinq jardins familiaux permettent aux Burgiens de cultiver leur propre potager dans la ville. Au cœur de la ville, on compte de nombreux parcs et jardins : le square des Quinconces et son fameux kiosque à musique, hôte de concerts estivaux, le secret parc de la Visitation, le square Joubert et sa belle statue ou encore le square Lalande et ses jeux pour enfants.
Elle dispose aussi d'un parc de loisirs urbain (le parc de loisirs de Bouvent) de 56 ha : un lac de 21 ha où l'on peut se baigner avec une plage de sable surveillée en été munie d'une pataugeoire, et pratiquer divers sports nautiques. Un golf, des espaces de jeux et de pique-nique, des chemins dont un parcours d'orientation, un coin pêche complètent l'offre de loisirs. Le parc de loisirs est accessible à pied, à vélo ou à roller par la liaison verte depuis le centre de Bourg-en-Bresse et depuis la forêt de Seillon.
Cette forêt est le plus grand poumon vert de la ville, partagé avec les communes environnantes dont Péronnas. Elle est aménagée avec des sentiers pédestres, équestres et VTT balisés, un sentier Randocroquis (interprétation artistique du paysage), des aires de pique-nique et de jeux.
La municipalité s'est engagée en 2011 à n'utiliser aucun pesticide pour l'entretien des espaces verts. En 2014, la commune obtient le niveau « trois fleurs » au concours des villes et villages fleuris.

### Enseignement

#### Enseignement primaire
La municipalité gère quinze écoles maternelles et seize écoles élémentaires publiques. La ville compte en plus quatre groupes scolaires privés.

#### Enseignement secondaire

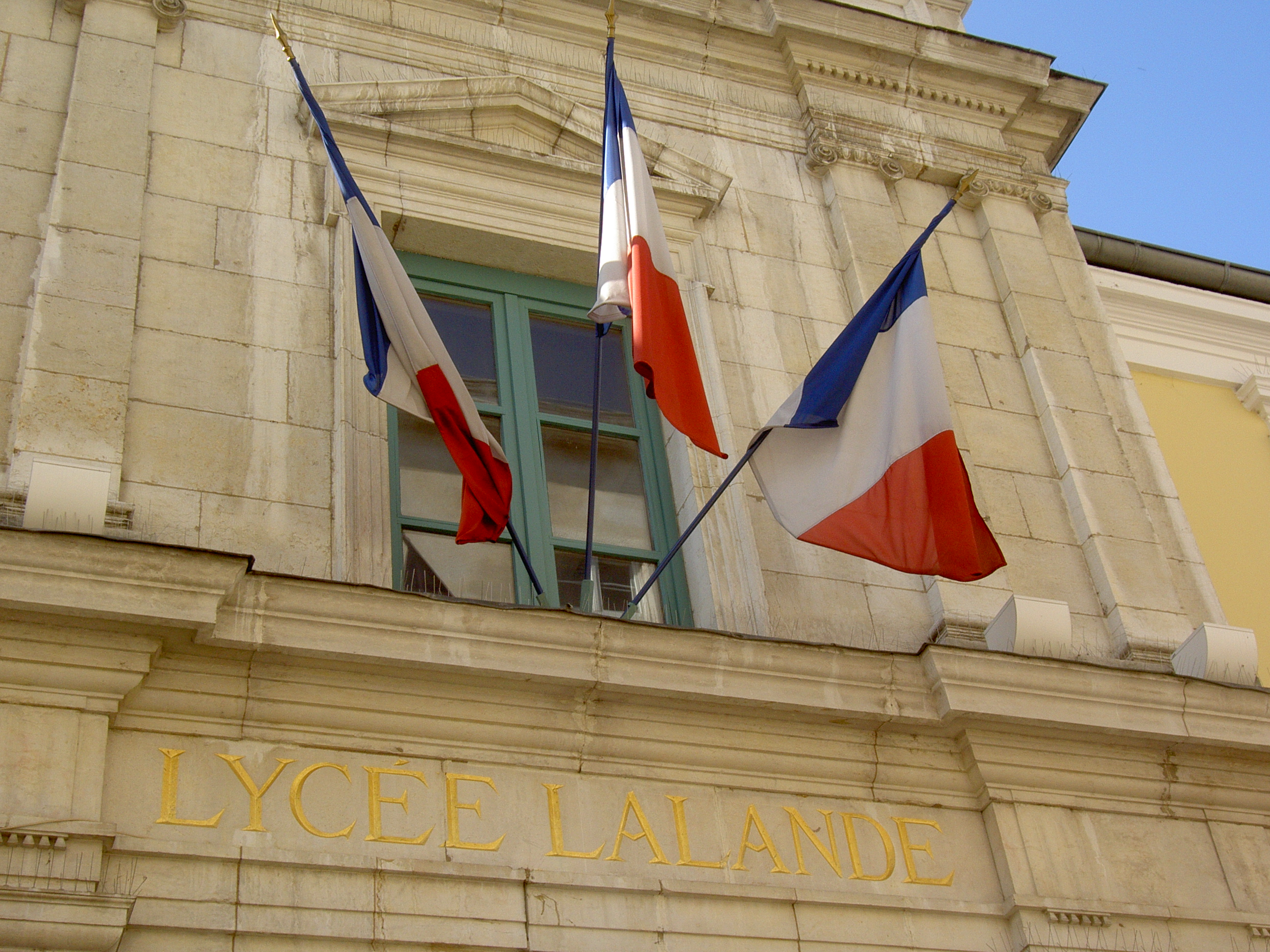
Fronton de l'entrée du lycée Lalande.

| \| 1 2 3 4 5,G 6 7 8 A B C D E F \| Lycées : · 1. Lalande · 2. Quinet · 3. Carriat · 4. Saint-Pierre · 5. Saint-Joseph · 6. Pardé · 7. Voisin · 8. Les Sardières · Collèges : · A. Brou · B. Revermont · 3. Victoire-Daubié · D. Thomas-Riboud · E. Saint-Pierre · F. Jeanne-d'Arc · G. Saint-Joseph |
| 1 2 3 4 5,G 6 7 8 A B C D E F |

La ville de Bourg-en-Bresse compte quatre collèges publics (Brou, le Revermont, Victoire-Daubié et Thomas-Riboud) et trois privés (Saint-Pierre, Saint-Joseph et Jeanne-d'Arc). Il y a d'autres collèges dans l'agglomération, notamment à Saint-Denis-lès-Bourg et Péronnas.
Bourg-en-Bresse compte plusieurs lycées publics d'enseignement général. Les lycées généraux sont le lycée Lalande (1 200 élèves) situé en centre-ville, ainsi que les lycées Carriat (2 500 élèves) et Edgar-Quinet (1 500 élèves). L'enseignement secondaire privé y est représenté par l'intermédiaire de l'institut Saint-Louis-Saint-Pierre-et-Saint-Joseph.
Les lycées professionnels sont le lycée Gabriel-Voisin qui compte 1 100 élèves et le lycée Marcelle-Pardé accueillant le même nombre d'élèves. Les bâtiments de ce lycée étaient jusqu'en 1970 ceux du lycée Quinet. Il existe aussi un lycée agricole situé à la périphérie de la ville nommé Les Sardières (700 élèves).

#### Enseignement supérieur

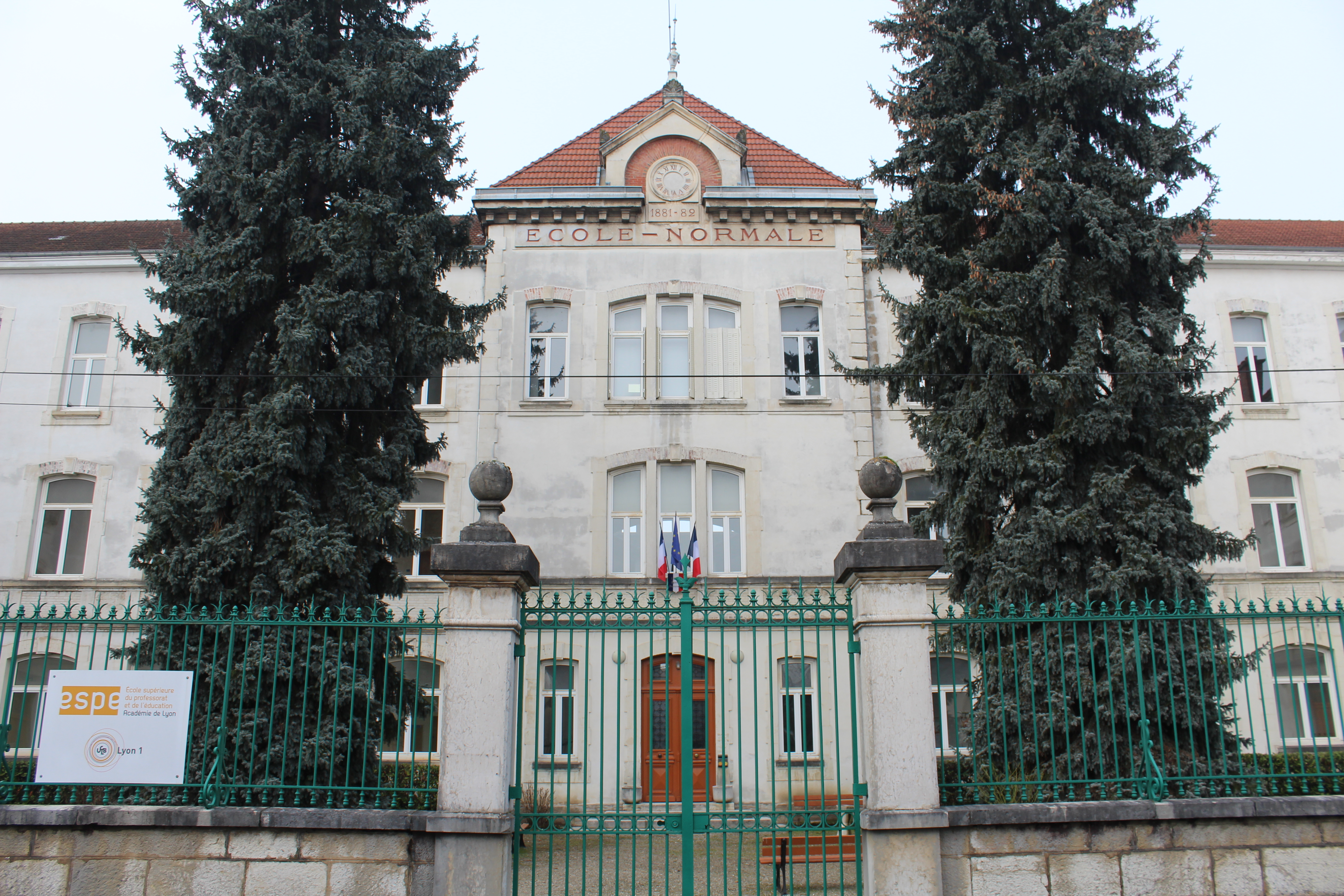
École supérieure du professorat et de l'éducation.

Les universités lyonnaises sont représentées à Bourg, notamment par quatre départements d'IUT (rattachés à l'université Claude-Bernard-Lyon-I) et le campus de la Charité (antenne, accessible jusqu'en licence, de l'université Jean-Moulin-Lyon-III). Bourg possède également un des trois IUFM de l'académie de Lyon. La ville compte ainsi plus de 2 900 élèves de l'enseignement supérieur, dont 1 400 dans ses structures universitaires. Il existe également deux classes préparatoires aux grandes écoles (CPGE) : une filière économique ECE au lycée Edgar-Quinet, et deux filières MP et PC au lycée Lalande.
La ville compte également un établissement scolaire destiné aux jeunes sourds, l'Institut des jeunes sourds Saint-Joseph.

### Santé

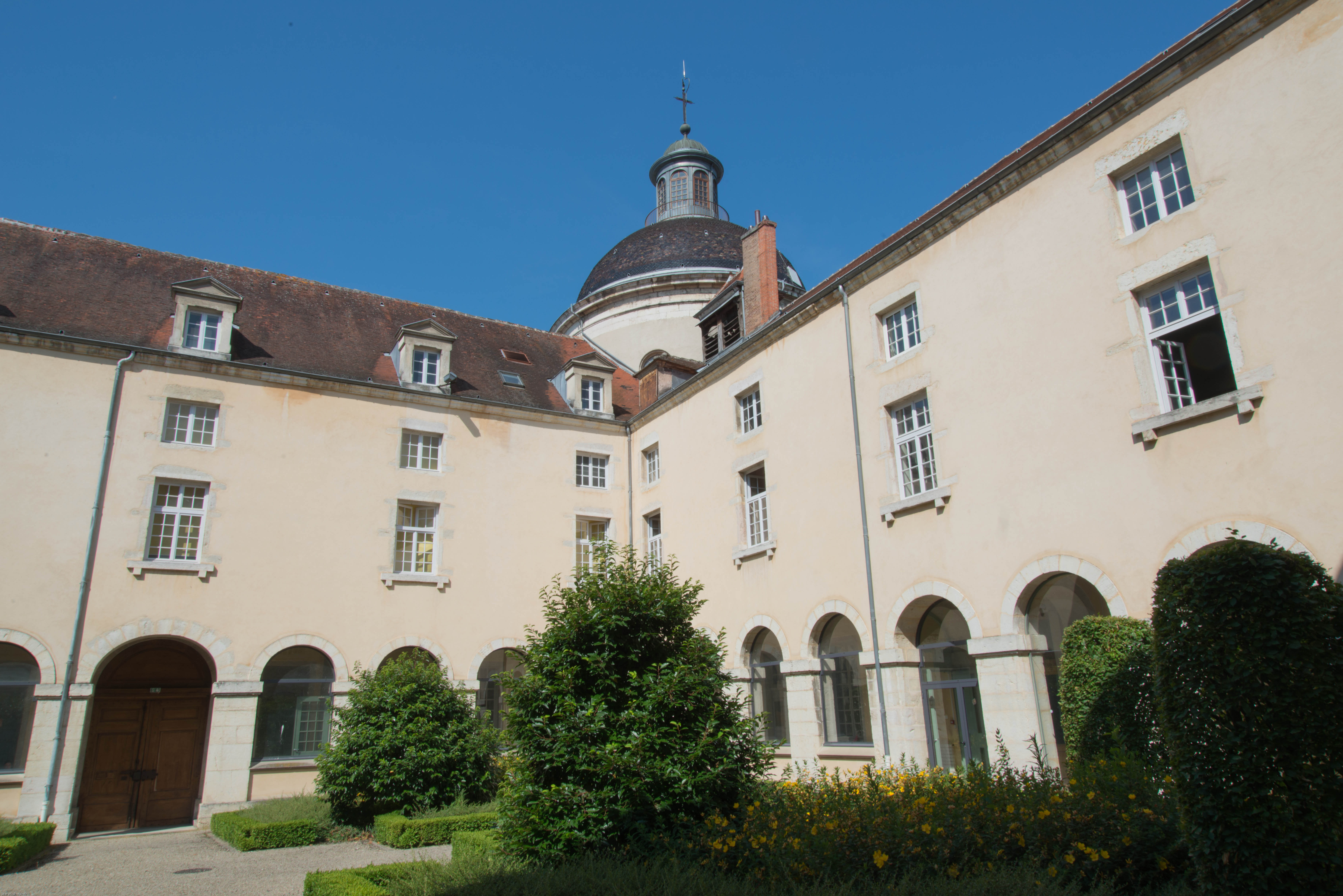
L'Hôtel-Dieu.

Ville importante depuis l'installation des comtes de Savoie, Bourg possède depuis le XIe siècle des établissements hospitaliers avec l'implantation de l'hôpital Saint-Jean-Le-Criard situé au Pont-des-Chèvres. Le XIIe siècle voit l'apparition de l'hôpital Saint-Antoine, la première léproserie de la ville installée rue Bourgmayer.
Deux siècles plus tard, grâce à la générosité d'Étienne Guerrier, la première véritable maladière destinée aux lépreux est construite le long de la rue du général Delestraint. Durant cette même période, en 1472, les pestiférés sont accueillis derrière le prieuré de Brou dans une maladrerie. Elle sera toutefois transférée aux portes de la forêt de Seillon en 1506 sur demande de Marguerite d'Autriche.
Avec l'arrivée des augustines hospitalières à l'hôpital Sainte-Marie au XVIIe siècle, la première institution médicale naît. Cependant, tous les malades sont transférés en 1790 dans un nouveau lieu édifié : l'Hôtel-Dieu. Cet édifice fut un lieu hospitalier jusqu'en 1984.
En parallèle, l'établissement de la Charité était aussi un lieu important de santé à l'époque. À l'origine, Anne-Marie Crollet, une riche héritière, menace de léguer son héritage à Vonnas si la ville de Bourg ne s'engage pas à reprendre sa maison dans le but d'y accueillir des jeunes filles orphelines. En 1750, cet établissement déménage au faubourg de Mâcon et accueille des orphelins, des enfants trouvés et des veuves. En 1871, les bâtiments sont entièrement reconstruits et agrandis.
Au vu de la constante croissance de la population du bassin burgien, l'Hôtel-Dieu ne fut plus en mesure d'accueillir ses patients dans ses locaux. C'est alors qu'en 1979 fut inauguré le centre hospitalier de Fleyriat situé dans la commune de Viriat mais quelques services restent à l'établissement historique. Avec la livraison de la deuxième tranche sur le site de Fleyriat en 1984, tous les services quittent l'Hôtel-Dieu.
En plus de l'établissement hospitalier public, il existe depuis 1919 la clinique Convert qui est installée depuis 1974 sur son site actuel près des Sardières.

## Population et société

### Démographie

#### Évolution démographique
L'évolution du nombre d'habitants est connue à travers les recensements de la population effectués dans la commune depuis 1793. Pour les communes de plus de 10 000 habitants les recensements ont lieu chaque année à la suite d'une enquête par sondage auprès d'un échantillon d'adresses représentant 8 % de leurs logements, contrairement aux autres communes qui ont un recensement réel tous les cinq ans,.
En 2022, la commune comptait 42 065 habitants, en évolution de +1,69 % par rapport à 2016 (Ain : +5,15 %, France hors Mayotte : +2,11 %).
| 1793  | 1800  | 1806  | 1821  | 1831  | 1836  | 1841   | 1846   | 1851   |
| ----- | ----- | ----- | ----- | ----- | ----- | ------ | ------ | ------ |
| 6 533 | 6 984 | 7 417 | 8 132 | 8 996 | 9 528 | 10 219 | 10 308 | 12 068 |

| 1856   | 1861   | 1866   | 1872   | 1876   | 1881   | 1886   | 1891   | 1896   |
| ------ | ------ | ------ | ------ | ------ | ------ | ------ | ------ | ------ |
| 11 676 | 14 052 | 13 733 | 14 280 | 15 692 | 18 233 | 18 113 | 18 968 | 18 501 |

| 1901   | 1906   | 1911   | 1921   | 1926   | 1931   | 1936   | 1946   | 1954   |
| ------ | ------ | ------ | ------ | ------ | ------ | ------ | ------ | ------ |
| 18 887 | 20 045 | 20 545 | 20 191 | 20 364 | 23 117 | 24 746 | 25 944 | 26 699 |

| 1962   | 1968   | 1975   | 1982   | 1990   | 1999   | 2006   | 2011   | 2016   |
| ------ | ------ | ------ | ------ | ------ | ------ | ------ | ------ | ------ |
| 32 596 | 37 887 | 42 181 | 41 098 | 40 972 | 40 666 | 40 156 | 39 882 | 41 365 |

| 2021   | 2022   | - | - | - | - | - | - | - |
| ------ | ------ | - | - | - | - | - | - | - |
| 41 525 | 42 065 | - | - | - | - | - | - | - |

#### Pyramide des âges
En 2021, le taux de personnes d'un âge inférieur à 30 ans s'élève à 36,3 %, soit au-dessus de la moyenne départementale (35,3 %). À l'inverse, le taux de personnes d'âge supérieur à 60 ans est de 28,8 % la même année, alors qu'il est de 24,3 % au niveau départemental.
En 2021, la commune comptait 19 678 hommes pour 21 847 femmes, soit un taux de 52,61 % de femmes, légèrement supérieur au taux départemental (50,65 %).
Les pyramides des âges de la commune et du département s'établissent comme suit :
| Hommes | Classe d’âge | Femmes |
| ------ | ------------ | ------ |
| 1,0    | 90 ou +      | 2,9    |
| 8,2    | 75-89 ans    | 12,2   |
| 15,0   | 60-74 ans    | 17,9   |
| 18,5   | 45-59 ans    | 17,3   |
| 18,1   | 30-44 ans    | 16,0   |
| 22,0   | 15-29 ans    | 18,7   |
| 17,1   | 0-14 ans     | 15,0   |

| Hommes | Classe d’âge | Femmes |
| ------ | ------------ | ------ |
| 0,6    | 90 ou +      | 1,6    |
| 6,3    | 75-89 ans    | 8,1    |
| 15,5   | 60-74 ans    | 16,2   |
| 21     | 45-59 ans    | 20,4   |
| 19,8   | 30-44 ans    | 19,8   |
| 16,4   | 15-29 ans    | 15     |
| 20,4   | 0-14 ans     | 18,9   |

### Manifestations culturelles et festivités
Les Glorieuses de Bresse y sont organisées chaque année, ainsi que dans les communes de Louhans, Pont-de-Vaux et Montrevel-en-Bresse. Le premier concours fut organisé dans la ville en 1862 et ont lieu aujourd'hui à chaque fin d'année.

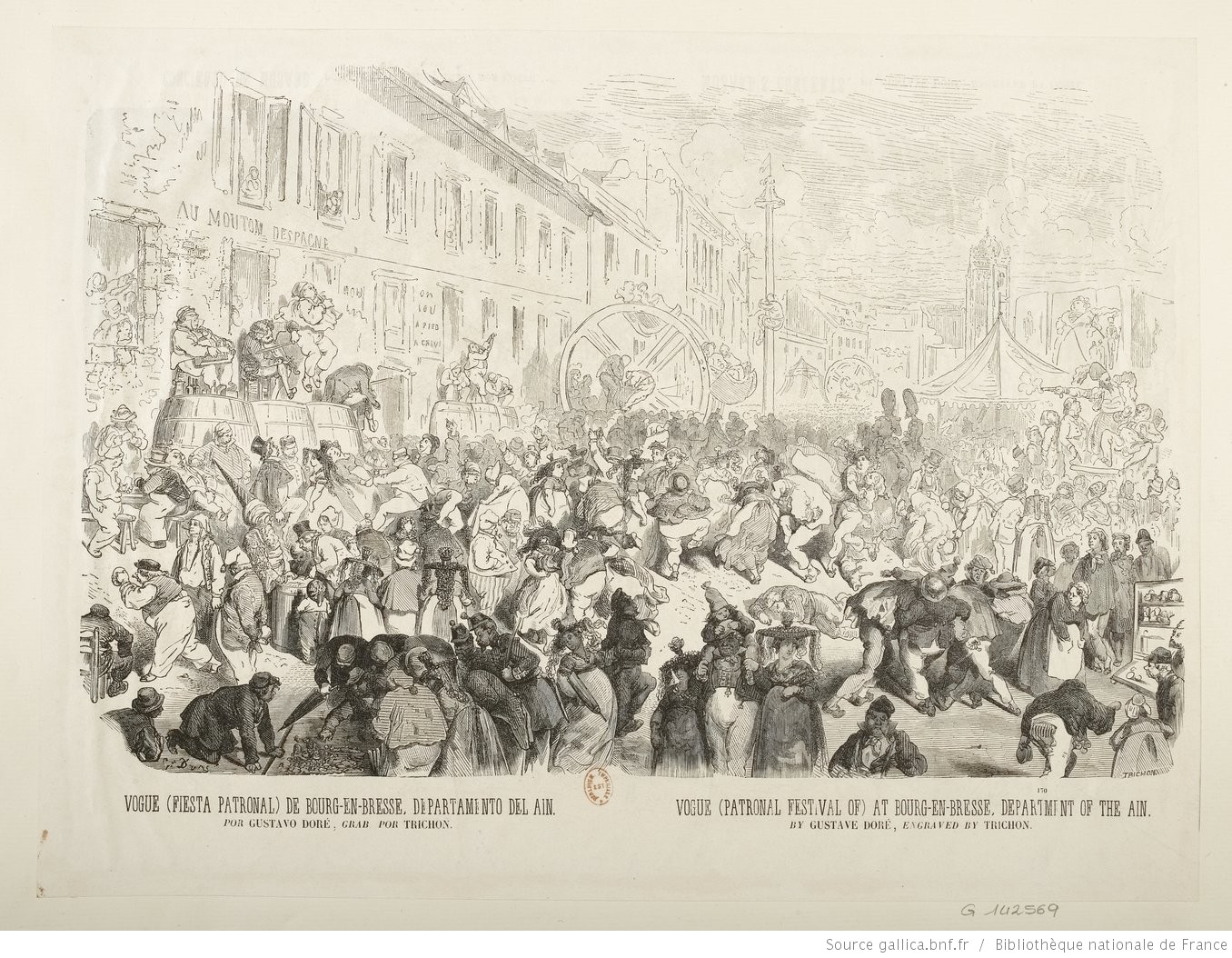
La vogue vue par Gustave Doré.

Tous les ans au milieu du mois de novembre est organisée la fête de Saint-Martin. Jusqu'à la Seconde Guerre mondiale, cette fête était célébrée le 11 novembre, jour de la Saint-Martin. Au Moyen Âge, elle marquait la fin de l'année culturale, les baux annuels des fermiers arrivaient à échéance. Des paysans convergeaient en ville avec leurs charrettes avant de changer de ferme. Dès la fin du XVIIIe siècle, les domestiques de ferme commencent à être réellement indépendants et le 11 novembre devient le jour de la louée, c'est-à-dire le jour où les valets, les servantes, les porchers, les bergères, touchent leurs gages et partent chez un nouveau maître. Le 12 novembre devient le jour de fête des domestiques, les valets ne sont pas tenus de soigner les bêtes. On accueille à cette époque les premiers forains arrivent avec les manèges, les jeux de quilles, les clowns, les singes savants… Aujourd'hui, la fête s'étale sur deux semaines, les forains installent leurs attractions sur le champ de foire.
Chaque année, à l'automne, se réunissent « Les amis de Roger Vailland » depuis 1985 pour évoquer l'œuvre de l'écrivain Roger Vailland, prix Goncourt 1957, et publient les interventions des participants dans Les Cahiers Roger Vailland. Celui-ci résidait à Meillonnas, village proche de Bourg-en-Bresse. L'association des « Amis de Roger Vailland » est installée au 1 rue du Moulin-de-Brou.

### Sports

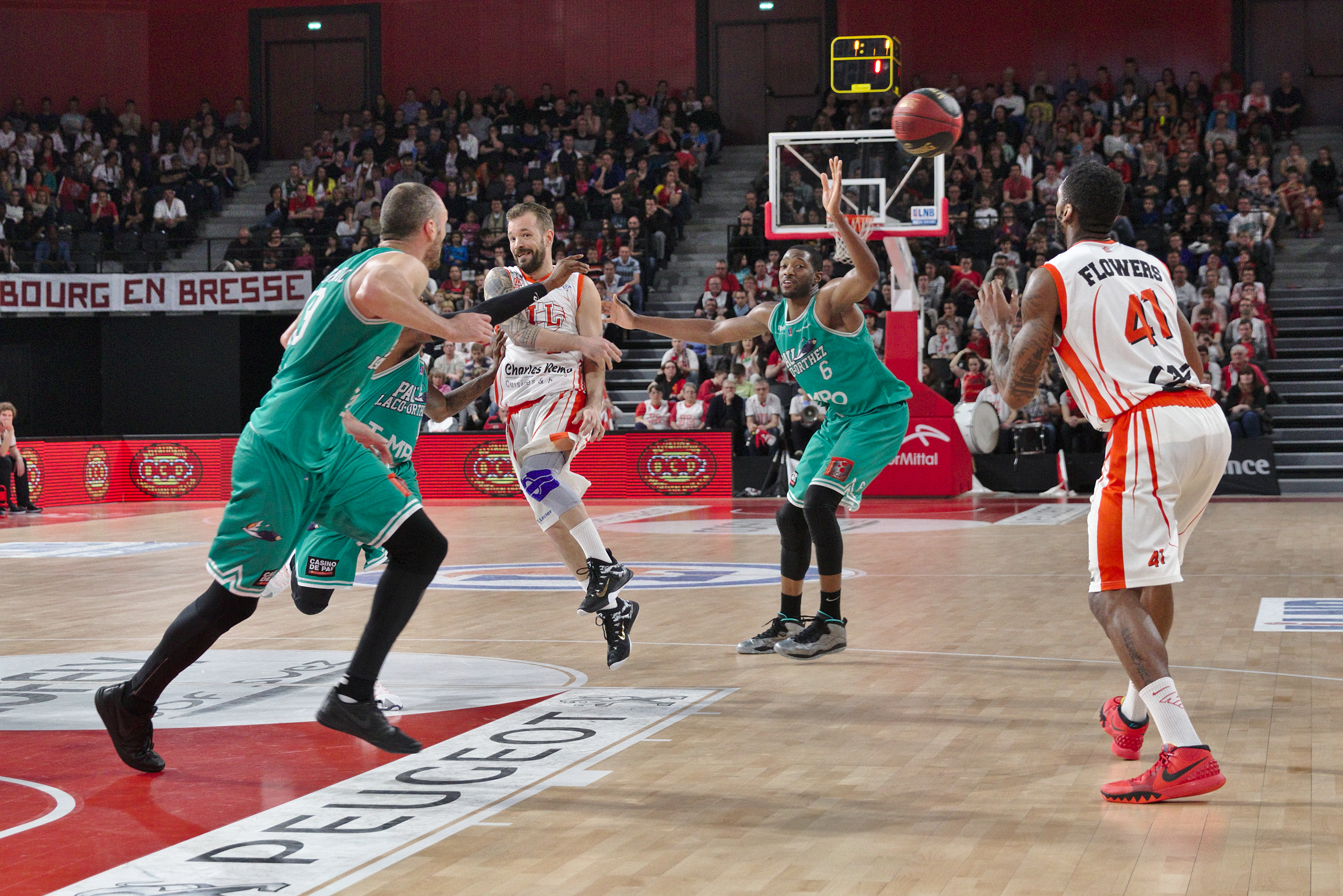
La JL Bourg contre Pau-Lacq-Orthez.

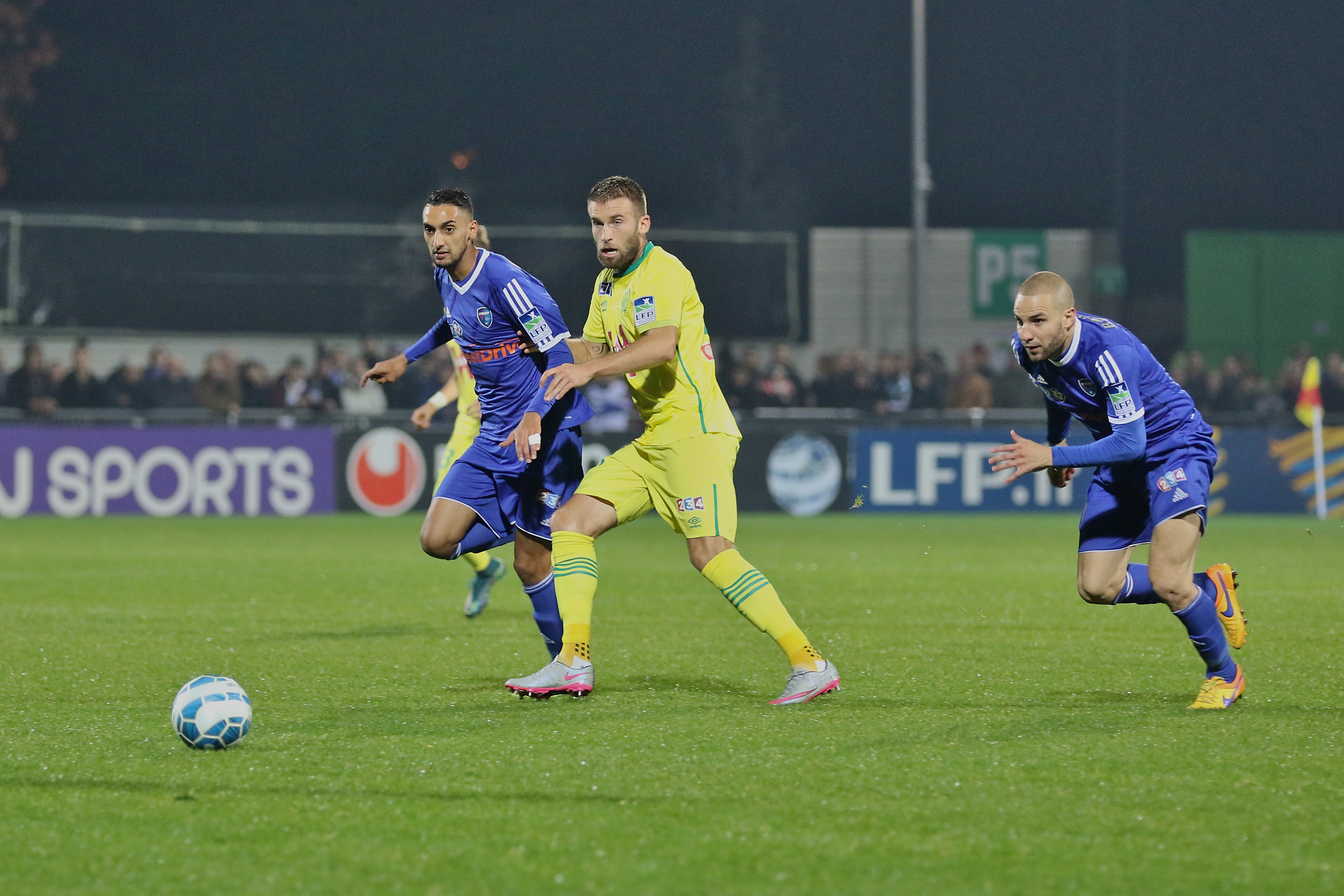
Le FBBP01 évoluant au stade Marcel-Verchère contre le FC Nantes.

Bourg-en-Bresse est une ville très sportive. En 1971, elle a été désignée comme la ville la plus sportive de France.
La JL Bourg Basket évolue en Pro A (1re division) depuis la saison 2017-2018. Auparavant, elle y avait passé huit années entre 2000-2007 puis durant la saison 2014-2015. Entre-temps, elle a évolué durant neuf années en Pro B (2007-2014 et 2015-2017) et a été finaliste à la semaine des As de basket-ball 2005-2006. Elle a été sacrée 2 fois championne de France de Pro B (2000 et 2017). Cette équipe s'est illustré pendant la saison 2023-2024 dans le basket européen en terminant finaliste de l'eurocoupe face au paris basket pour une finale historique.
L'US Bressane, le club phare de la ville, club de rugby, évolue en Nationale (3e division) durant la saison 2022-2023. L'USB officie en violet et possède le record de titres de champion de France de rugby à XV de 2e division avec quatre trophées.
Le Football Bourg-en-Bresse Péronnas 01 (Football Club Bourg-Péronnas jusqu'en 2015), club de football, officie lui en National. Après avoir évolué une seconde fois en National (3e division) en 2012, les Bleus ont fait l'ascenseur avec une fin de saison catastrophique (pourtant 4e après 28 journées). Mais les problèmes financiers du CS Sedan-Ardennes ont fait que le FCBP a été repêché en National pour la saison 2013-2014. Le FBBP 01 tout comme Libourne ou Calais possède la réputation d'équipe surprise en Coupe de France. Le club a atteint les 32e de finale en 1993, les quarts de finale en 1998 et les 8e de finale en 2003 et en 2012. En 2013, le club atteint les 16e de finale, après avoir sorti notamment Auxerre et Monaco, mais se fait sortir par Montpellier. Le Football Bourg-en-Bresse Péronnas 01 valide sa montée en Ligue 2 le 2 mai 2015 en battant l'US Boulogne-sur-Mer (2-0) au stade municipal de Péronnas. Elle évolue dans le championnat National depuis la saison 2018-2019.
Bourg-en-Bresse a son propre tournoi de tennis, un tournoi de la catégorie « futur », qui se déroule chaque année en juillet au Tennis Club de Bourg, formateur de très bons joueurs (Julien Benneteau y a joué jusqu'à l'âge d'environ 14 ans). Ce tournoi est souvent le lieu d'essor de futurs champions du tennis mondiaux (Márcos Baghdatís y a par exemple participé).
La ville a été quatre fois ville-étape du Tour de France. Elle l'accueillit pour la première fois en 2002, la capitale bressane était le lieu d'arrivée de la 18e étape dont le lieu de départ était fixé à Cluses. Ensuite, en 2007, les cyclistes en provenance de Semur-en-Auxois arrivaient à Bourg lors de la 6e étape puis se dirigeaient vers Le Grand-Bornand lors de l'étape suivante. La troisième fois, le Tour de France 2014 partait de la ville et arrivait à Saint-Étienne dans le cadre de la 12e étape. La dernière fut en 2016 où elle a été le départ de la 15e étape en direction de Culoz.
D'autres courses cyclistes ont fait étape à Bourg dont le Tour de l'Ain, course cycliste créée en 1989 et succédant au Prix de l'Amitié. Il y a aussi le critérium du Dauphiné et le Tour de l'Avenir qui passent par la capitale bressane moins fréquemment que le Tour de l'Ain.
Les équipements sportifs sont divers et répartis dans le territoire. À la Chagne, on trouve un complexe sportif réunissant huit courts de tennis, trois terrains de football, un stade d'athlétisme et deux quatre de rugby. Le long de l'avenue des Sports, le stade Marcel-Verchère et la piscine municipale Carré d'eau se font face. Au quartier des Vennes, neuf terrains de football de taille et de revêtement variables se trouvent près du centre hippique des Vennes. En plus de ces équipements, d'autres structures accueillent les activités sportives dont les gymnases des établissements scolaires.
Le parc de loisirs de Bouvent (56 hectares) accueille jusqu'à 60 000 personnes chaque été, et dispose d'un plan d'eau (voile et kayak), de jeux et d'un golf municipal de 9 trous (par 35 de 2 854 mètres).

### Médias

#### Presse locale

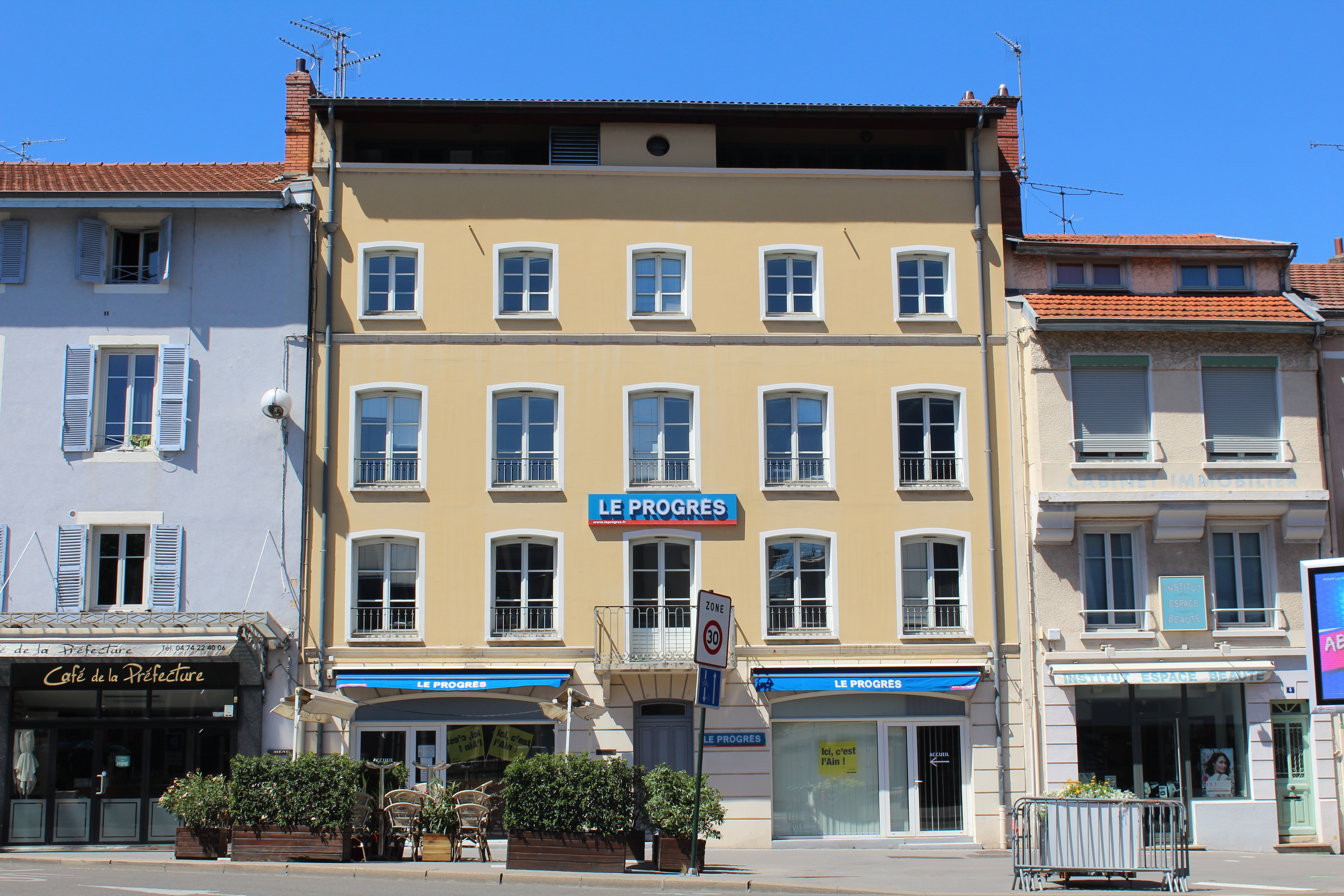
Agence du Progrès sur la place Joubert.

Le Progrès est un journal régional diffusant dans les départements de l'Ain, du Jura, du Rhône, de la Loire et de la Haute-Loire. Il est le seul quotidien local de la ville. Chaque vendredi est publié le journal local hebdomadaire Voix de l'Ain dont le siège est situé dans la commune rue Lalande, pas très loin de l'agence du Progrès.

#### Télévision
Dans le domaine télévisuel, la chaîne France 3 Rhône-Alpes a un bureau situé rue Abbé-Cottard-Josserand, à proximité de Saint-Denis-lès-Bourg. On peut capter cette chaîne à Bourg grâce aux émetteurs du Mont Pilat (situé dans la Loire) et du Mont Rond (proche de Gex et du massif du Jura) qui sont les sites TNT couvrant la ville. Jusqu'en 2011, l'émetteur TV analogique de Ramasse, situé sur le Mont July, diffusait France 5/Arte et M6 pour Bourg-en-Bresse et ses environs.

#### Radios locales
Même si Bourg n'a pas sa propre chaîne locale de télévision, on trouve néanmoins quelques radios locales :
- Radio B[110], qui s'appelait autrefois Tropiques FM, est une radio locale qui émet sur 90.0 FM. Elle retransmet notamment les matchs de l'US Bressane.
- RCF Pays de l'Ain est une radio locale appartenant au réseau RCF émettant sur 93.9 FM. Elle émet aussi à Oyonnax sur 88.1 FM, à Bellegarde-sur-Valserine sur 100.9 FM, à Hauteville-Lompnes sur 97.9 FM et à Belley sur 92.8 FM.
- Radio Espérance, radio catholique basée à Saint-Étienne, est présente sur les ondes du 87.6 FM.
- Radio Scoop est la principale radio locale commerciale de Bourg, elle émet avec un décrochage local sur 89.2 FM. En 2008, le programme à destination des Burgiens est aussi diffusé à Mâcon sur 88.2 FM. En 2011, ce même programme arrive à Bellegarde-sur-Valserine sur 98.0 FM. Elle retransmet notamment les matchs de la JL Bourg Basket sur la webradio "Radio Scoop JL Bourg"[111].
- Radio Salam[112] est une radio lyonnaise franco-arabe, elle émet à Bourg avec un décrochage local sur le 105.9 FM[113].
- FC Radio arrive à Bourg en 2011 sur 101.4 FM.

Enfin, deux radios nationales ont un décrochage local dans la région. C'est le cas de NRJ qui possède un décrochage à Bourg sur 102.8 FM et Nostalgie qui émet son programme mâconnais ainsi que des pubs burgiennes depuis 2011 sur 93.1 FM.

##### Liste desradios FMà Bourg-en-Bresse
- 87.6 Radio Espérance
- 89.2 Radio Scoop
- 90.0 Radio B[114]
- 90.4 Europe 1
- 91.3 France Inter
- 92.2 France Musique
- 93.1 Nostalgie Bourg-en-Bresse / Mâcon
- 93.9 RCF Pays de l'Ain
- 96.3 Europe 2
- 97.2 Radio Classique
- 98.5 TSF Jazz
- 100.6 Chérie FM
- 101.4 FC Radio
- 102.0 France Culture
- 102.8 NRJ Bourg-en-Bresse
- 104.4 Fun Radio
- 105.4 France Info
- 105.9 Radio Salam[112]
- 106.5 Skyrock
- 106.9 RTL

#### Radio numérique terrestre
Depuis septembre 2019, en lien avec Lyon, Bourg-en-Bresse possède un multiplex local, sur le canal 6D.
FC Radio a débuté ses émissions courant 2021.
| Nom de la radio    | Catégorie | RadioText                                                    |
| ------------------ | --------- | ------------------------------------------------------------ |
| FC Radio           | B         | "FC Radio - Plus de Musique Pop" ou Titre en cours           |
| Jazz Radio         | D         | "JAZZ RADIO - Jazz and Soul" ou Titre en cours               |
| La Radio Plus      | B         | "LA RADIO PLUS - Hit Music Station" ou Titre en cours        |
| Radio Capsao       | A         | (Titre en cours)                                             |
| Radio Espace       | B         | "RADIO ESPACE - La Plus Lyon des Radios !" ou Titre en cours |
| Radio Espérance    | A         | (Émission en cours)                                          |
| Radio ISA          | B         | LE TOP DES HITS                                              |
| ISA Gold           | B         | Radio ISA - Gold                                             |
| ISA Hits           | B         | Radio ISA - Hits                                             |
| Radio Maria France | D         | UNE VOIX CATHOLIQUE CHEZ VOUS                                |
| Radio Orient       | D         | La Radio du Vivre Ensemble                                   |
| Radio Scoop        | B         | "Radio SCOOP - La radio de Bourg" ou Titre en cours          |
| Virage Radio       | D         | "VIRAGE RADIO - Electro Rock Station" ou Titre en cours      |

## Économie

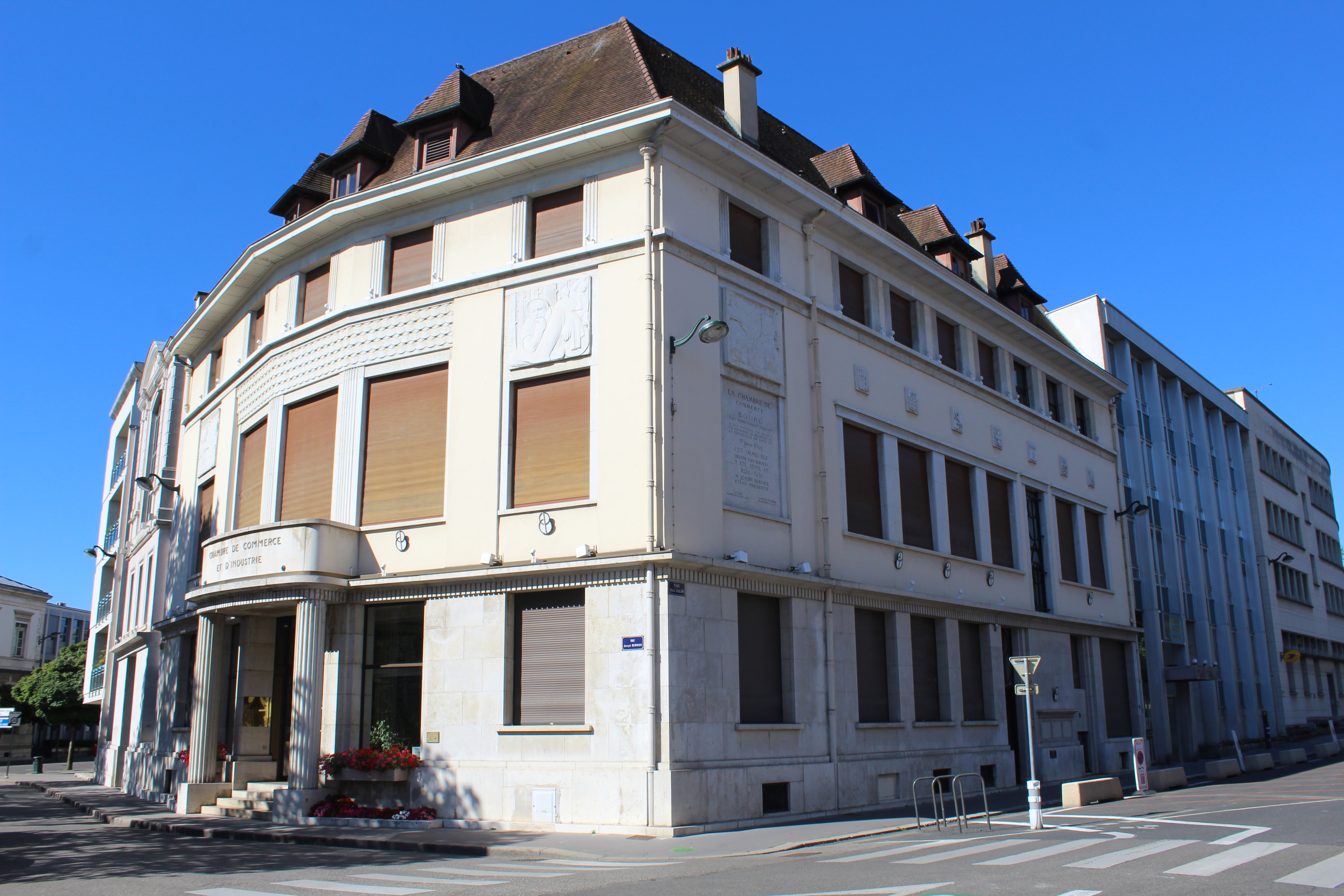
Chambre de commerce et d'industrie.

Bourg-en-Bresse bénéficie d'une situation privilégiée comme carrefour à la fois régional et européen, qui favorise son expansion en tant que centre d'échanges. Bourg-en-Bresse est le siège de la chambre de commerce et d'industrie de l'Ain.
Selon le classement « Où fait-il bon vivre en France ? » réalisé par Les Échos en 2015, le bassin d'emplois de Bourg-en-Bresse est au 5e rang sur 304 zones répertoriées.
En 2025, selon Villes et Villages où il fait bon vivre, Bourg-en-Bresse est classé 244e au niveau national et  25e place au niveau régional, perdant 2 places par rapport à 2024

### Revenus de la population et fiscalité
Le revenu moyen par unité de consommation dans la commune est d'environ 20 210 € par an (en 2024), ce qui est légèrement inférieur à la moyenne nationale qui s'élève à 23 080 € par an.

### Emploi
Le taux de chômage de la zone d'emploi de Bourg-en-Bresse en 2018 est de 8 %, bien au-dessous du taux national de 10 %. L'attractivité de la ville en matière d'emploi devrait se confirmer avec une prévision d'accroissement de 27 % de la population du bassin de vie sur la période 2011 à 2040.
|                   | Agriculteurs | Artisans, commerçants, chefs d'entreprise | Cadres, professions intellectuelles | Professions intermédiaires | Employés | Ouvriers |
| Bourg-en-Bresse   | 0,2 %        | 5,2 %                                     | 10,6 %                              | 23,3 %                     | 32,4 %   | 28,4 %   |
| Moyenne Nationale | 2,4 %        | 6,4 %                                     | 12,1 %                              | 22,1 %                     | 29,9 %   | 27,1 %   |

### Entreprises de l'agglomération
Grâce à sa situation de carrefour économique au niveau régional et européen, la commune avec son maillage routier en étoile dont l'agglomération est le centre, permet un accès facile au cœur de la ville (champ de foire), lieu de rencontre traditionnel entre une offre riche en produits agricoles renommés (volailles) et une demande finale ou intermédiaire importante (approvisionnement de la région lyonnaise).
La situation sur les voies de circulation européennes est également très ancienne, comme le témoigne la présence du monastère de Brou, achevé par Marguerite d'Autriche autant pour honorer son époux, que pour offrir au voyageur reliant la vallée de la Saône à la Lombardie, un spectacle rappelant les liens avec la Bourgogne et mettant en évidence la richesse de la région.
La position de carrefour et de centre d'une riche région agricole a permis de développer des activités de transformation de produits agricoles diversifiées, notamment dans le secteur de la transformation de la viande. La valorisation des produits agricoles s'est adaptée aux besoins des consommateurs (plats cuisinés). Par exemple, l'entreprise Giraudet, créée en 1910 par Henri Giraudet, spécialisée dans la production et la vente de quenelles, sauces et soupes, y a installé son siège social. Un pôle de recherche-développement (Alimentec) complète la vocation agroalimentaire de la ville.
La seconde partie du XXe siècle a toutefois été une période de profond changement pour la ville. Elle a vu son activité industrielle se développer à la faveur de l'implantation de l'usine Berliet (aujourd'hui Usine Renault Trucks de Bourg-en-Bresse) destinée à la fabrication de poids lourds. La filière poids lourds est devenue l'activité majeure employant plusieurs milliers de personnes dans la zone d'emploi, œuvrant dans des entreprises parfois leaders dans leur domaine (véhicules industriels, véhicules frigorifiques, remorques pour applications diverses, véhicules utilitaires spéciaux,…). Cette filière bénéficie d'une forte demande en matière d'évolution technologique afin de « coller » à un contexte en pleine évolution (sécurité, environnement, ferroutage, moyens de communication…). Le Groupe Bernard, dont le siège social est dans la commune, est une entreprise familiale de distribution automobile et de véhicules industriels employant plus de 2 500 personnes. La création de liaisons autoroutières a accentué son rôle d'agglomération logisticienne.
Derrière cette activité phare, Bourg-en-Bresse est, par ailleurs, un centre métallurgique spécialisé dans la transformation de fils métalliques (tréfilerie, traitements thermiques, assemblage ou gainage) pour des applications mécaniques et électriques (câbles de traction, transport d'énergie). Cette activité représente environ un millier d'emplois directs sur des sites appartenant à des groupes internationaux (Mittal Steel, Nexans).

### Commerce

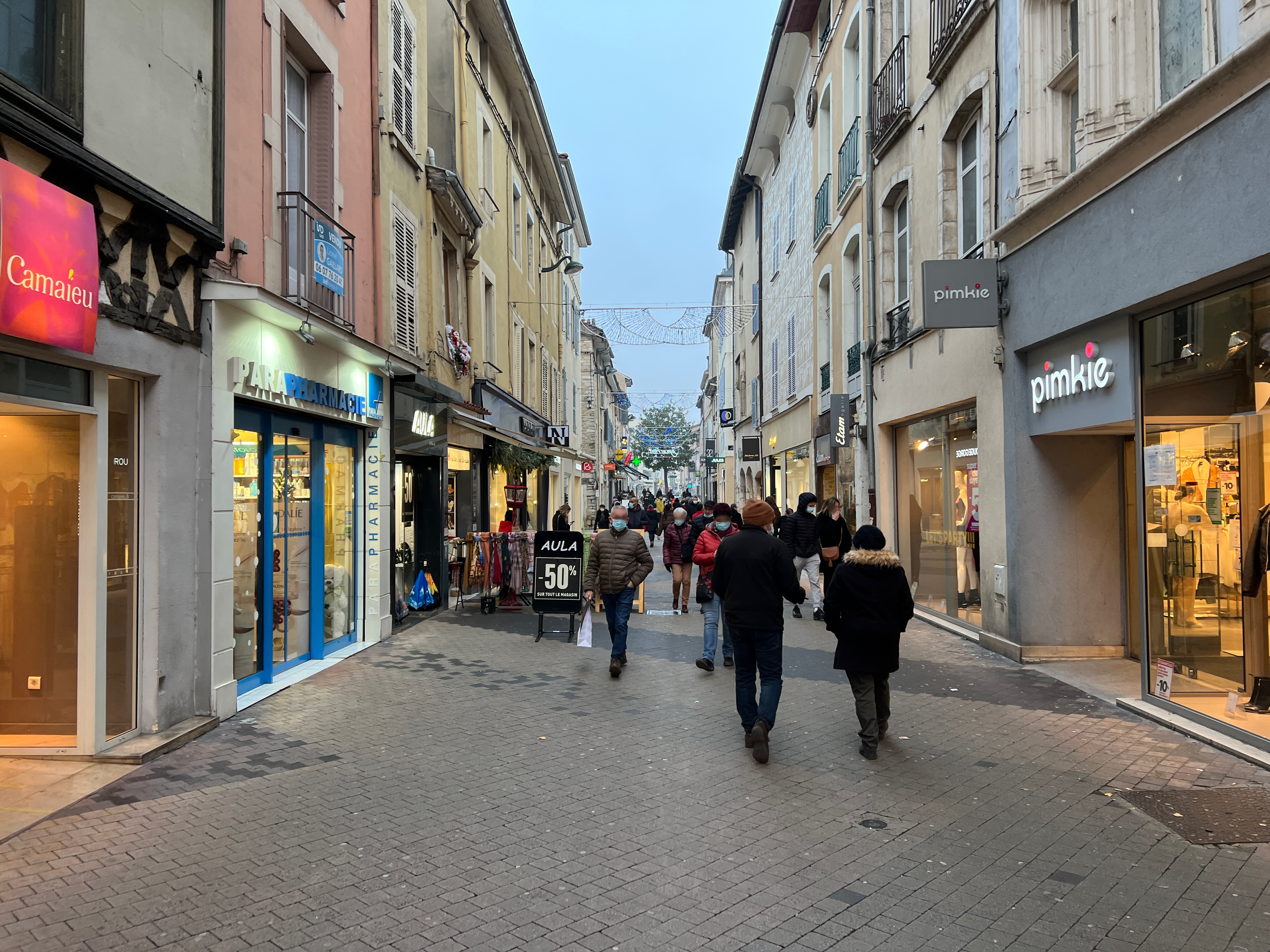
Rue commerçante.

Les commerces sont très présents à Bourg, notamment au centre-ville où on trouve une diversité commerciale avec des commerces de proximité. Même s'il avait tendance à se vider de ses établissements commerciaux, le cœur retrouve aujourd'hui son attractivité grâce à des projets dont l'aménagement de l'ancien collège Amiot qui accueille depuis 2022 une douzaine de commerçants .
En périphérie de l'hypercentre se sont développés des centres commerciaux. On trouve le centre commercial Site de Brou où se situe entre autres l'hypermarché Carrefour. Au nord de la ville, le centre commercial Cap Émeraude, construit en 2010, est articulé autour de l'enseigne E.Leclerc. Près du lycée Quinet est situé un centre commercial moins important que les deux autres, il accueille un Intermarché. Il en est de même pour le petit centre localisé près du stade Verchère où on trouve un Lidl.
À Viriat, près de l'hôpital de Fleyriat, de nombreuses enseignes se concentrent dans la zone d'activités de la Chambière et dans le centre commercial de La Neuve inauguré en 2011.

## Culture locale et patrimoine

### Lieux et monuments

#### Monuments
Le quartier historique était entouré de remparts démolis au XIXe siècle.
Le château de Bourg-en-Bresse, dressé au début du XIIIe siècle pour protéger le bourg médiéval, a été détruit en 1817.

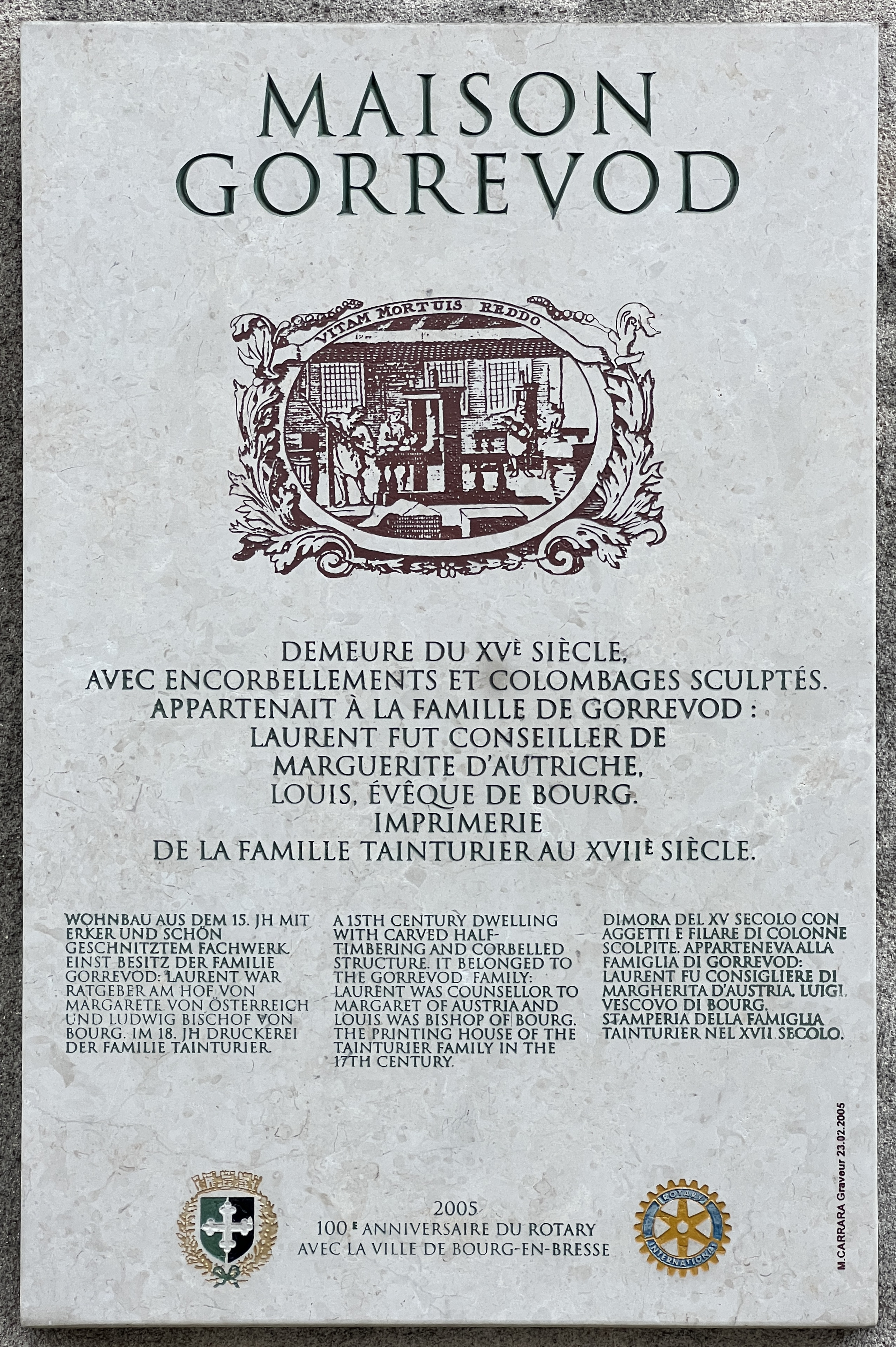
Plaque de la maison Gorrevod.

De nombreuses maisons à encorbellement dont la maison Gorrevod témoignent de cette période. Cette demeure date du XVe siècle et appartenait à la famille de Gorrevod dont Laurent fut conseiller de Marguerite d'Autriche et Louis de Gorrevod évêque du lieu (1515-1534),,. Deux siècles plus tard, elle devint une imprimerie de la famille Tainturier. D'autres maisons datent du même siècle dont les maisons à encorbellement de la rue Jules-Migonney qui étaient occupées par des tisserands. Une d'entre elles, situé au cinquième de la rue, est inscrite aux titres des monuments historiques. De plus, d'autres maisons de ce type sont protégées dont celles situées 30 rue de la République, 17 rue Bourgmayer ou encore la demeure Hugon construite en 1496.
Bâtiments plus récents, plusieurs hôtels particuliers sont de style classique tels que l'Hôtel-Dieu datant du XVIIe siècle. Cet hôpital d'avant la Révolution française est toujours en activité et son apothicairerie est en parfait état. Elle permet de voir d'antiques objets (fourneau, alambics…), des plantes, des livres anciens, des boiseries Louis XV et plus de mille autres pièces de collection. Le laboratoire est l'un des seuls ouverts à la visite et encore en état de fonctionnement. Un autre hôtel particulier date de la même époque : celui des Joly de Choin, les gouverneurs de Bresse entre 1634 et 1767. À la fin du siècle suivant fut construit l'hôtel Marron de Meillonnas qui a aujourd'hui une vocation culturelle avec un espace consacré à l'art contemporain et aux arts visuels.
Divers monuments accueillent des services administratifs à commencer les services municipaux. La municipalité occupe trois édifices protégés au centre-ville : l'hôtel de ville, l'hôtel de Bohan et l'ancien hôtel de préfecture de l'Ain. Dans ce dernier étaient installé le préfet et son équipe mais face à l'exiguïté des locaux, il est décidé en 1853 de construire un nouvel hôtel de préfecture le long de l'avenue Alsace-Lorraine. Il sera terminé le 1er mars 1860 mais fut victime d'un incendie fin 1885 avant d'être restauré en 1889. Le conseil départemental est quant à lui installé sur le site de la Madeleine, qui fut autrefois un asile religieux.
Le lycée Lalande, de style baroque, est le seul établissement civil de France titulaire décoré de la médaille de la Résistance. Après avoir été un collège des Jésuites, il devient le collège royal de la ville puis prend le nom du célèbre astronome français à la fin du XIXe siècle. C'est à même période qu'est construit par Tony Ferret l'ensemble Théâtre-Grenette sur l'esplanade de la Comédie.
À la suite des guerres qui ont engagé la France durant le XXe siècle, divers monuments commémoratifs ont été érigés en l'honneur des victimes de ces événements. Le monument aux morts, inscrit aux titres des monuments historiques en 2019 et situé près du square Quinconces, énumère l'ensemble des soldats de la commune tombés au combat durant les deux Guerres Mondiales. Inauguré le 5 juillet 1925, ce monument remplace un monument en l'honneur d'Edgar Quinet qui sera déplacé à cette occasion à l'emplacement actuel de la fontaine des Quatre-Chemins mais sera fondue par le régime de Vichy en 1942. De l'autre côté du square se trouve le monument des morts en Afrique du Nord inauguré en 2000. Les noms des 164 personnes de l'Ain ayant perdu la vie entre 1952 et 1962 en Algérie, en Tunisie et au Maroc y sont inscrits sur le mémorial.

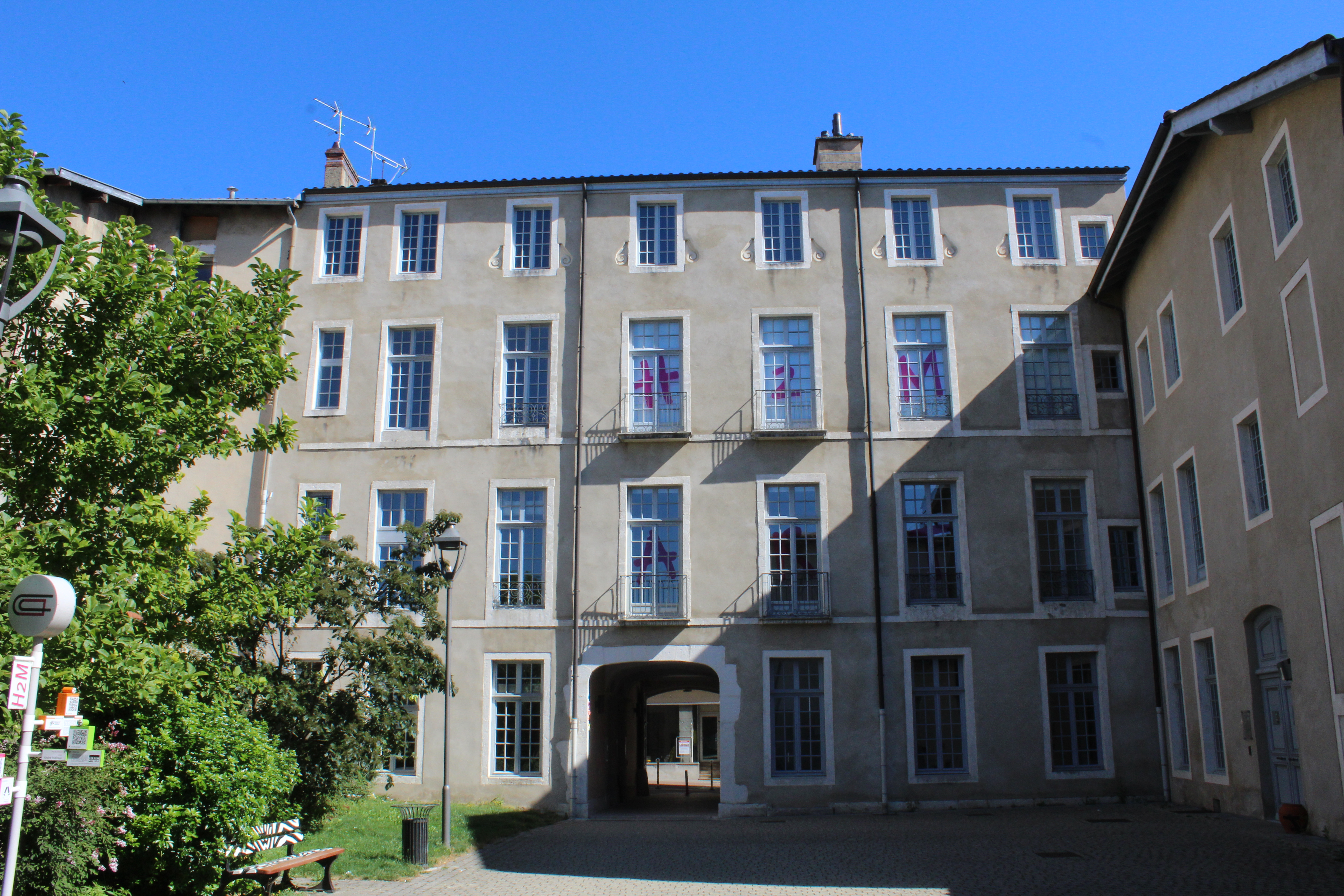
Hôtel Marron de Meillonnas.
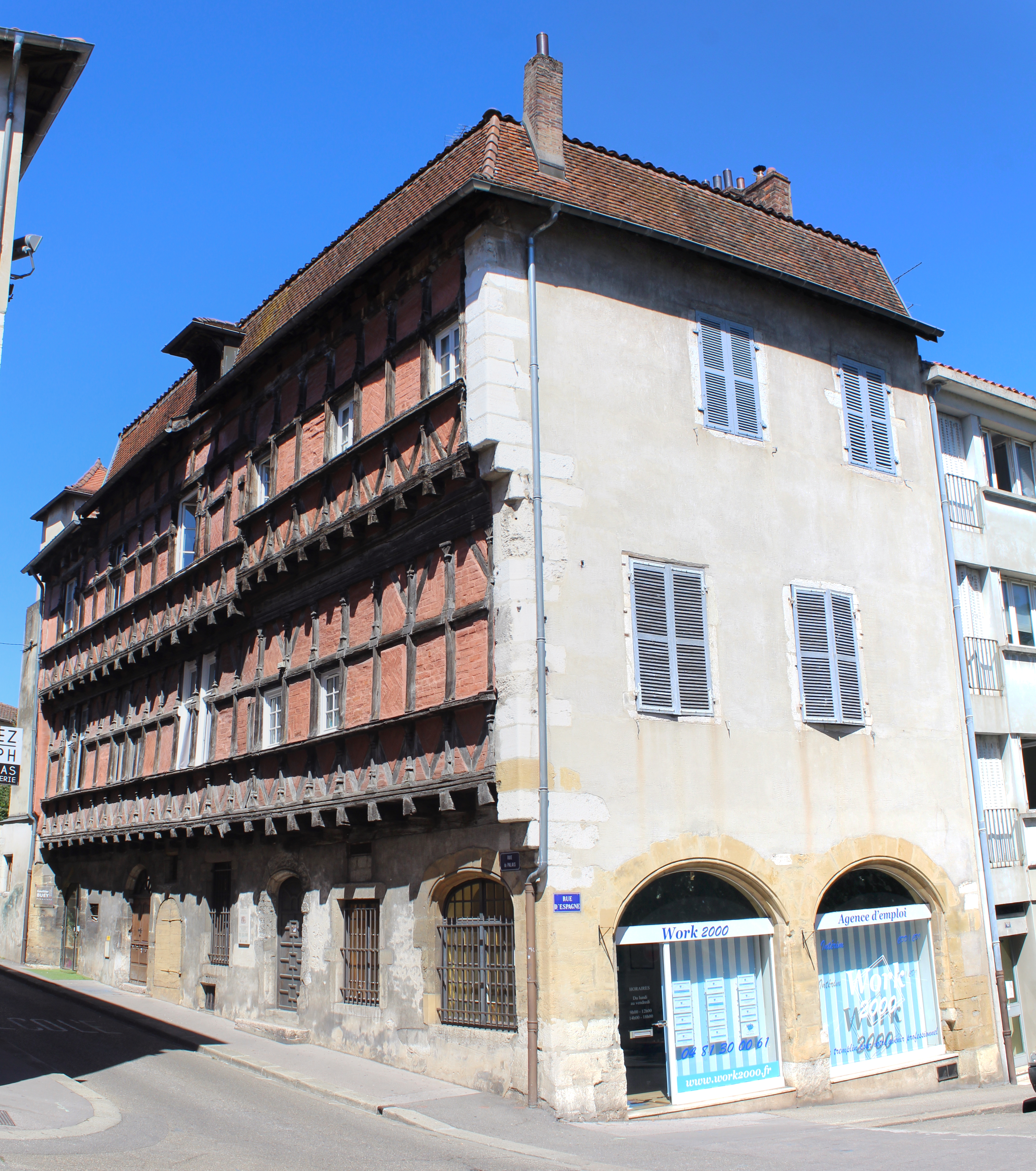
Maison Gorrevod.
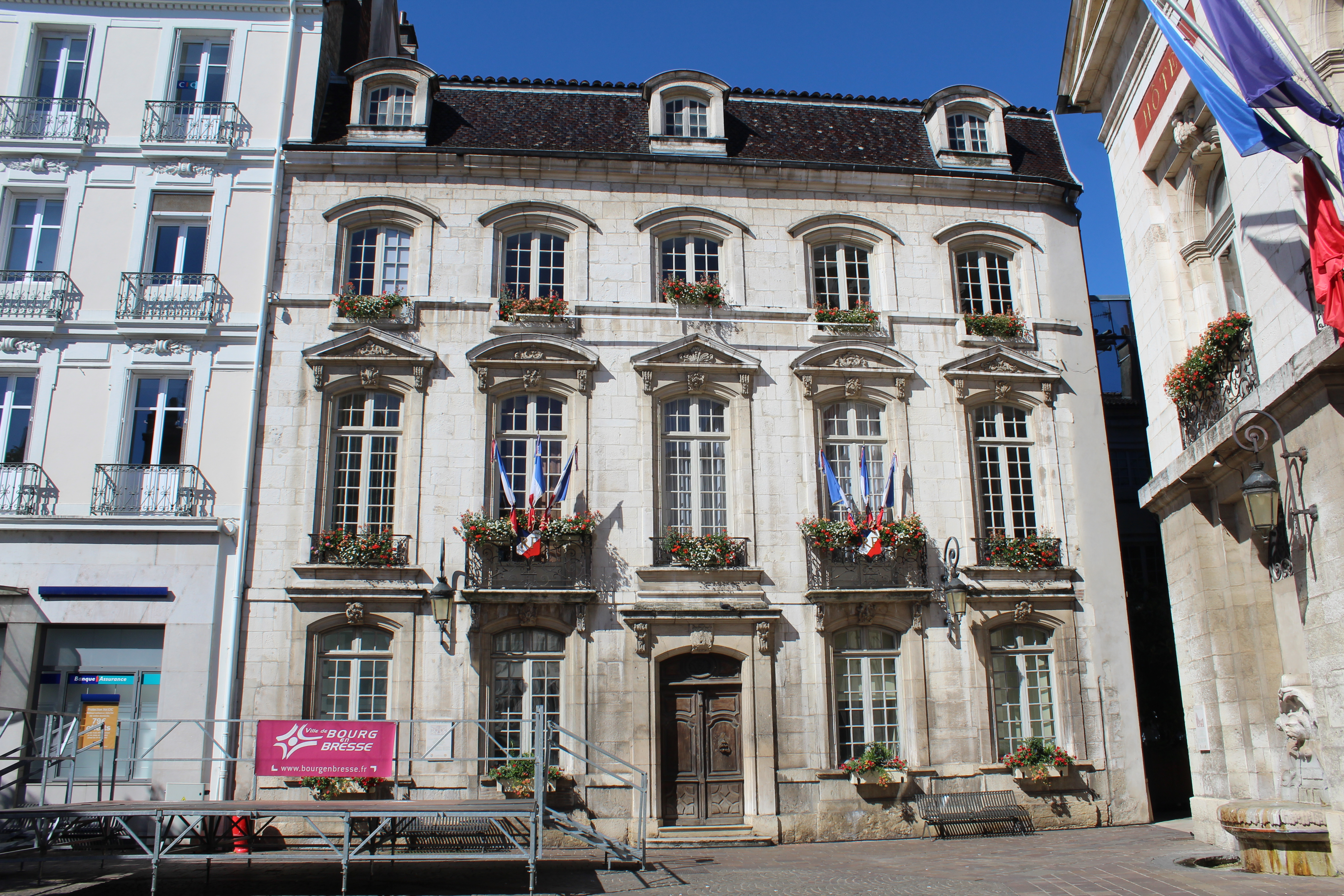
Hôtel de Bohan.
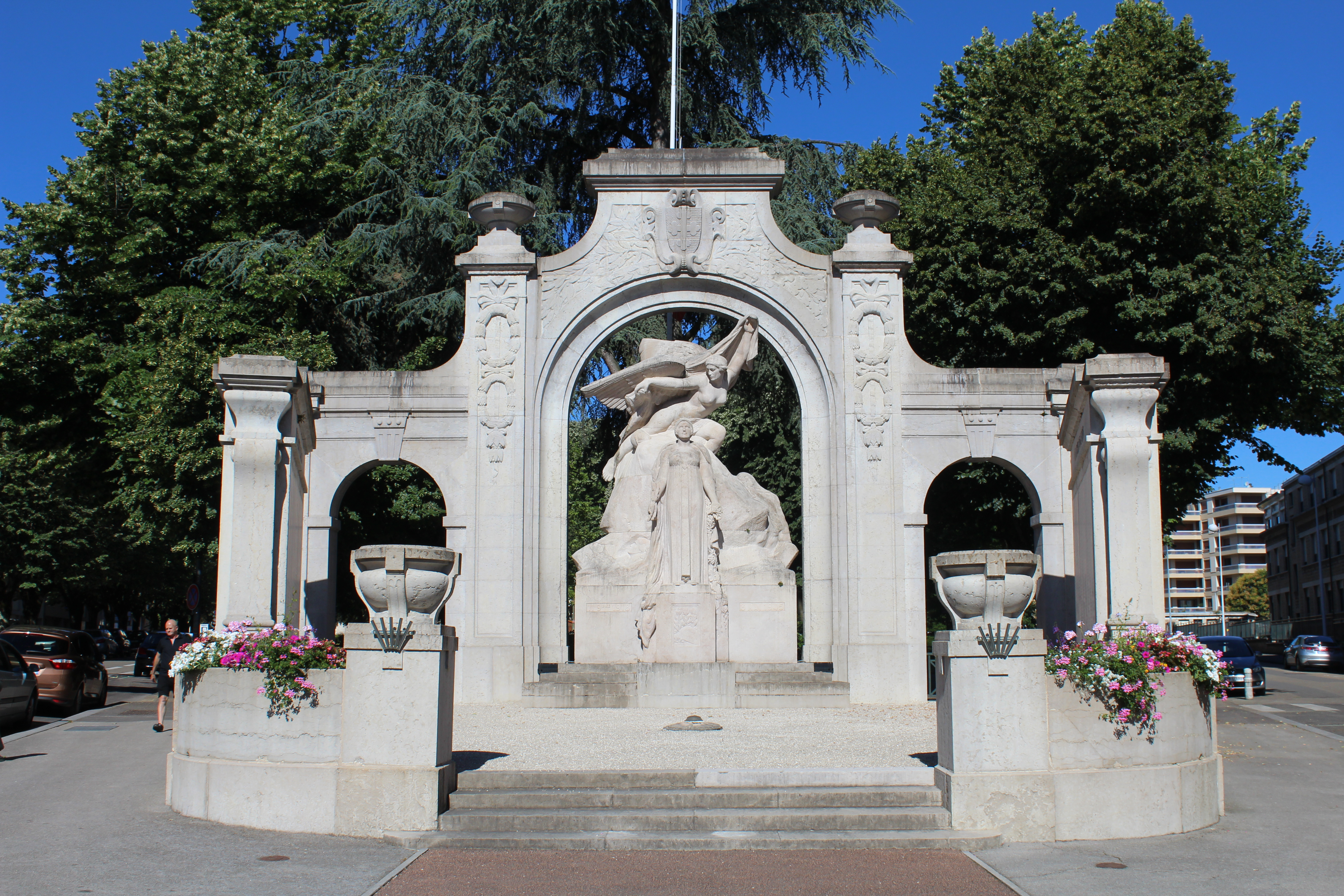
Monument aux morts.

#### Édifices religieux

##### Catholiques
- L'église Saint-Nicolas-de-Tolentin de Brou, boulevard de Brou, avec son monastère royal, joyaux de style gothique flamboyant. L'ensemble a été construit entre 1505 et 1536 à l'initiative de  Marguerite d'Autriche (1480-1530), veuve de Philibert II de Savoie (dit Philibert le Beau). La façade est richement ornée, dans un style Renaissance. À l'intérieur se trouvent un jubé et les tombeaux de Marguerite de Bourbon, Philibert le Beau et Marguerite d'Autriche, surmontés de leur gisant. La chapelle de la Vierge et les stalles sont décorées avec maîtrise.
- Au centre-ville la co-cathédrale Notre-Dame-de-l'Annonciation, place Neuve, fut le siège de l'éphémère diocèse de Bourg (et de son unique évêque le cardinal Louis de Gorrevod) entre 1515 et 1534. C'est une église gothique pour sa partie ancienne. Tandis que les stalles sont de 1530, la façade date du XVIe siècle avec un portail de 1545. Elle présente une remarquable clé de voute pendante, un chœur et une nef de style gothique, des orgues datant 1682, une chaire apparue en 1760, un autel chœur installé en 1770 et des vitraux du XVIe au XXe siècle. Classée au titre des monuments historiques en 1914, elle a été érigée en cocathédrale en 1992.
- Près du quartier de la gare, la basilique du Sacré-Cœur, place du Chanoine-Rynois, a vu sa construction débuter en 1911. Elle a été inaugurée le 14 juin 1942 et consacrée le 6 juillet 1948[146].
- L'église Saint-Pierre-Chanel, rue de l'Égalité a été imaginée par Pierre Pinsard et inaugurée en 24 décembre 1967. En 2003, l'église est classée « Patrimoine du XXe siècle » par le ministère de la Culture[147].
- Une chapelle placée sous le vocable de Saint-François, rue Charles-Tardy, est accolée à la basilique du Sacré-Cœur. Cette chapelle possède des vitraux de Lucien Bégule, maître verrier Lyonnais (1848-1935)

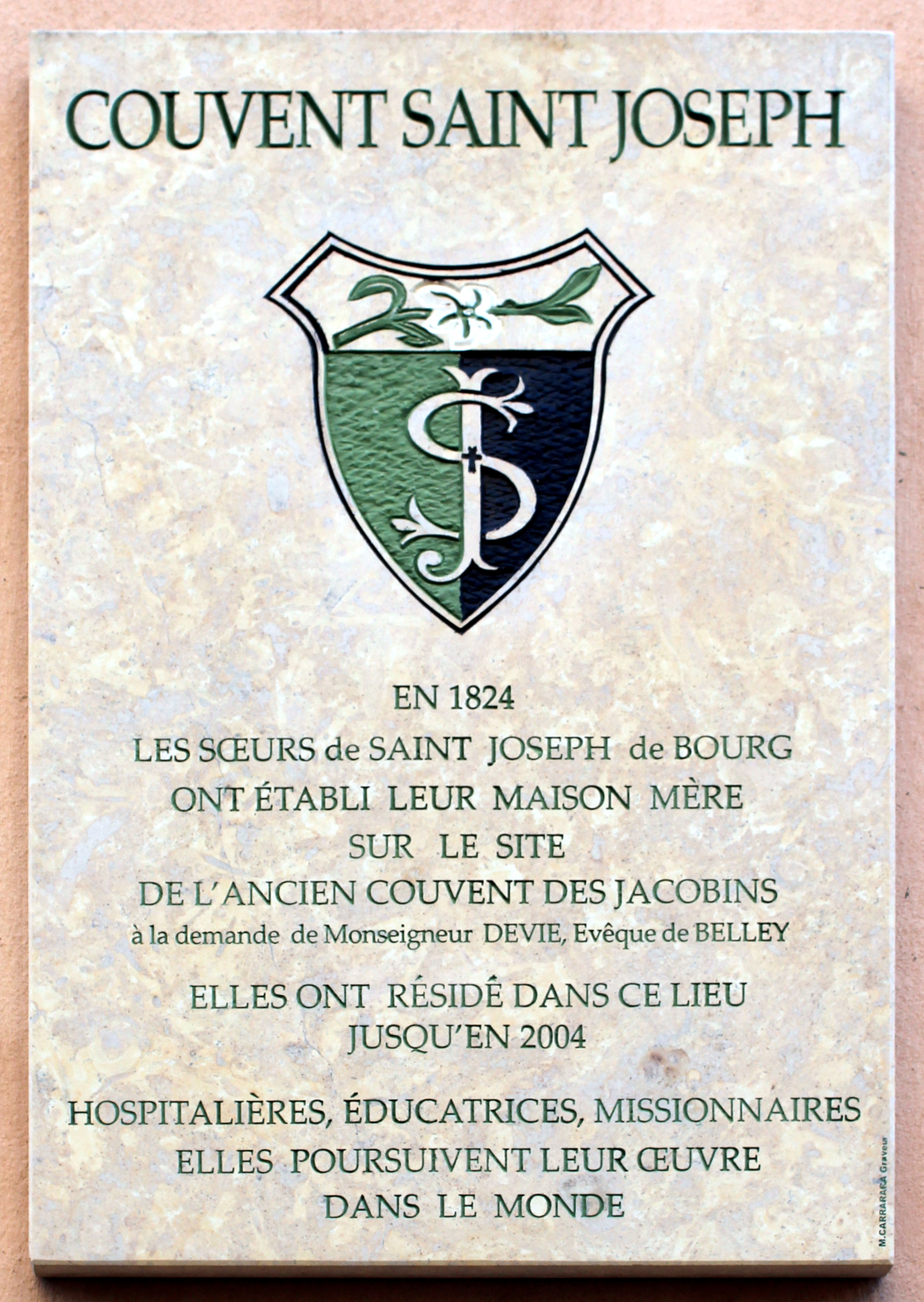
Plaque du couvent Saint-Joseph le long de la rue du Lycée.

- La chapelle Saint-Antoine, rue de la Citadelle fut construite en 1830 par les Frères de Saint-Jean-de-Dieu, elle est aussi appelée chapelle des Capucins.
- L'Hôtel-Dieu, situé sur le boulevard de Brou, comporte en son sein une chapelle.
- La chapelle du lycée Lalande, rue du Lycée, fut construite au XVIIe siècle par les jésuites. C'est le seul édifice d'art baroque de la ville, la chapelle fait l'objet d'un classement aux titres des monuments historiques depuis 1983.
- La chapelle Sainte-Madeleine, boulevard Paul-Bert est inscrite au titre des monuments historiques depuis le 22 octobre 2013[148],[149], après avoir obtenu le label « Patrimoine du XXe siècle » l'année précédente.
- Dans le quartier des Vennes, la chapelle des Vennes, rue du Stand, a la particularité de ne jamais avoir servi de lieu de culte[150]. Elle a été construite en 1941 par les Chantiers de Jeunesse.
- Dans la même rue où se situe le lycée Lalande, rue du Lycée, se trouvait autrefois le couvent Saint-Joseph, qui a remplacé le couvent des Jacobins en 1824 après l'installation des sœurs de Saint-Joseph à cet emplacement. Aujourd'hui, les lieux sont occupés par un lycée privé et les religieuses y résidaient jusqu'en 2004.
- La porte des Jacobins, rue Jules-Migonney témoigne de la présence de l'ancien couvent des Jacobins fondé en 1414 par le duc de Savoie Amédée VIII.
- La chapelle de l'institution Saint-Pierre, rue de Villeneuve.
- La chapelle Notre-Dame-de-la-Paix des Vennes, rue Molière.
- La chapelle Notre-Dame-de-l'Unité, rue Montholon.
- La chapelle des dominicaines, impasse de Lycée.
- La chapelle du centre psychothérapique Saint-Georges.

##### Protestantes

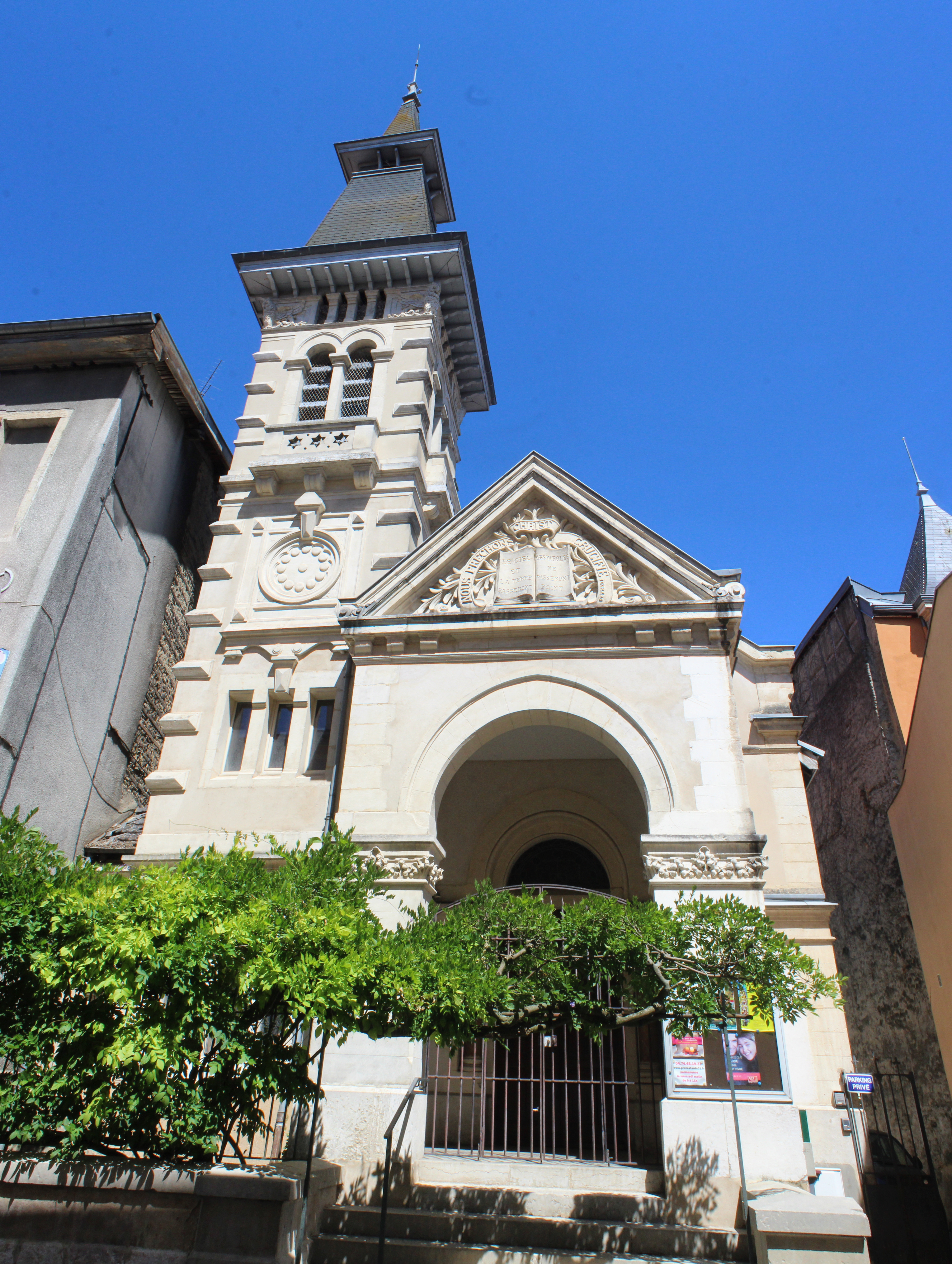
Temple protestant de Bourg-en-Bresse.

- Temple protestant de Bourg-en-Bresse, rue Lalande, inauguré en 1897.
- L'assemblée de Dieu, avenue des Anciens-Combattants.
- L'évangélique Pierres Vivantes, ruelle Marion.
- L'évangélique protestante, avenue de Mâcon.
- L'église néo-apostolique, boulevard de Brou.

##### Musulmanes
Trois édifices servent de culte aux musulmans, ainsi que plusieurs salles de prière. La grande mosquée El-Mohssinine de Bourg-en-Bresse, inaugurée en 2005, est située dans le quartier de la Croix-Blanche. La mosquée El-Taqwa du Pont-des-Chèvres est située dans le quartier du même nom, et la mosquée Dar el-Coran est située rue des Frères-Lumière.

##### Autres chrétiennes
- La salle du royaume des témoins de jehovah, allée des Tyrandes.

Édifices religieux
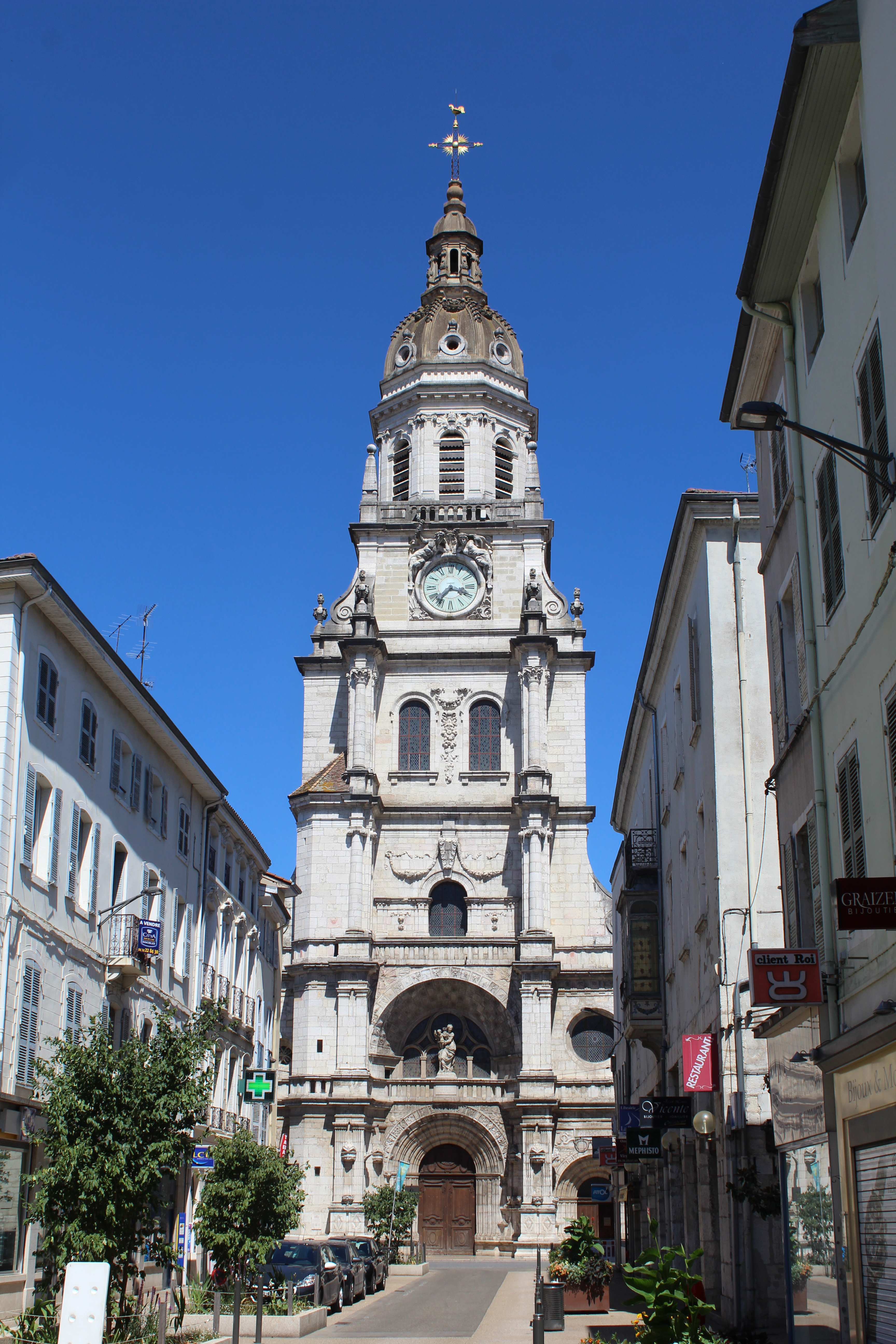
Co-cathédrale Notre-Dame-de-l'Annonciation.
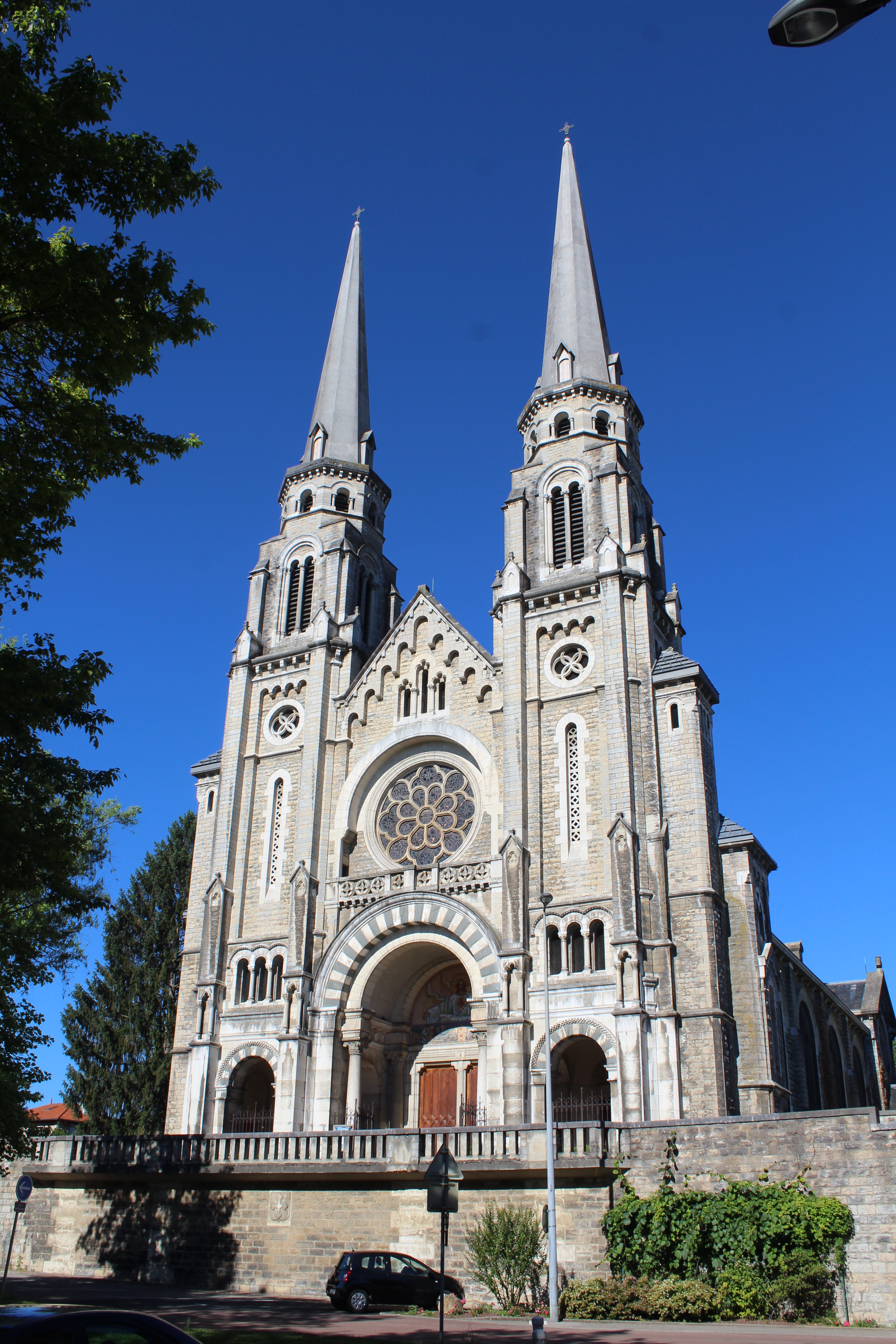
Basilique du Sacré-Cœur.
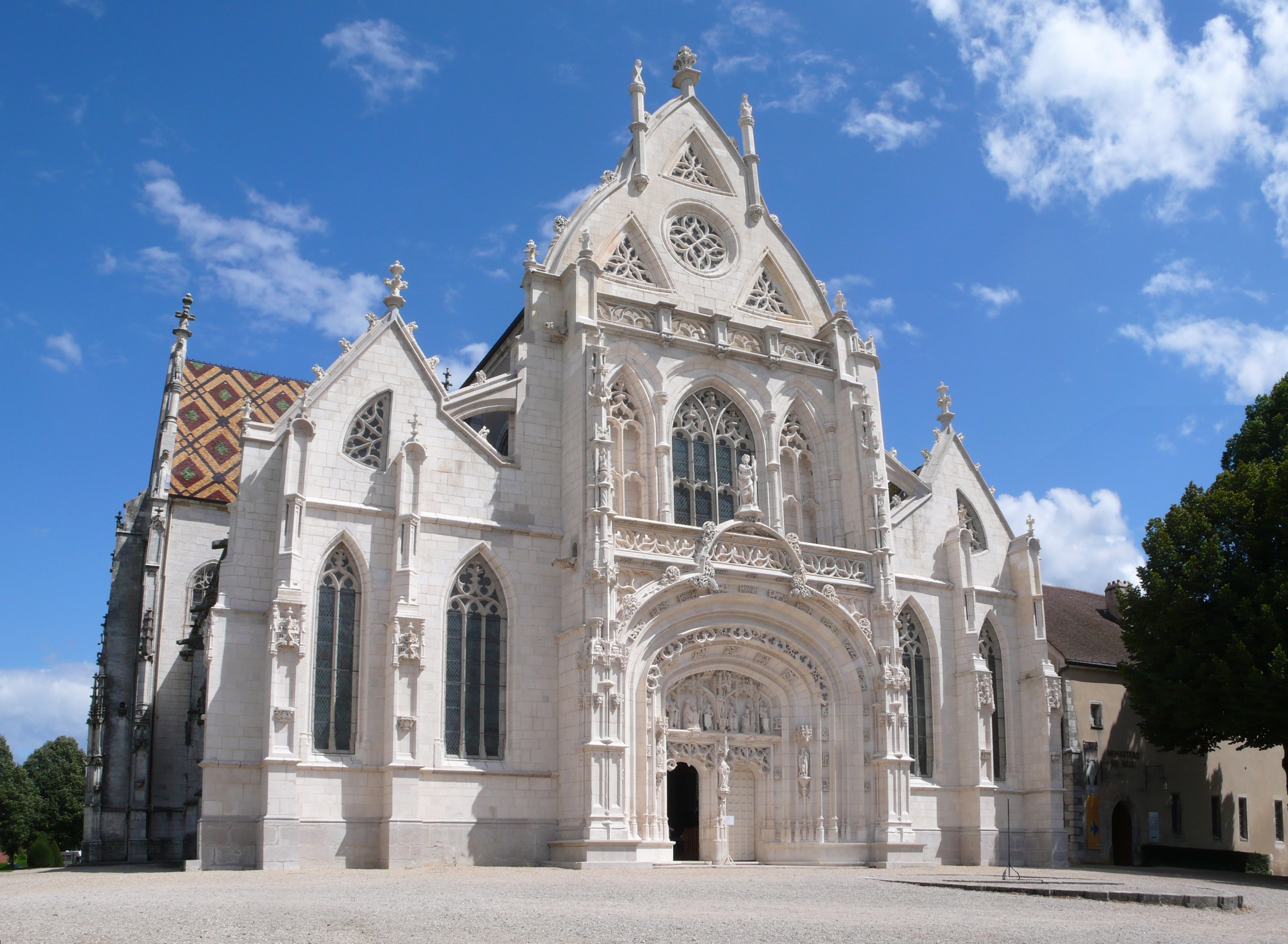
Église de Brou.
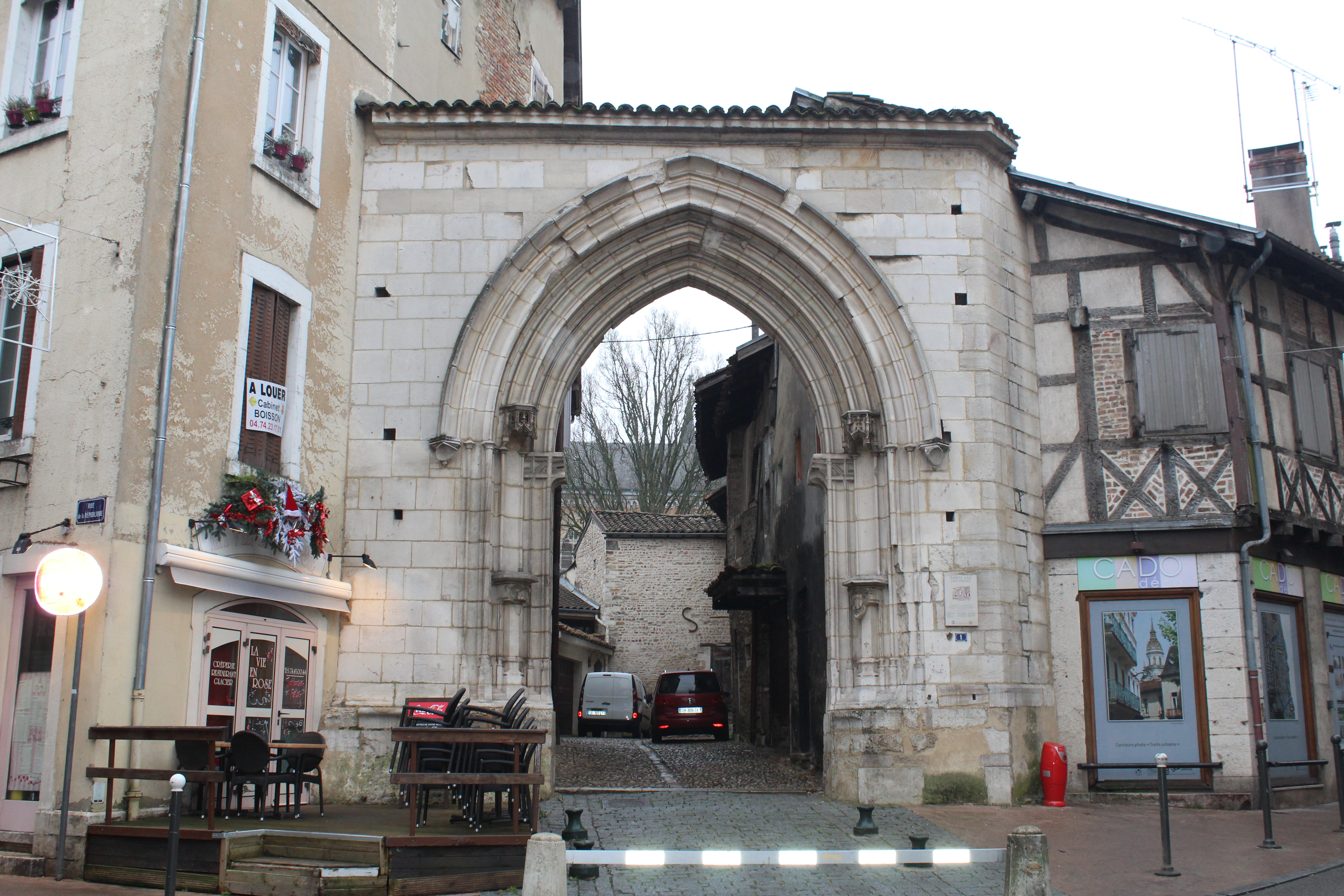
Porte des Jacobins.

### Gastronomie
La commune est renommée pour sa gastronomie. Sur ses tables, on peut trouver comme produit issu du terroir bressan le poulet de Bresse, qui est devenue une appellation d'origine contrôlée (AOC) française. La commune se situe dans l'aire géographique de l'AOC Crème et beurre de Bresse et de l'AOC Volailles de Bresse. Parmi les plats typiques qui firent la réputation de la Bresse, on trouve la fondue bressane[réf. nécessaire]. On trouve également de nombreux vins locaux.
La commune brille sur le plan gastronomique grâce à ses célèbres chefs cuisiniers que sont Jacques Pépin, qui exerce outre-Atlantique et qui est natif de Bourg-en-Bresse, et Georges Blanc. Ce dernier est un des grands chefs cuisiniers, restaurateurs et hôteliers français du village de Vonnas, avec trois étoiles au guide Michelin et 17/20 au Gault et Millau. Il est issu d'une dynastie de cuisinières bressanes de renom, avec sa grand-mère Élisa Blanc surnommée « la Mère Blanc », et sa mère Paulette Blanc. Georges Blanc a dirigé durant plusieurs années, à Bourg même, le restaurant de l'Hôtel de France. Ses fils Frédéric et Alexandre Blanc continuent tous les deux l'aventure culinaire d'élite.

### Patrimoine culturel

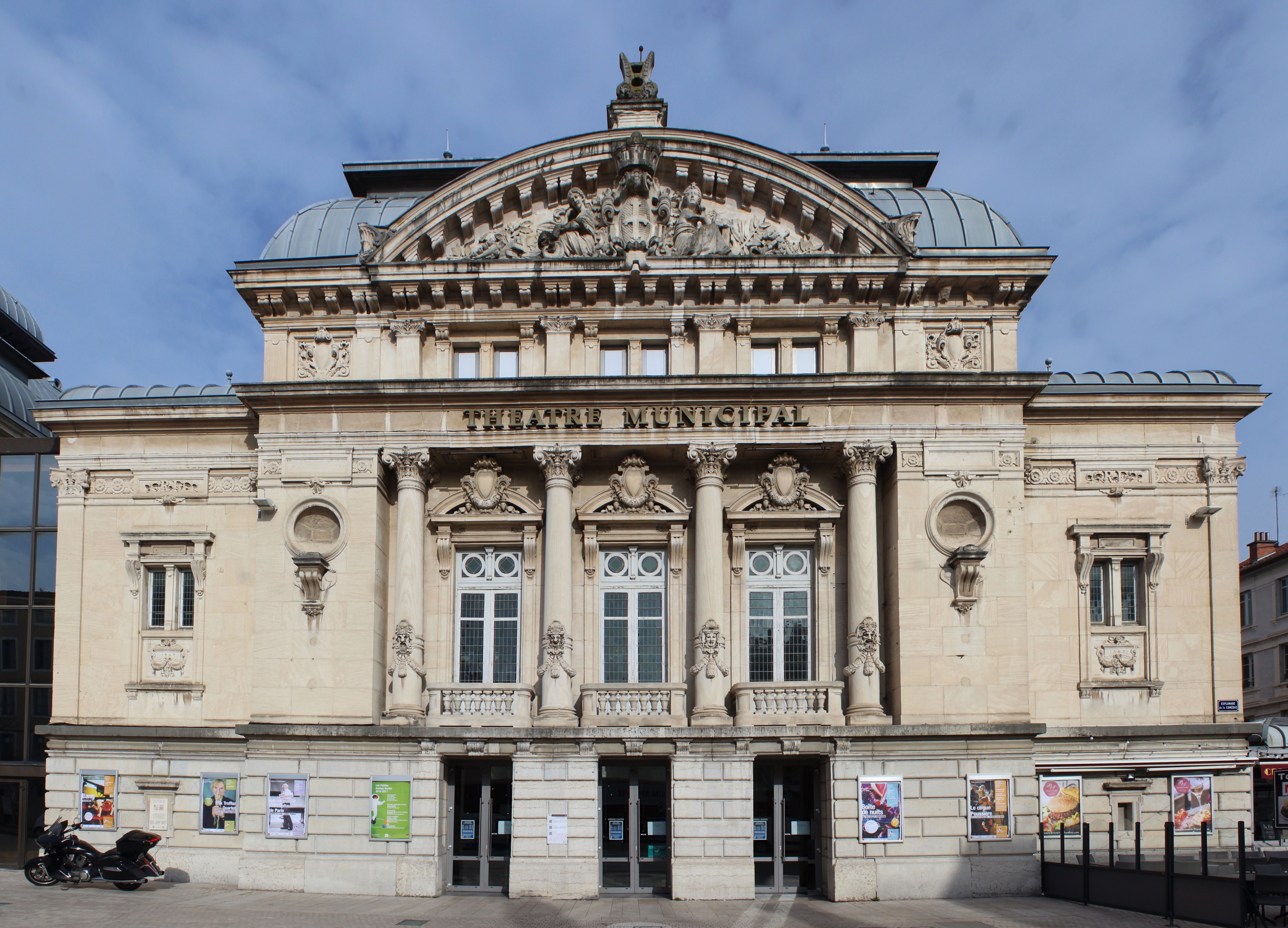
Théâtre municipal.

La commune dispose de nombreux espaces culturels. Au centre-ville, le théâtre municipal, d'une capacité d'environ 600 places assises, est en plein cœur de l'esplanade de la comédie. Au côté du théâtre, La Grenette qui est un cinéma de quatre salles, permet de découvrir des œuvres du 7e art tout comme l'Amphi, multiplexe cinématographique de 9 salles et 2 000 places ouvert le 22 octobre 2008.
Ainterexpo est le parc d'exposition du département composé de trois halls ainsi que d'Ekinox qui accueille des concerts et des événements sportifs.
La Tannerie, seule structure labellisée scène de musiques actuelles (SMAC) de l'Ain, accueille des groupes comme Black Bomb A, Les Fatals Picards, Lofofora ou encore Babylon Circus La grande salle peut accueillir au maximum 550 personnes, 220 en configuration assis. C'est également un lieu propice pour les concerts.
L'association loi de 1901 Les Amis de la Musique fait régulièrement venir des ensembles et musiciens de grande renommée.

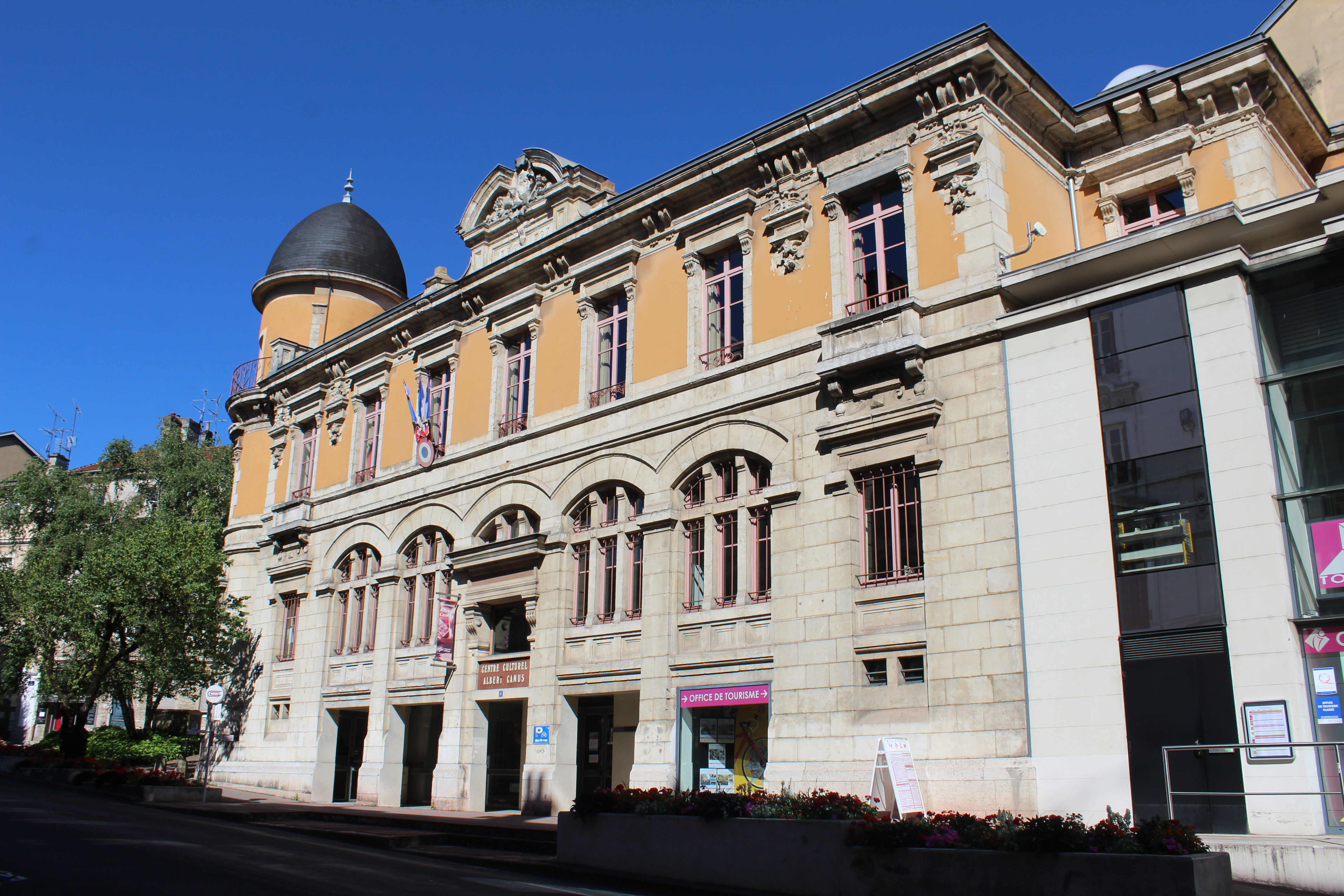
Médiathèque Albert-Camus.

Le musée municipal de Bourg-en-Bresse, qui présente une riche collection d'art français, flamand et italien du XVe au XXe siècle. L'hôtel Marron de Meillonnas est consacré à l'art contemporain. Pour découvrir l'histoire du département, les archives départementales de l'Ain, installées près des lycées, regroupent de nombreux documents du passé. Enfin, il y a trois médiathèques : l'une portant le nom d'Albert Camus installée dans l'ancien hôtel des Postes dans le centre-ville, un autre porte le nom d'Aimé Césaire situé et le dernier est en l'honneur d'Élisabeth et Roger Vailland à Brou.
Le congrès interassociatif 2007 de l'espéranto en France s'est tenu à Bourg-en-Bresse du 25 au 29 mai 2007.

La Maison du Cirque, inaugurée en septembre 2024 dans le quartier en rénovation urbaine du Pont des Chèvres, est une infrastructure originale permettant à l'Ecole des Techniques et des Arts du Cirque (ETAC01), de proposer 3 salles (dont une modulaire avec buvette) pour les pratiquants des différentes disciplines du cirque. C'est un lieu propice aux spectacles et aux résidences d'artistes.

## Bourg dans la culture

### Littérature
Dans la littérature classique, la ville est le cadre du roman Les Compagnons de Jéhu (1857), d'Alexandre Dumas.
L'écrivain français Gérard de Nerval effectue un parcours littéraire entre rêve et réalité dans son Voyage en Orient (1851). En se rendant de Paris à Cythère, il emprunte la route de Genève et passera par « Bourg ». Parti de Mâcon, Nerval prend la voiture de 2 heures, pour ensuite « [rouler] bientôt doucement dans ces monotones campagnes de la Bresse, si riantes en été ; puis [arriver] vers huit heures à Bourg » . L'auteur traverse la ville de nuit ; malgré l'obscurité, il reconnaît la beauté du Monastère Royal de Brou « Bourg mérite surtout d’être remarqué par son église, qui est de la plus charmante architecture byzantine, si j’ai bien pu distinguer dans la nuit, ou bien peut-être de ce style quasi renaissance qu’on admire à Saint-Eustache. »
Plus récemment, humoristes et écrivains sont volontiers cruels ou condescendants pour la ville, pourtant « 5e au classement des villes où il fait bon vivre »…
Samuel Beckett, dans En attendant Godot (éditions de Minuit, 1952), télescope Berne, Bourg-en-Bresse, les drapeaux en berne… en citant Berne-en-Bresse : « des recherches inachevées mais néanmoins couronnées par l’Acacacacadémie d’Anthropopopométrie de Berne-en-Bresse »…
Paul Nizan a consacré à Bourg l'essai Présentation d'une ville, qu'il ne nomme d'ailleurs jamais. Condisciple pour l'agrégation de Jean-Paul Sartre et Simone de Beauvoir et militant communiste, Nizan prend, en novembre 1931, sa première affectation comme professeur de philosophie au Lycée Lalande de La Ville. Il n'y passera qu'un an, mais a le temps de se présenter aux élections de 1932 dans la circonscription rurale voisine, où il récolte 2,7 % des voix, battu par Prosper Blanc. La Ville est alors surtout bourgeoise et paysanne, et le rebelle Nizan en dresse un tableau assez peu amène, cette Ville « dont, écrit-il, "on ne voit pas dans quel sens elle a poussé", bâtie "dans la pierre molle et blanche comme la chair des femmes pieuses", peuplée d’habitants (27 000 à l’époque) tous "paresseusement honnêtes", tous détestant "les nouveautés et les aventures" ». Naturellement, la cible de l'intellectuel communiste est moins la population que les élites locales, qualifiées par lui « d'illettrés sociaux »…
Le nom de la ville est en outre irrévérencieusement détourné en Berg-en-Brousse à plusieurs reprises :
- dans Les Petits Hommes, de Pierre Seron, Albert Desprechins et Mittéï (Dupuis, 1967-1975) ;
- dans L'Abbaye truquée, de Jean-Claude Fournier, vingt-deuxième album de la série Spirou et Fantasio (Dupuis, 1972).

### Cinéma
Six films au moins ont été tournés au moins en partie à Bourg entre 2001 et 2015, comme La Vie très privée de Monsieur Sim, de Michel Leclerc.
Ils sont détaillés dans la catégorie Film tourné à Bourg-en-Bresse.

### Radio
Bourg-en-Bresse a fait l'objet d'un pseudo-reportage improvisé par Jacques Martin dans une émission des Grosses Têtes de 1980.

### Personnalités liées à la commune

#### Personnalités nées dans la commune

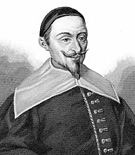
Portait du mathématicien Claude-Gaspard Bachet de Méziriac.

- Louise de Savoie (1462-1503), duchesse de Savoie et bienheureuse.
- Philippe de Savoie-Nemours (1490-1533), né au château de Bourg-en-Bresse.
- Antoine Favre (1557-1624), juriste et écrivain.
- Claude-Gaspard Bachet de Méziriac (1581-1638), mathématicien.
- Charles Démia (1637-1689), créateur d'écoles primaires.
- Pierre Juénin (1668-1747), chanoine et historiographe de Tournus.
- Louis-Albert Joly de Choin (1702-1759), évêque de Toulon.
- Marie-Étienne Populus (1736-1794), homme politique et exécuté en 1794 à Lyon, député aux États généraux de 1789.
- Claude Jean-Baptiste de Garron de la Bévière[164] (1742-1811), homme politique, député de la noblesse aux États généraux de 1789.
- Louis-Charles-Marie de Lombard de Bouvens (1750-1835), homme d'église, député aux États généraux de 1789.
- Joseph Jérôme Lefrançois de Lalande (1732-1807), astronome français, mort à Paris.
- Jean-Bernard Gauthier de Murnan (1748-1796), général français (guerres de la Révolution), officier (lieutenant-colonel) américain (Guerre d'indépendance des États-Unis), officier (capitaine-ingénieur) russe, cousin du suivant.
- Antoine-François Gauthier des Orcières (1752-1838), homme politique, membre de la Convention nationale, cousin du précédent.
- Thomas Riboud (1755-1835), magistrat et homme politique français, député de l'Ain de façon discontinue de 1791 à 1815.
- Jean-Claude Loubat de Bohan (1755-1839), général de brigade, commandant l'armée du Rhin pendant la Révolution.
- Charles Hénard (1756-vers 1812), portraitiste et miniaturiste français.
- Jean-Marie-Claude-Alexandre Goujon, (1766-1795), personnalité politique de la Révolution française, député de Seine-et-Oise.
- Louis-François Jeannet (1768-1832), général des armées de la Révolution et de l'Empire.
- Claude-Joseph Buget (1770-1839), général des armées de la Révolution et de l'Empire.
- Claude Charles Aubry de La Boucharderie (1773-1813), général des armées de la République et de l'Empire, mort des suites des blessures reçues à la bataille de Leipzig ; neveu du général Jean-Bernard Gauthier de Murnan.
- Louis-François Chaft (1780-1856), contrebassiste et pédagogue, professeur de contrebasse au Conservatoire de Paris.
- Hippolyte-Paul Jaÿr  (1802-1900), homme politique, préfet de l'Ain, de la Loire, de la Moselle, maire de Ceyzériat.
- Prosper Mouraud (1802-1869), homme politique né à Bourg-en-Bresse, député du Rhône de 1848 à 1849.
- Edgar Quinet (1803-1875), écrivain et historien.
- Jean-Marie-Sauveur Gorini (1803-1859), prêtre catholique, curé, théologien et historien.
- Alphonse Morellet (1809-1875), homme politique né à Bourg-en-Bresse, député du Rhône de 1849 à 1851.
- Paul de La Boulaye (1849-1926), peintre.
- Émile Marchand (1852-1914), astronome, directeur de l'observatoire du Pic du Midi.
- Delphine Renot née Puvilland (1861-1927), actrice de théâtre et de cinéma.
- Marie-Eugène Debeney (1864-1943), général français qui prit une part active à la Première Guerre mondiale et mourut lors d'un attentat à Bourg. Son fils Victor Debeney(1891-1956) général et chef du secrétariat général du maréchal Pétain.
- Marie-Joseph Lagrange (1855-1938), dominicain, fondateur de l'École biblique et archéologique française de Jérusalem.
- Louis Jourdan (1872-1948), peintre.
- Jules Migonney (1876-1929), peintre orientaliste.
- Claude Calzan (1876-1959), homme politique, membre du comité directeur du Parti communiste de 1924 à 1926.
- Frantz Adam (1886-1968), photographe de la Grande Guerre.
- Georges Detreille (1893-1957), coureur cycliste, champion olympique sur route par équipes en 1920.
- André Diethelm (1896-1954), ministre de la Guerre dans le premier gouvernement provisoire du général de Gaulle.
- Pierre Fitremann (1896-1987), chef du secrétariat particulier du président du Sénat Paul Doumer.
- René Belin (1898-1977), syndicaliste et homme politique.
- Louis Leygue (1905-1993), sculpteur et graveur ; une rue de Bourg porte son nom.
- Marie-Reine Blanchard (1915-2003), auteure de la bande dessinée Bibiche.
- Michel Arnaud (1915-1990), résistant, compagnon de la Libération.
- José Charlet (1916-1983), architecte, peintre, sculpteur et graveur.
- Jacques Faivre (1932), international de football français.
- Jacques Pépin (1935), cuisinier aux États-Unis.
- Alain Giletti (1939), patineur artistique français, 10 fois champion de France, 5 fois champion d'Europe, 4 fois vice-champion d'Europe et 1 fois champion du monde (1960).
- André Guy (1941), international français de football.
- Georges Blanc (1943), cuisinier et hôtelier renommé.
- Daniel Morelon (1944), coureur cycliste sur piste.
- Marianne Hoepfner (1944), ancienne pilote de course française, tant en rallyes qu'en compétitions d'endurance sur circuits.
- Étienne Nodet (1944-2024), dominicain, spécialiste du judaïsme antique.
- François Fabius (1944-2006), sportif et antiquaire.
- Yves Chauveau (1945), international français de football.
- Laroche Valmont, chanteur (1949)
- Jean de Gaulle (1953), parlementaire français de 1986 à 2002 (petit-fils du général de Gaulle).
- Charles de La Verpillière (1954), homme politique.
- Sylvie Corbelin (1958), artiste joaillière.
- Sylvie Ramond (1959), directrice du musée des Beaux-Arts de Lyon.
- Isabelle Lonvis-Rome (1963), ministre chargée des Droits des femmes.
- Laurent Gerra (1967), humoriste, imitateur, scénariste et écrivain (originaire de Mézériat et élève au lycée Lalande).
- Luc Jacquet (1967), réalisateur français qui a réalisé La Marche de l'Empereur.
- Marc Chavent (1968), député de l'Ain.
- Gilles Bouvard (1969), coureur cycliste.
- Stéphane Degout (1975), chanteur d'opéra Baryton.
- Lionel Nallet (1976), joueur de rugby à XV au Racing Métro 92 et en équipe de France.
- Peggy Provost (1977), ancienne footballeuse française qui a joué pour le F.C.F. Juvisy jusqu'en 2009 et en équipe de France de football (jus. 2006, 92 sélections).
- Julien Benneteau (1981), joueur de tennis.
- François Clerc (1983), footballeur français du Gazélec Ajaccio avec 13 sélections en équipe de France.
- Salim Boukanoucha (1985), joueur de rugby à XV franco-marocain.
- Pierre-Luc Périchon (1987), coureur cycliste.

- Étienne Masson (1988), 4 fois champion du monde d'endurance en course de moto.

- Antoine Diot (1989), basketteur français évoluant à l'ASVEL Lyon-Villeurbanne et en équipe de France.
- Yoann Andreu (1989), footballeur français.
- Florian Grengbo (2000), coureur cycliste sur piste français, vice-champion du monde en 2021 et médaillé de bronze au Jeux olympiques de Tokyo la même année.

#### Autres personnalités
- Othon III de Grandson (1340?-1397), chevalier et poète fameux à l'origine du renouveau de la Saint-Valentin dans le monde latin.
- Marguerite d'Autriche (1480-1530), femme politique, régente des Pays-Bas.
- Charles Pierre Gaspard Gueidan (1757-1831), prêtre député du clergé du bailliage de Bourg-en-Bresse aux États généraux de 1789.
- Jean-Pierre Dellard (1774-1832), général des armées de la République et de l'Empire.
- André-Marie Ampère (1775-1836), physicien français qui a beaucoup contribué dans le domaine de l'électromagnétisme. Il a été professeur au lycée Lalande.
- Sébastien-Benoît Peytel (1804-1839), né à Mâcon et guillotiné sur le champ de foire de Bourg-en-Bresse.
- Elisa Blondel (1811-1845), artiste peintre.
- Gustave Doré (1832-1883), illustrateur et sculpteur français installé avec sa famille à Bourg durant sa jeunesse quand son père était ingénieur en chef des ponts et chaussées de l'Ain.
- Joseph Vacher (1869-1898), tueur en série français, né à Beaufort et guillotiné sur le Champ-de-Mars de Bourg-en-Bresse.
- Charles Delestraint (1879-1945), installé à Bourg-en-Bresse quand il commandait l'Armée secrète.
- Édouard Commette (1883-1967), organiste et compositeur, y fit ses études au lycée.
- Paul Nizan (1905-1940), professeur de philosophie au lycée Lalande, auteur de Présentation d'une ville.
- René Greusard (1908-1974), né à Coligny, syndicaliste, résistant et homme politique, président des Mouvements unis de la Résistance de l'Ain.

- François-Yves Guillin (1921-2020), résistant, élève du lycée Lalande.
- Marius Roche (1921-2010), résistant du maquis de l'Ain et adjoint au maire de Bourg-en-Bresse.
- Jean-Michel Bertrand (1943-2008), homme politique et ancien maire de la ville.

- Jean-Philippe Nault (1965-), curé de la cocathédrale Notre-Dame de Bourg-en-Bresse, évêque de Nice.

- Jean-François Debat (1966-), homme politique, actuel maire de Bourg-en-Bresse.

### Héraldique
| Blason | Blasonnement : Parti de sinople et de sable, à la croix tréflée d’argent brochant sur le tout,. |